# ウィリアム・グラッドストン
ウィリアム・ユワート・グラッドストン（英語: William Ewart Gladstone PC FRS FSS [ˈwɪljəm ˈjuːwɑːt ˈglæd.stən]、1809年12月29日 - 1898年5月19日）は、イギリスの政治家。
ヴィクトリア朝中期から後期にかけて、自由党を指導して、4度にわたり首相を務めた（第一次: 1868年-1874年、第二次: 1880年-1885年、第三次: 1886年、第四次: 1892年-1894年）。
生涯を通じて敬虔なイングランド国教会の信徒であり、キリスト教の精神を政治に反映させることを目指した。多くの自由主義改革を行い、帝国主義にも批判的であった。好敵手である保守党党首ベンジャミン・ディズレーリとともにヴィクトリア朝イギリスの政党政治を代表する人物として知られる。

## 概要
スコットランド豪族の末裔である大富豪の貿易商の四男としてリヴァプールに生まれる。イートン校からオックスフォード大学クライスト・チャーチへ進学。同大学在学中にイングランド国教会への信仰心を強めた。1831年に同大学を首席で卒業する。
1832年の総選挙で初当選し、23歳にして保守党所属の庶民院議員となる。二度のサー・ロバート・ピール准男爵内閣（保守党政権）において下級大蔵卿（在職1834年-1835年）、陸軍・植民地省政務次官（在職1835年）、商務庁副長官（在職1841年-1843年）、商務庁長官（在職1843年-1845年）、陸軍・植民地大臣（在職1845年-1846年）を歴任して政治キャリアを積む。商務庁副長官・商務庁長官時代には様々な品目の関税削減・廃止を手がけ、自由貿易推進に貢献した。
1846年の穀物法廃止をめぐる保守党分裂では、穀物自由貿易を奉じるピール派に属して保守党を離党した。保守党から離れたことで経済思想以外も徐々に自由主義化していった。特に1850年秋に訪問した両シチリア王国において過酷な自由主義弾圧を目の当たりにして保守主義に嫌悪感を持つようになった。
1852年には第一次ダービー伯爵内閣（保守党政権）の大蔵大臣ベンジャミン・ディズレーリの予算案を徹底的に論破して否決に追い込み、同内閣の倒閣に主導的役割を果たした。続くアバディーン伯爵内閣（ピール派・ホイッグ党連立政権）においては大蔵大臣（在職1852年-1855年）として入閣し、更に多くの品目の関税廃止を実施して自由貿易を一層推進した。
1855年2月、クリミア戦争の泥沼化で総辞職したアバディーン伯爵内閣に代わって第一次パーマストン子爵内閣（ホイッグ党政権）が成立。はじめ同内閣にも大蔵大臣として入閣していたが、首相との方針の食い違いからすぐにも下野した。以降はパーマストン卿の強硬外交を批判した。
第二次ダービー伯爵内閣（保守党）期の1859年には保守党政権打倒のためホイッグ党、ピール派、急進派が大同団結して自由党を結成。これに伴いグラッドストンも自由党議員となった。
第二次ダービー伯爵内閣倒閣後の1859年6月に成立した第二次パーマストン子爵内閣（自由党政権）には大蔵大臣（在職1859年-1865年）として入閣し、英仏通商条約を締結するなどして自由貿易体制を完成させた。また「知識に対する税金」として批判されていた紙税を廃止した。続く1865年から1866年の第二次ラッセル伯爵内閣（自由党政権）では蔵相（在職1865年-1866年）留任のうえ、庶民院院内総務を兼務した。選挙法改正の機運が高まる中、自助を確立している上層労働者階級に選挙権を広げる選挙法改正を目指し、保守党庶民院院内総務ディズレーリと激闘したが敗れ、内閣総辞職に追い込まれた。
続く第三次ダービー伯爵内閣（保守党政権）で庶民院院内総務ディズレーリが行った第二次選挙法改正には、選挙権が貧民にまで拡大される恐れありとして反対したが、阻止できなかった。1867年末に引退したラッセル伯爵の後継として自由党党首となる。1868年2月に成立した第一次ディズレーリ内閣（保守党）に対して、アイルランド国教会廃止を掲げて挑み、11月の総選挙に勝利したことで同内閣を総辞職に追い込んだ。
代わって組閣の大命を受け、第一次グラッドストン内閣を組閣した。内政において様々な改革を実施した。まず先の総選挙での公約通りアイルランド国教会を廃止した。不在地主に理由なく追い出されたり、法外な地代をかけられたアイルランド小作人への補償制度を定めた法律も制定したが、これはほぼ「ざる法」に終わった。他の欧米諸国と比べて小学校教育普及が遅れていることを念頭に初等教育法を制定して小学校教育の普及を図った。外務省以外の省庁で採用試験を導入し、また軍隊の階級買い取り制度を廃することで、官界や軍における貴族優遇に歯止めをかけた。労働者上層に選挙権が広がったことを念頭に秘密投票制度の導入も行った。労働組合法を制定し、労働組合が賃金と労働時間以外のことを交渉するのを解禁した。一方で外交は不得手で、ドイツ帝国の勃興やロシア帝国のパリ条約黒海艦隊保有禁止条項の一方的破棄などを阻止できず、またアメリカ合衆国に対してもアラバマ号事件で賠償金を支払うことになるなど、相対的にイギリスの地位を低下させた。自由党内の分裂が深刻化し、1874年には所得税廃止を目指して解散総選挙に打って出るも、大英帝国の威信回復を訴えるディズレーリ率いる保守党が勝利し、総辞職を余儀なくされた。
1875年には自由党党首も辞し、半ば引退した生活に入ったが、1875年から1877年にかけてのバルカン半島をめぐる騒乱でディズレーリ政権の親トルコ・反ロシア外交を批判する運動の先頭に立って政治活動を再開した。総選挙を間近にした1879年には「ミッドロージアン・キャンペーン」を展開し、ディズレーリの第二次アフガン戦争、トランスヴァール共和国併合、ズールー戦争などの帝国主義政策を批判した。
1880年の総選挙で自由党が大勝したため、第二次グラッドストン内閣を組閣した。 アイルランド土地法を改正し、アイルランド小作農の地代を地代法廷で決めるなど小作農保護を強化した。また選挙区割りについて野党保守党に妥協することで第三次選挙法改正を達成し、男子普通選挙に近い状態を実現した。グラッドストンは小英国主義者であり、帝国主義には消極的だったが、オラービー革命が発生したエジプトには派兵し、革命を鎮圧してエジプトを半植民地となした。一方マフディーの反乱が発生したスーダンは放棄を決定し、国民的英雄チャールズ・ゴードン将軍を同地に派遣してスーダン駐屯エジプト軍の撤退の指揮をとらせようとしたが、ゴードンは撤退しようとせずに戦死したため、内閣支持率に大きな打撃を受けた。1885年にアイルランド強圧法を制定しようとしたことにアイルランド国民党が反発してソールズベリー侯爵率いる保守党との連携に動いた結果、議会で敗北して総辞職に追い込まれた。
1885年の総選挙の自由党の勝利、また保守党政権とアイルランド国民党の連携の崩壊により、ソールズベリー侯爵内閣倒閣に成功し、第三次グラッドストン内閣を組閣した。チャールズ・パーネル率いるアイルランド国民党と連携し、アイルランド自治法案を通そうとしたが、党内の反自治派が党を割って自由統一党を結成したため否決された。解散総選挙に打って出るも敗北して退陣した。
退陣後もアイルランド自治を掲げ、1892年の解散総選挙に辛勝したことで第四次グラッドストン内閣を組閣した。再びアイルランド自治法案を提出するも貴族院で否決された。さらに海軍増強に反対したことで閣内で孤立し、1894年に首相職を辞職した。次の総選挙にも出馬することなく、政界から引退した。
1898年5月19日に死去した。

## 生涯

### 政治家になるまで

#### 出生と出自

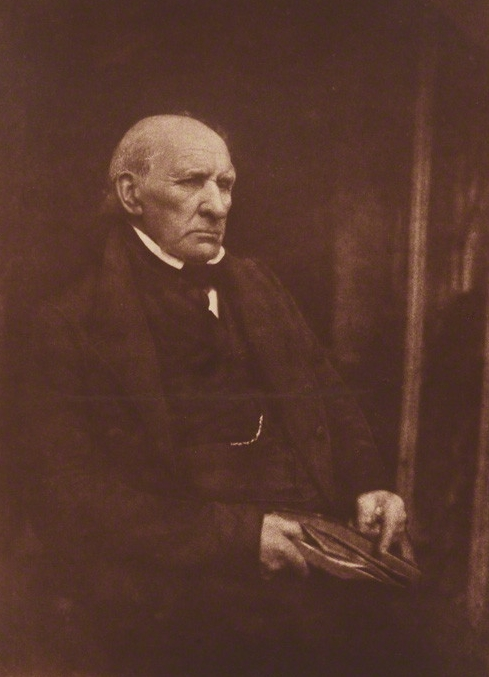
父の初代準男爵サー・ジョン・グラッドストン

1809年12月29日、イギリス・イングランド・リヴァプールのロドネー街62番地に生まれる。
父は大富豪の貿易商ジョン・グラッドストン（のちに准男爵に叙される）。母は後妻のアン（旧姓ロバートソン）。グラッドストンは夫妻の四男であり、兄にトマス、ロバートソン、ジョンがいる。また姉一人がおり、後に妹も一人生まれている。
グラッドストン家はもともとグラッドステンス (Gladstanes) という家名のスコットランド豪族だった。1296年の公式文書にハーバート・ド・グラッドステンス (Herbert de Gladstanes) というスコットランド豪族が、スコットランドの征服者イングランド王エドワード1世に臣従を誓ったことが記録されている。やがてグラッドステンス家の一流がビガーに移住し、家名をグラッドストンス (Gladstones) に変えた。家は漸次没落していったが、グラッドストンの祖父トマス (Thomas) の代にレイスへ移住し、穀物商として成功を収めた。
父ジョンはこのトマスの長男として生まれ、リヴァプールに移住して穀物商を始めた。この際に語呂が悪いグラッドストンスの姓をグラッドストンに改めた。父は1792年に最初の結婚をしたが、先妻とは子供ができないまま死別し、ついで1800年にアン・ロバートソン (Anne Robertson) と再婚し、グラッドストンを含む4男2女を儲けた。
父は東インド（アジア）貿易で大きな成功をおさめ、西インド（アメリカ大陸）貿易にも手を伸ばしつつ、西インドやギアナで大農場の経営を行う大富豪となった。父の資産額は60万ポンドにも及ぶという。
また父は1818年から1827年にかけて庶民院議員も務めた。父はもともと非国教徒の長老派であり、支持政党は自由主義政党ホイッグ党だったが、後に国教会の福音派（比較的長老派と教義が近い）に改宗するとともに、党派も保守政党トーリー党になった。だがトーリー党内では自由主義派に属しており、カトリックが公職に就くことを認める改革や商業における規制を撤廃する改革を目指すジョージ・カニングを支持し、カニングのリヴァプール選挙区での選挙活動を支援していた。
そのような開明的な父であっても、その所有農場では大勢の奴隷が酷使されていた（イギリスでは奴隷貿易は1807年に禁止されているが、植民地の奴隷制度はいまだ合法だった）。1823年にはギアナでイギリス農場主の支配に抵抗する黒人奴隷の一揆が発生したが、その一揆の中心地はグラッドストン家所有の農場だった。

#### 幼少期
グラッドストン家は資本主義の競争に勝ち抜いた中産階級に典型的な自由主義・合理主義・経験主義の家風だった。加えてスコットランドの気風とされる激しい情熱と抽象的理論の重視という家風も持っていた。そのため父は子供たちに対し、どんな些細なことでも慣れ合いで決めずに自由な討論をもって決するよう教育した。グラッドストンによると、父のこの教育方針のおかげで議論好きになったという。
幼少期にはジョン・バニヤンの『天路歴程』、ジェームス・リドリーの『精霊物語(Tales of the Genii))』、ジェーン・ポーターの『スコットランド豪族 (The Scottish Chiefs)』などの本から影響を受けたという。

#### イートン校

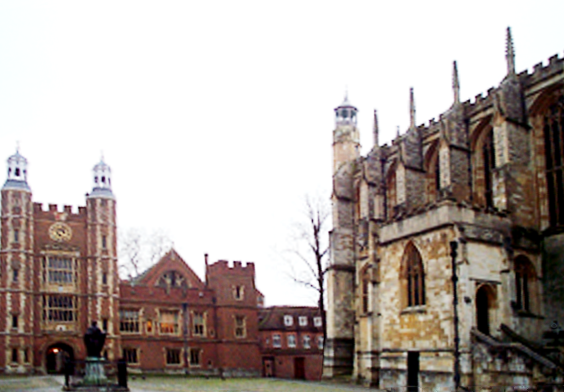
イートン校

1821年9月（11歳）に名門パブリックスクール・イートン校に入学した
グラッドストンはイートン校になじみ、この時代を「私の人生の中で最も幸福だった時代」と述懐している。友人とのトラブルもなく、厳格だった校長ジョン・キート（英語版）（在任、1809-1834）からの鞭打ちも一回受けただけだった。
読書にも熱心でギリシャ・ローマの古典、ジョン・ロックやエドマンド・バークやデイヴィッド・ヒュームの哲学、ジョン・ミルトンの宗教作品、ウォルター・スコットの作品、エドワード・ギボンの『ローマ帝国衰亡史』、モリエールやラシーヌなどのフランス古典劇、政治家の伝記や自伝などに影響を受けた。またフランス古典を勉強するためにフランス語を身に付けている。
後の政治家としての素質もこの時代から多く見せた。1823年には教師を相手にその不正義を追及し、1825年には友人たちとともにイートン校の弁論会 (The debating society) を復興した。最初の弁論会（お題は「下層民に教育を与えるべきか否か」）で当時15歳のグラッドストンは「上流階級は、下層階級が同胞に対して善良にふるまうよう善導しなければならない。そうすれば下層民はいかなる口実を設けても義務に違反できなくなるだろう。職人の勤勉と才能を眠らせ、彼らに希望を失わせ、彼らの精神が抑圧されたままにしておくことは道義的にも政治的にも正しいことではない」と演説しており、ノブレス・オブリージュ（高貴なる者の責任）的な思想を既に確立している。1826年には父の経済政策が新聞で批判されているのを見つけて父を弁護する論文を新聞社に投書している。18歳の時には『イートン雑誌(The Eton Miscellany)』というイートン校内の雑誌の編集者・執筆者も務めた。
イートン校時代から将来の夢は政治家であり、1827年12月の卒業にあたっての校壁への落書きで「W・E・グラッドストン庶民院議員閣下 (THE RIGHT HONOURABLE W・E GLADSTONE, M.P.)」と未来の自分を予想している。

#### オックスフォード大学

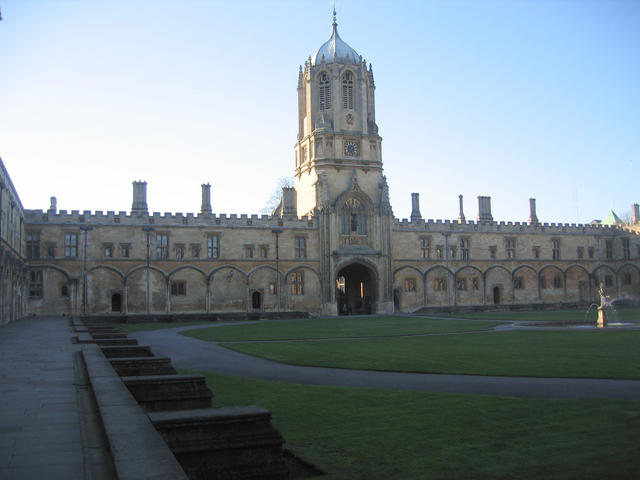
オックスフォード大学クライスト・チャーチ

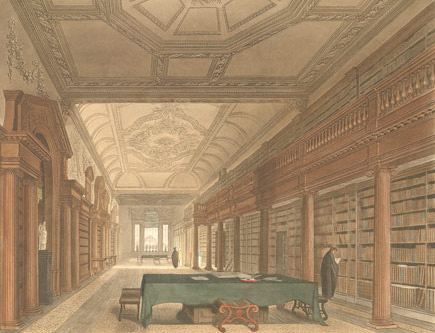
19世紀初めの頃のクライスト・チャーチ学寮の図書室を描いた絵画

1828年10月にオックスフォード大学へ進み、クライスト・チャーチに在籍した。
クライスト・チャーチはオックスフォードのカレッジの中でももっとも貴族的だが、読書には自由な風潮であり、グラッドストンも早朝4時間と就寝前2時間から3時間は読書に費やしたという。とりわけヘロドトス、アリストテレス、プラトン、ホメーロスなどの古典研究に明け暮れたという。
1829年10月には十数人の友人とともに大学内に論文討論クラブを結成している。メンバーが論文を提出し、それについて賛否を表明するクラブだった。このクラブはウィリアム・ユワート・グラッドストン (William Ewart Gladstone) の頭文字をとって、「WEG（ウェッグ）」と名付けられた。また1830年からはオックスフォード大学の各カレッジの代表学生が集まるオックスフォード・ユニオンの討論にも参加するようになり、後にはその議長に選出された。
大学時代のグラッドストンは宗教的な葛藤を感じることが多くなった。オックスフォード大学はもともと教会付属の学校が発展したものだが、この頃のオックスフォードは形骸化していて宗教への情熱が感じられなかった。軽薄と宗教的情熱の欠如を嫌うグラッドストンにはこれが許せなかった。彼はこの葛藤を勉学への打ち込みと一層の信仰心によって満たそうとした。その結果、一時は政治家の夢を断念して聖職者の道を希望するようにさえなった。
彼は1日に何度も説教を聞き、やがて自らが神に遣わされた者であり、神に恥じることをしてはならないと思い込むようになった。1830年4月25日付けの日記には「1.愛、2.自己犠牲、3.誠実、4.活力」の4つの精神を持つことがその重要な柱と位置付けている。この宗教的確信を得るようになると、義務感からではなく意志をもって勉学に打ち込むようになった。この時以来、彼は休息を全く取らない異常な勤勉家と化したという。
卒業試験も近くなった1831年4月から5月、選挙権を中層中産階級に広げる選挙法改正法案をめぐって反対派の野党トーリー党と賛成派の与党ホイッグ党が争う中、解散総選挙が行われた。グラッドストンは「WEG」や「オックスフォード連合」の討論会で選挙法改正反対を表明した。有権者は貴族や上層中産階級など高い教養と責任感を持つ者に限定しないと衆愚政治になって社会秩序が崩壊すると考えたからである。こうしたノブレス・オブリージュ的な考え方は、オックスフォード大学の貴族学生の間では一般的な意見だったから多くの出席者から支持された。とりわけリンカン伯爵は、父ニューカッスル公爵に宛てた手紙の中で「父さんの影響力が強い選挙区にグラッドストンを保守党候補として立ててやってほしい」と頼み込んでいる。この願いは1年後かなえられる。
選挙戦中、グラッドストンはトーリー党の選挙活動に参加し、選挙法改正反対のプラカードを掲げて行進した。選挙権を持てない庶民から泥を投げつけられ泥だらけになったが、それでも屈することはなかったという。しかし総選挙の結果はホイッグ党の大勝に終わり、議会での一悶着の末に第一次選挙法改正が達成された。これにより中層の中産階級にも選挙権が広がり、成年男子の15%が選挙権を持つようになった。
選挙活動中も卒業試験に向けての勉学を怠ることはなく、選挙後は更に勉学に集中した。当時の卒業試験は数学と古典に分かれていたが、グラッドストンは両方で首席をとっている。二冠に輝いたのは20年以上前の卒業生であるロバート・ピール以来のことであった。1832年1月に学位を得てオックスフォード大学を卒業した。

#### ヨーロッパ大陸旅行
オックスフォード卒業後、兄ジョン・ネイルソン・グラッドストンとともにグランドツアーに出た。古典を多く学び、信心深いグラッドストンはイタリアに憧れを持っており、旅行の中心地もそこだった。
ベルギーのブリュッセルとフランスのパリを経てフィレンツェ、ナポリ、ローマ、ヴェネツィア、ミラノなどイタリア各都市を歴訪した。彼はサン・ピエトロ大聖堂を訪れた際にキリスト教は国教会も非国教徒もカトリックも同一であり、キリスト教を統一したいと願うようになったという。
しかしフランス・パリの店が安息日にもシャッターを下ろさないことやイタリアのローマ・カトリック教会の「腐敗」と「非カトリック」ぶりには怒りを露わにし、国教会こそが真の国際的キリスト教の一部という確信を強めたという。奇しくもこの翌年からオックスフォード大学の聖職者たちの間で盛り上がり始めるオックスフォード運動と似た結論に達したのであった。

### 保守党時代

#### 23歳で初当選

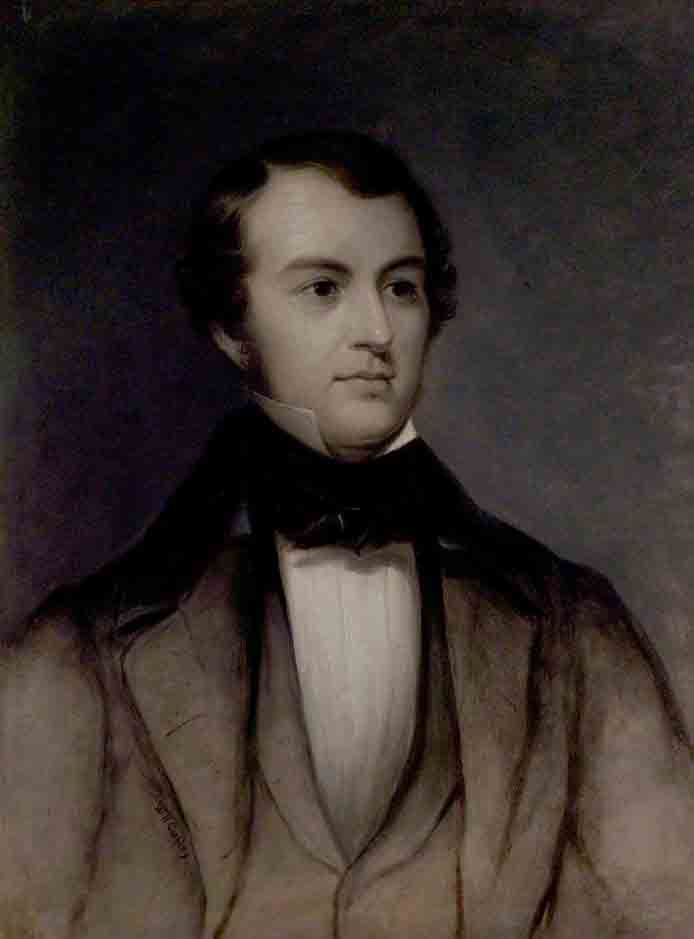
1832年のグラッドストン議員の肖像画（ウィリアム・キュブレイ画）

ミラノ滞在中の1832年6月、オックスフォードの学友リンカン伯爵から手紙をもらい、彼の父ニューカッスル公爵の強い影響下にあるニューアーク選挙区からの出馬を勧められた。
グラッドストンにとっては有難い申し出であると同時に不安なことだった。グラッドストンは自分の信念を曲げることを嫌ったので、トーリー党守旧派のニューカッスル公爵の支援を受けてしまうと、守旧的な信念を強要されると懸念したのである。しかし父ジョンは「公爵はこれまで支援する候補者に信念を押し付けたことはないし、公爵と私はすでに話を進めており、私が選挙資金の半分を持つことになっている。」と息子を説得し、出馬を決意させた。
旅行を中断して帰国し、1832年8月からニューアーク選挙区で選挙活動に入った。トーリー党選対事務所が全力で支えてくれたおかげで、活発な選挙活動が可能となった。しかし当時植民地奴隷制廃止運動が盛んだったため、選挙戦中にもっとも頻繁に受けた攻撃は「悪名高い奴隷農場主の息子」という批判だった。これに対して彼は「植民地の奴隷の即時解放は白人に対する暴動を誘発する恐れがある。それを防ぐためにはまず奴隷たちにキリスト教育を施し、その後に解放するべき」という「漸進的解放」論で反論した。
選挙の結果は3人の候補のうち最多得票での当選だった。

#### 処女演説

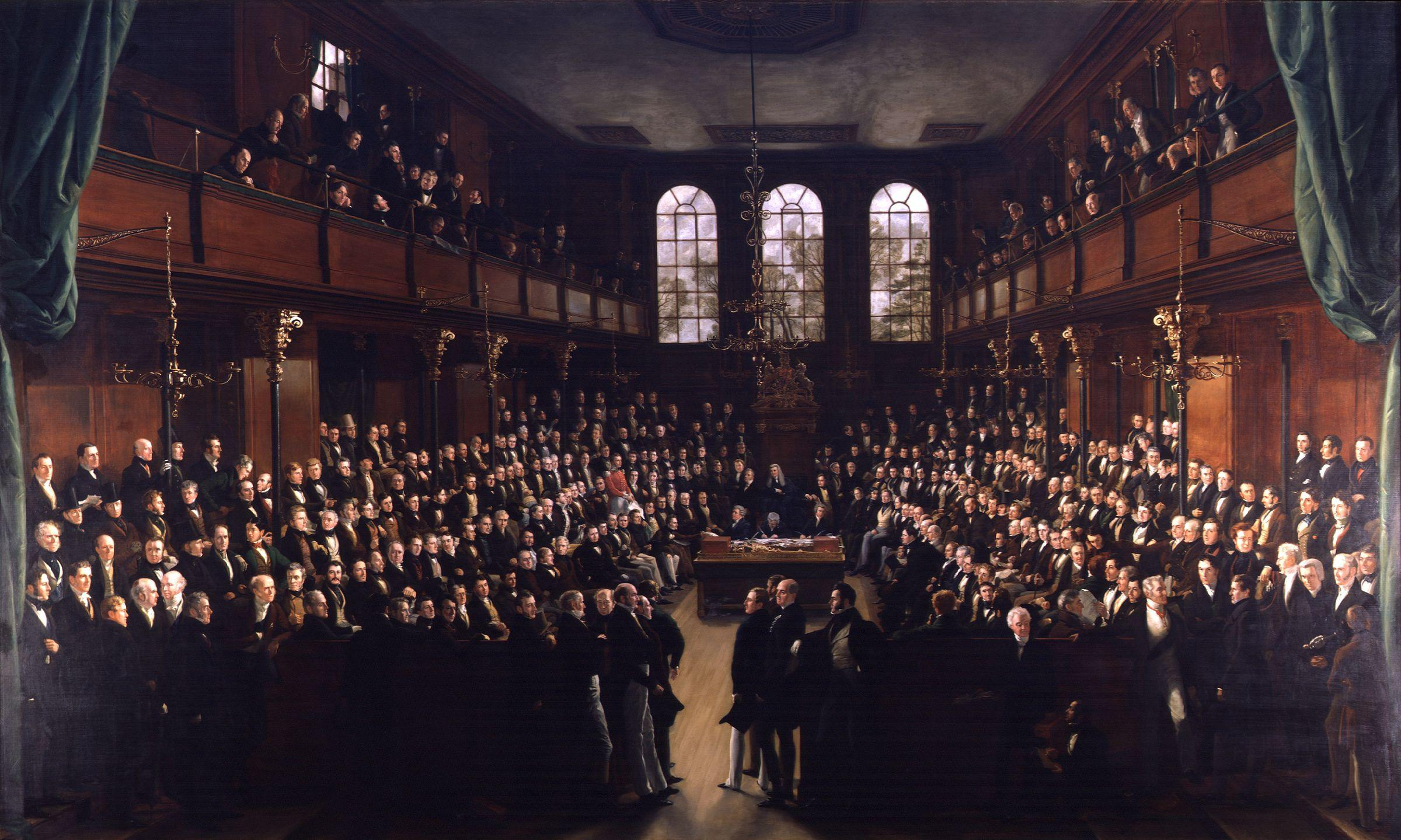
1833年の庶民院を描いた絵

1833年1月に議会が招集された（この会期からトーリー党は保守党という名称を使用するようになった）。
グラッドストンは、6月3日の庶民院で処女演説を行った。この数日前に与党ホイッグ党の議員が父の奴隷農場を攻撃する演説を行っており、彼の演説は「漸進的解放」論を唱えてそれに反論するものだった。
このような考え方の議員は少なくなかったし、またグラッドストンの演説態度は真面目だったので好評を博したという。与党ホイッグ党の庶民院院内総務オールトラップ子爵も、国王ウィリアム4世に前途有望な議員としてグラッドストンのことを報告している。ウィリアム4世は「朕はグラッドストンのごとき前途有望な議員が進出したことを喜ぶ」と応じたという。

#### 第一次ピール内閣下級大蔵卿

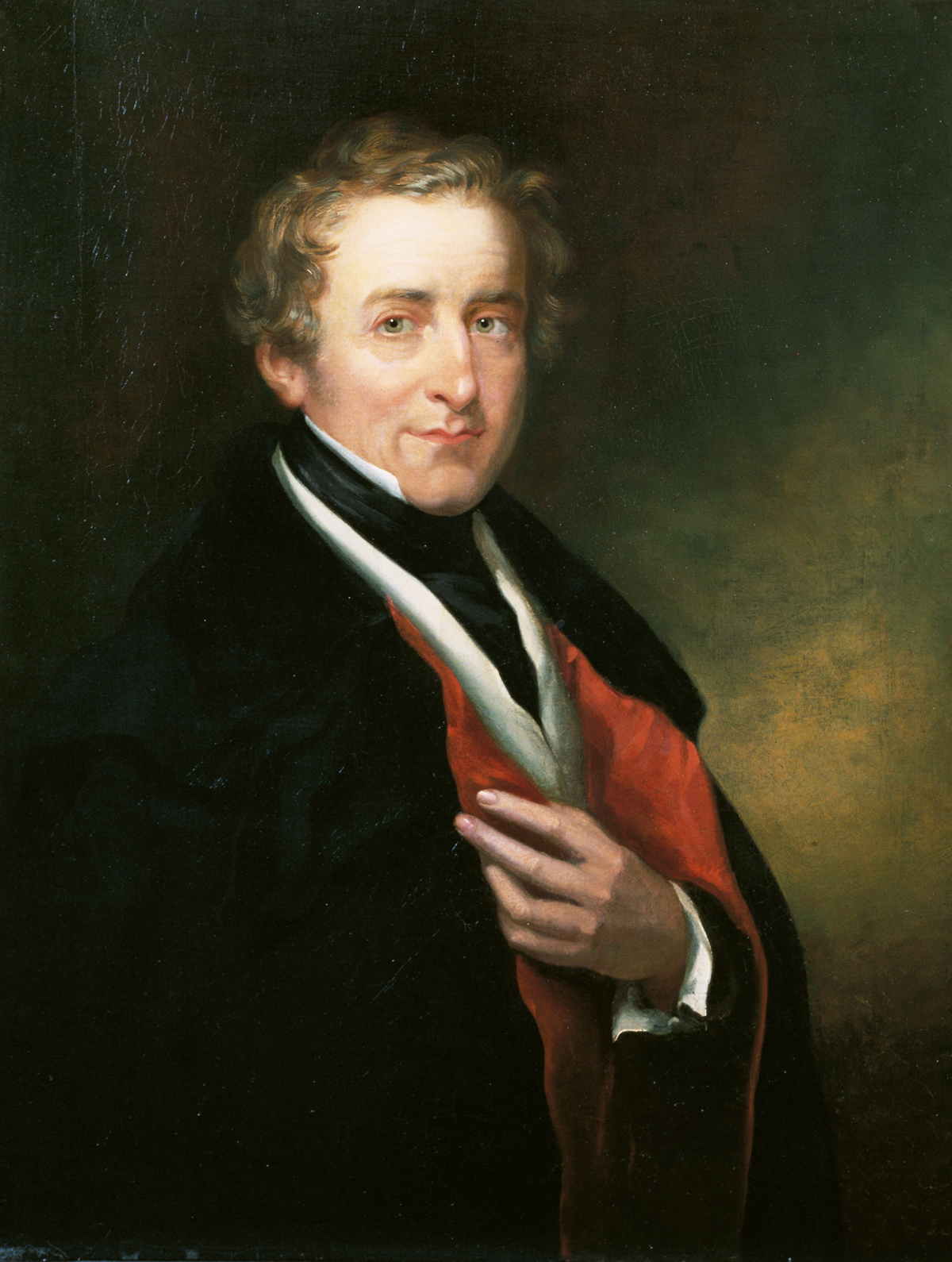
保守党の首相サー・ロバート・ピール准男爵

1834年11月、国王ウィリアム4世はホイッグ党の首相メルバーン子爵を罷免し、保守党党首サー・ロバート・ピール准男爵に組閣の大命を与えた（第1次ピール内閣）。
グラッドストンは第一大蔵卿（首相）を補佐する下級大蔵卿 (Junior Lord of the Treasury) に任命された。この役職は複数人置かれる役職なので、各省に一人ずつ置かれる政務次官 (Undersecretary) と比べると地位は低いが、首相の側近くにあることから政府全般の事務に関与する役職だった。
王の気まぐれで政権についたピール政権は少数与党政権であったため、1835年1月にも解散総選挙となった。この選挙ではホイッグ党がニューアーク選挙区に対立候補を立てなかったので、グラッドストンは無投票再選を決めている。総選挙全体の結果は、保守党が100議席回復して300議席近くを獲得した（ただし過半数には届かず）。

#### 第一次ピール内閣陸軍・植民地省政務次官

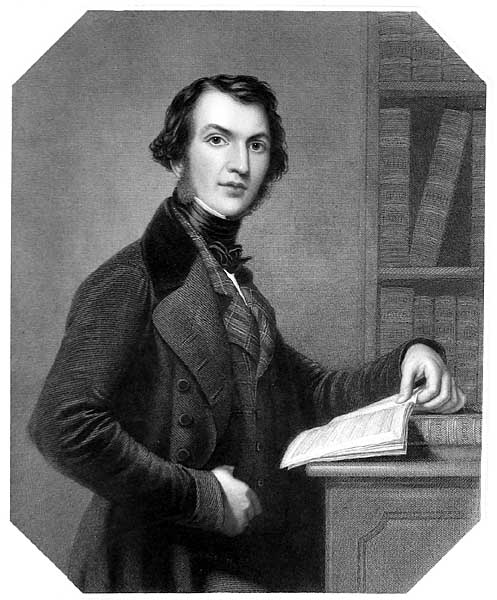
1830年代のグラッドストンを描いた絵（『イラストレイテド・ロンドン・ニュース』の挿絵）

先の総選挙で陸軍・植民地省政務次官が落選したため、ピールは、父が植民地大地主で植民地問題に造詣が深いであろうグラッドストンをその後任にした。当時の陸軍・植民地大臣は貴族院議員アバディーン伯爵だったため、グラッドストンは庶民院における陸軍・植民地省の代表者となった。
新議会が召集されると野党ホイッグ党党庶民院院内総務ジョン・ラッセル卿が、アイルランド国教会の収入を国教会以外の目的にも使用するべきとする動議を提出したが（アイルランド人はカトリックが多数派だが、アイルランド国教会に教会税を納めさせられていたため、強い反発が起こっていた）、与党保守党はこの動議に反対した。グラッドストンもアイルランドにおける国教会制度を崩壊させるものとして反対演説を行った。しかしこの動議は1835年4月7日に可決されたため、ピール内閣は総辞職に追い込まれた。グラッドストンも就任から三カ月で陸軍・植民地省政務次官を辞することとなった。
代わってホイッグ党党首メルバーン子爵に組閣の大命があり、第二次メルバーン子爵内閣が発足した。この政権は1841年まで続き、その間保守党は野党となった。

#### 『教会との関係における国家』
下野して時間に余裕ができたグラッドストンは改めて宗教問題に関心を寄せた。1830年代はオックスフォード運動の影響で宗教問題がイギリスで盛んになっていた時期だった。
この頃、エディンバラ大学神学教授トーマス・チャーマーズは「国家は宗教の真理を定める義務を負っているが、全体像だけ決めればよく、細部は神学者に任せるべきである」という主張を行っていたが、グラッドストンはこれに強く反発した。また自由主義者による無宗教の風潮、アイルランド国教会廃止を狙う勢力の台頭にも脅威を感じ、国教会を守るための執筆を行う決意を固めた。
そうして書きあげた『教会との関係における国家 (The State in its Relations with the Church)』を1838年秋に出版した。この著作の中でグラッドストンは「国家は人間と同じく一つの宗教を良心として奉じなければならず、それはローマ教会よりも純粋なキリスト教であるイングランド国教会以外はありえない。だから国家は国教会を優遇して援助しなければならない。アイルランド人にも彼らが好むと好まざるとに関わらず、唯一の真理である国教会を信仰させなければならない。教義の比較検討は、チャルマーズが言うような"細部"にあたるものではなく重要なことである。国家はその宗教的良心に照らし合わせて、各教義を比較検討し、真理と虚偽を峻別する義務を負っている。」と主張した。この本は保守派から好評を博したが、自由主義派からは一顧だにされなかった。保守党党首ながら自由主義的なところがあるピールも「こんな下らない本を書いていたら、彼は政治生命を台無しにしてしまうぞ」と述べて心配したという。

#### 結婚

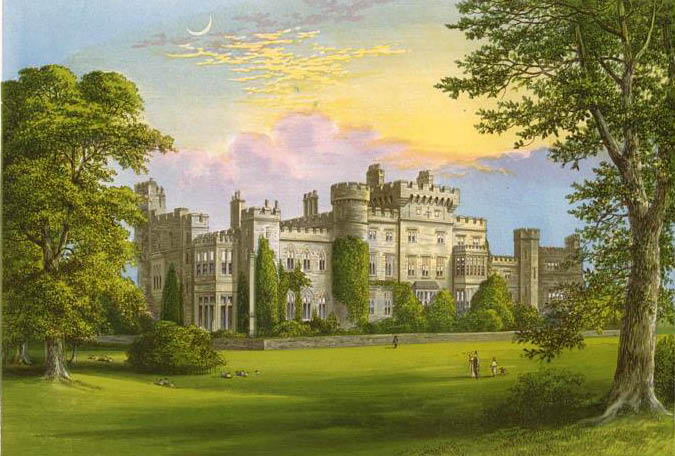
グラッドストンと妻キャサリンが結婚式を挙げたハワーデン城。グラッドストン夫妻は晩年にはこの城で暮らすようになる。

1838年8月に再びイタリアを旅行し、ローマでキャサリン・グリン（ハワーデン城城主サー・ステファン・グリン准男爵の妹）と知り合い、彼女と交際するようになった。グラッドストンは1839年1月3日の月夜にコロッセオ遺跡で彼女に告白したというが、彼女は返事をせず、その場を立ち去ってしまったという。すでに二回振られた過去があったグラッドストンは「またふられた」と思って意気消沈したが、後日キャサリンから「貴方の申し出を受けるにはもう少しお互いをよく知らなければなりません」という手紙が送られてきて、交際を継続できたという。
結局キャサリンがグラッドストンの求婚に応じたのはこの6カ月後の6月8日になってだった。その時の会話でキャサリンはグラッドストンがしばしば目上の者に対して使う「サー」という呼びかけは自分たちの階級では使わなくなっていることを指摘してくれたといい、これにグラッドストンは「自分の欠点を補ってくれる理想の女性が見つかった」と非常に喜んだという。
二人は1838年7月25日にハワーデン城で挙式した。キャサリンの兄サー・ステファン・グリン准男爵は病身で結婚しないまま没したため、後にハワーデン城はグラッドストン夫妻が相続し、夫妻はそこで暮らすようになる。

#### 第二次ピール内閣商務庁副長官
メルバーン卿の議会における求心力は低下し続け、1841年6月4日には保守党提出の内閣不信任案が1票差で可決された。メルバーン卿はヴィクトリア女王に上奏して解散総選挙に打って出たが、保守党の勝利に終わった。グラッドストンもニューアーク選挙区から圧勝で再選した。メルバーン卿は召集された議会で敗北して総辞職し、代わってピールが組閣の大命を受け、第二次ピール内閣が発足した。
グラッドストンはアイルランド担当大臣としての入閣を希望したが、ピールはグラッドストンにその地位を与えたらアイルランド人に国教会を押し付けることに利用するだろうと見ていた。ピールはグラッドストンに神学論争から離れてほしがっており、そのためにも実際的な仕事をさせようと商務庁副長官のポストを与えた。商務庁長官は貴族院議員リポン伯爵だったため、グラッドストンが庶民院における商務庁代表者となった。グラッドストンは財政には門外漢だったが、この役職に就任したのを機に急速に財政に関する知識を身に付け、その勤勉さでリポン伯爵よりも商務庁の政務に精通するようになった。やがてリポン伯爵を傀儡にして商務庁の経済政策を主導するようになった。
ピール内閣の経済政策は関税の引き下げによって殖産興業を促し、その間の一時的な減収は所得税を導入して補う事を基本としていた。そして関税引き下げの具体的内容は商務庁、つまりグラッドストンに一任された。グラッドストンは、与野党の意見を調整して、関税が定められている1200品目のうち750品目もの関税を廃止するか引き下げることに成功した。さらに彼は穀物法で保護されている小麦についてもただちに自由貿易に移行させようとしたが、ピール首相が保守党の支持基盤である地主（保護貿易主義者が多い）に配慮してブレーキをかけた。結局、小麦についてはスライド制にして段階的自由貿易を目指すことになった。この関税問題を通じてグラッドストンは庶民院で何度も演説することになったため、雄弁家として高く評価されるようになり、「小ピール」とあだ名されるようになったという。

#### 第二次ピール内閣商務庁長官
1843年5月に商務庁長官を辞任したリポン伯爵の跡を継いで、33歳にして商務庁長官に就任した（初入閣）。商務庁長官として様々な改革に携わった。
1844年には鉄道法改正を主導した。これによって各鉄道の三等客車の環境が大きく改善し（それまで三等客車は屋根がなかったり、貨物や家畜と一緒だったりすることが珍しくなかった）、また三等客車の数も増やされ、庶民が鉄道を利用しやすくなった。この鉄道法改正で導入された新しい三等客車は庶民から「議会列車」と呼ばれて親しまれたという。
続いて公共職業安定所を設置し、ロンドン港の荷揚げ人足が酒場から徴収される慣習を断ち切った（この慣習のせいでこれまで失業者はお金を工面して酒場で酒を飲んで酒場の店主に媚を売って仕事をまわしてもらわなければならなかった）。
1845年初めには更なる関税廃止改革を断行し、450品目もの関税を廃止した。
しかしこの直後の1845年2月3日に商務長官を辞職することになった。ピール首相がアイルランド議員懐柔のためにダブリンのカトリック聖職者養成学校マーヌース学院への補助金を増額させようとしたことが彼の宗教的信念に反したためだった。グラッドストンはそれが避けられない政策であると理解していたが、著書『教会との関係における国家』がまだ出版中だったので言行不一致と批判されることを憂慮してのことだった。庶民院の演説で辞任理由について個人的な良心の問題であることを強調してなるべくピール首相に迷惑をかけない形で辞任した。

#### 第二次ピール内閣陸軍・植民地大臣
ピール首相は様々な関税の引き下げ・撤廃を行ったが、地主への配慮から穀物法は温存していた。だが、1845年夏以降の不作により、ジャガイモを主食とする貧民が多いアイルランドがジャガイモ飢饉に陥ったことで事情がかわった。ピール首相は、アイルランドの食糧事情を改善するため、野党ホイッグ党党首ジョン・ラッセル卿と声を合わせて穀物法廃止を主張するようになった。
しかし保守党内には地主を中心に穀物自由貿易への反発が根強く、11月にピール内閣は閣内不一致で一度総辞職した。ホイッグ党党首ジョン・ラッセル卿が組閣の大命を受けるも組閣に失敗し、結局ピールが続投することになり、保護貿易主義者のスタンリー卿（後の第14代ダービー伯爵）とバクルー公爵を辞職させた自由貿易内閣を組閣した。
この際にグラッドストンは辞職したスタンリー卿の後任として陸軍・植民地大臣に就任した。当時のイギリスには途中から入閣した者は一度議員辞職して再選挙しなければならないという法律があったため、庶民院議員を辞職したが、ニューアーク選挙区を支配するニューカッスル公爵が保護貿易主義者であったため、ここでの再立候補を断念し、当面民間人閣僚となった。

#### 穀物法をめぐる党分裂
ピールは穀物法廃止法案を提出したが、保守党内反ピール派の筆頭ベンジャミン・ディズレーリとジョージ・ベンティンク卿がピールを「イギリス農業を崩壊させようとしている党の裏切り者」と糾弾するキャンペーンを行ったため、保守党所属議員の三分の二以上の造反にあった。しかし野党であるホイッグ党と急進派が支持に回ってくれたおかげで、無事庶民院を通過した。
しかし直後にホイッグ党は、ディズレーリやベンティンク卿ら保守党内反ピール派と連携して、ピールの提出したアイルランド強圧法案を1846年6月29日の庶民院で否決に追い込み、ピール内閣を総辞職に追い込んだ。
この一連の騒動でピールとピールを支持した自由貿易派の保守党議員112人は保守党を離党してピール派を結成することになった。グラッドストンもピールに従って保守党を離党した。

### ピール派時代

#### 自由主義化
ピール内閣総辞職後、ホイッグ党のジョン・ラッセル卿内閣が発足したが、少数与党政権だったので、1847年6月にも解散総選挙となった。この選挙でグラッドストンはオックスフォード大学選挙区から出馬して二位当選を果たした（以降1868年までこの選挙区から当選を続ける）。総選挙全体の結果はピール派が60名程度に減ったこと以外、改選前と大きな変化はなく、結局ラッセル内閣は議会の基盤が不安定だが、保守党が分裂しているために政権を維持できるという状態で政権運営を続けることになった。
グラッドストンは役職に就けなかった1846年から1852年に至る期間を「部分的中絶」期と呼んでいるが、彼にとってこの時期は経済政策以外も自由主義思想に近づいていく変化の時期であった。
まず変化したのは宗教に関する認識である。彼はなお国教会を国際キリスト教の中心と認識していたが、現実のイギリス社会では国教会は希薄化する一方だった。政府が国教会に特権を与えて国教会の優位を確保しようとしても、国教会は国の庇護に安住してしまい、内部分裂と弱体化を繰り返す一方だった。そこでグラッドストンは国教会から特権をはく奪して他の宗教・宗派との自由競争を促し、結果的に国教会を発展・強化させることを志向するようになったのである。
グラッドストンはその第一弾として1847年にユダヤ教徒の議会入りを禁じた法律の廃止に信教の自由の観点から賛成した。これはこれまでのグラッドストンの国教会絶対主義の立場から考えれば大きな変化に思われ、選挙区のオックスフォード大学の聖職者からも批判を受けた（1848年にグラッドストンがオックスフォード大学から法学博士号を送られた際に「ユダヤ法のな！」というヤジが飛んだという）。
またグラッドストンは1839年の阿片戦争に反対するなど、以前から弱小国イジメをキリスト教の精神に反する暴虐と看做して反対してきたが、自由主義化によってそれが一層顕著になった。1849年のドン・パシフィコ事件をはじめとするパーマストン子爵外相の強硬外交を批判した。植民地に対する認識も植民地の自治・自弁を推進することで本国の出費を減らし、かつ大英帝国という緩やかな結合を維持してその威光を保とうという後年の小英国主義になっていった。
ただこの時点での彼は自分が自由主義者になったとは認識しておらず、保守党がその「悪弊」を改めたなら保守党へ戻るつもりでいたという。

#### 両シチリア王国の自由主義者弾圧に怒り

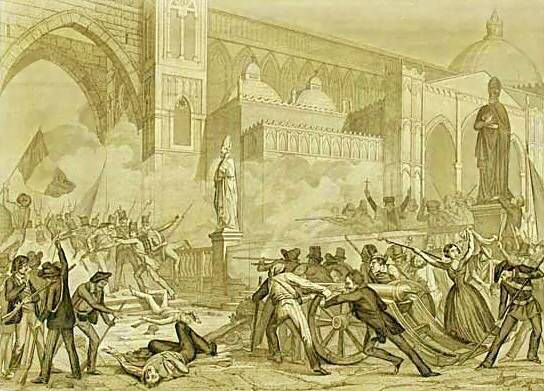
1848年革命の際の両シチリア王国パレルモ。イタリアの旗の下に両シチリア王国軍と戦う自由主義者たち。

1850年秋、イタリア半島南部の両シチリア王国を外遊した。イタリア半島各国では1848年革命の影響で自由主義ナショナリズム運動・イタリア統一運動が盛んになっており、イタリア半島各国は王権を守るためにその弾圧にあたっていた。とりわけ両シチリア王国国王フェルディナンド2世の自由主義者弾圧は苛烈を極め、多くの政治犯が残虐な取扱いを受けていた。
ナポリの刑務所を訪問してそれを間近に見たグラッドストンは両シチリア王国の自由主義者弾圧を「神の否定」に相当する反キリスト教行為であると看做して激しい怒りを露わにし、その暴虐を訴える手紙をアバディーン伯爵（1850年のピールの死後にピール派党首になっていた）に書き送った。またイギリス政府に提出した外遊報告書にもその件のみを書きつづった。庶民院でも外相パーマストン子爵に対してその件について質疑を正した。しかしイギリス政府もアバディーン伯爵も重い腰を上げようとしなかったので、ついにグラッドストンはアバディーン伯爵へ書き送った手紙を出版した。保守主義者に保守主義の悪面を取り除く勇気を持たせようとした内容だったが、保守主義者からの評判は悪かった。
この一件でグラッドストンは「神の否定」に相当する暴虐を平気で容認する保守主義に失望した。彼の党派はいまだホイッグではなかったものの、その思想はますます自由主義に近づいていくこととなった。

#### ディズレーリとの初対決
1851年末から1852年初頭にかけて与党ホイッグ党は首相ラッセルの派閥と外相を解任されたパーマストン卿の派閥に分裂した。1852年2月の議会においてラッセル内閣は、パーマストン卿派と野党保守党の連携によって倒閣された。代わって組閣の大命を受けた保守党党首ダービー伯爵はピール派に入閣交渉を持ちかけたが（この際にグラッドストンに外務大臣の地位が提示された）、グラッドストンを含むピール派は保守党がいまだ保護貿易主義を明確に放棄していない事を理由に入閣を拒否した。
結局ダービー伯爵は保守党議員のみで少数与党内閣を組閣した。この内閣に大蔵大臣として入閣したのは保守党庶民院院内総務ディズレーリであったが、この人事を聞いたグラッドストンは、妻への手紙の中で「私はこれ以上最悪の人選を聞いたことがない」と書いている。
ディズレーリはピールを失脚に追い込んだ張本人としてピール派の憎悪の的となっており、ディズレーリが作成する予算案を潰すことはピール派にとって弔い合戦だった。
ディズレーリは1852年12月3日の庶民院に予算案を提出したが、その内容は保護貿易主義と自由貿易主義の折衷をとったものだった。すなわち自由貿易で損害を被ったと主張している地主たちに税法上の優遇措置を与えつつ、その減収分は所得税と家屋税の免税点を下げることによって賄う内容だった。
地主優遇と所得税を嫌うグラッドストンにとっては断じて許せない内容であり、12月16日夜から翌日早朝までにかけての庶民院の総括討議においてディズレーリの予算案を徹底的に攻撃して論破した。この討論はこれから長きにわたって続く、グラッドストンとディズレーリの最初の対決となったが、最初の対決はグラッドストンに軍配があがった。グラッドストンの演説後に行われた午前4時の採決では保守党を除く全政党が反対票を投じ、ディズレーリの予算案は否決されたのである。
グラッドストンはこの勝利によって庶民院における指導的地位を確立した。

#### アバディーン内閣大蔵大臣

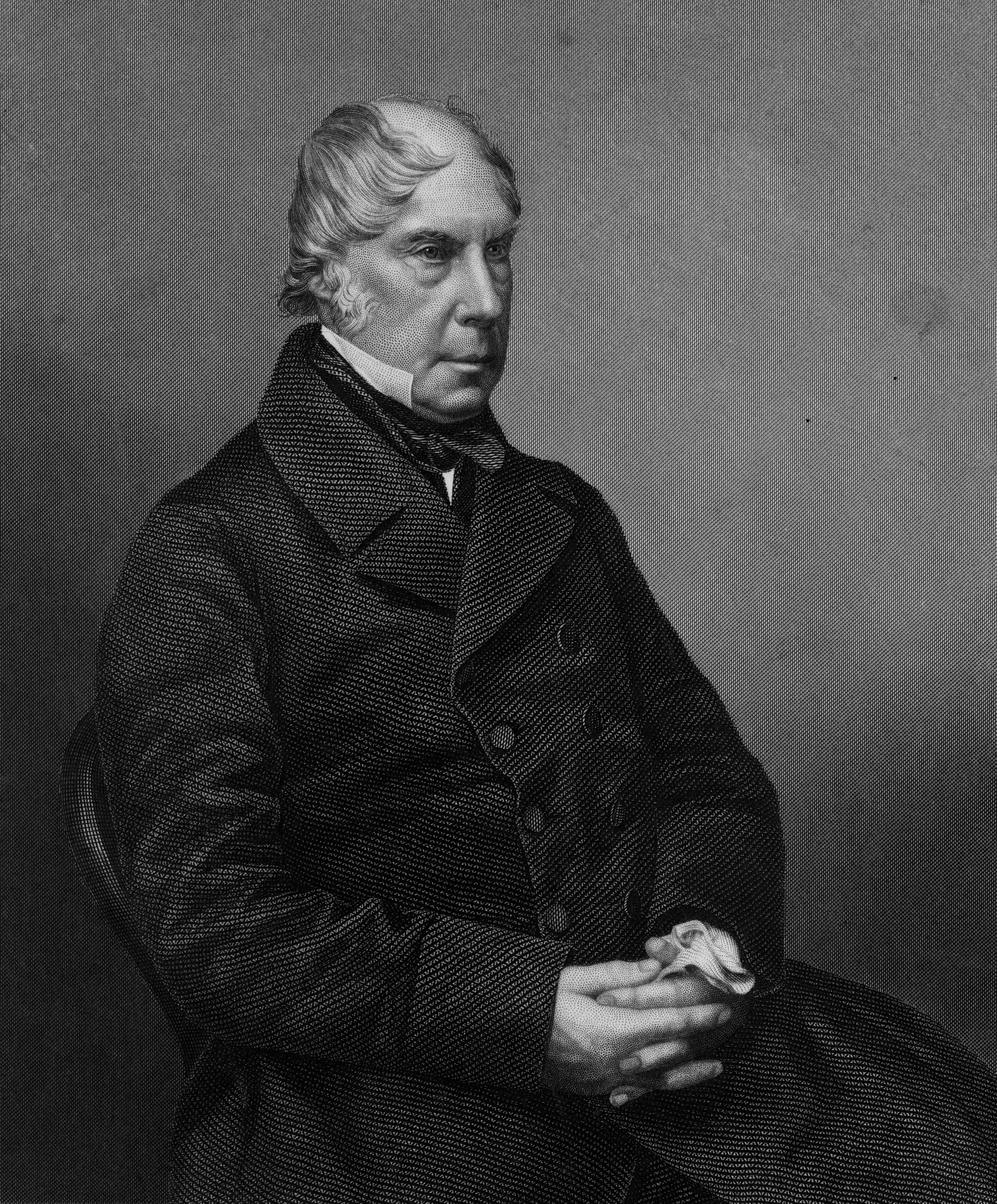
ピール派の首相アバディーン伯爵

上記予算案の否決によりダービー伯爵内閣は総辞職した。1852年12月28日、分裂状態の続くホイッグ党に代わって、ピール派党首アバディーン伯爵に組閣の大命があり、ピール派6人、ホイッグ党6人、急進派1人からなるアバディーン伯爵内閣が組閣された。グラッドストンも大蔵大臣として入閣した。
蔵相就任後、さっそくディズレーリの予算案に代わる新たな予算案作成にあたった。130品目の食品の関税を廃止しつつ、緊縮財政を守るため、その減収分を補う物として全ての動産・不動産に対して相続税を導入した（これまでの相続税は限嗣相続ではない動産のみにかかった）。一方グラッドストンが「働かないで得た財産収入と働いて得た労働収入を同列にしている」「脱税を招きやすく、国民道徳を衰退させる」として「最も不道徳な税金」と定義していた所得税は漸次減らしていき、7年後には全廃するとした（ただしそれまでの間はこれまで適用外とされていたアイルランドにも所得税を適用）。ディズレーリ予算案との最大の違いは地主に大きな負担を強いたことである。庶民院でのグラッドストンの予算案演説は、高く評価され、ジョン・ラッセル卿は「ミスター・ピットはその最盛期にはもっと堂々としていたかもしれませんが、その彼さえもグラッドストンほどの説得力はありませんでした」と女王に報告している。予算はほとんど無修正で庶民院を通過した。
1853年10月にロシア帝国とオスマン帝国の間でバルカン半島をめぐってクリミア戦争が勃発した。バルカン半島がロシアの手に落ちればイギリスの地中海における覇権が危機に晒される恐れがあったが、首相アバディーン伯爵は平和外交家として知られていたため、当初参戦に慎重な姿勢を示した。グラッドストンも当初は慎重派だった。
しかしフランス皇帝ナポレオン3世が英仏共同で対ロシア参戦しようとイギリスに誘いをかけてきたうえ、ホイッグ党のラッセルとパーマストン卿がともに対ロシア強硬派だったため、最終的にはイギリスも対ロシアで参戦することとなった。グラッドストンはキリスト教弾圧を止めないトルコを嫌っていたが、それを止めるという名目でバルカン半島侵略を目論むロシアも嫌っていたので参戦に積極的な反対はしなかった。ただ戦費を維持するために所得税漸次廃止が実現不可能になり、所得税を永久税とせざるをえなくなったことについては惜しんでいた。
クリミア戦争の戦況は泥沼化し、1855年1月には急進派のジョン・アーサー・ローバック議員が前線の軍の状況を調べるための調査委員会の設置を要求する動議を提出した。このローバックの動議に反対する政府側の代表答弁はグラッドストンが行った。彼は戦時中にそのような調査を行う事はイギリスの弱点を敵国に教えるようなものであると訴えたが、この演説は功を奏せず、ディズレーリの糾弾演説の方が注目され、動議は305票対148票という大差で可決された。
この敗北を受けてアバディーン内閣は総辞職し、紆余曲折の末にホイッグ党のパーマストン子爵に組閣の大命がおりた。

#### パーマストン外交を批判

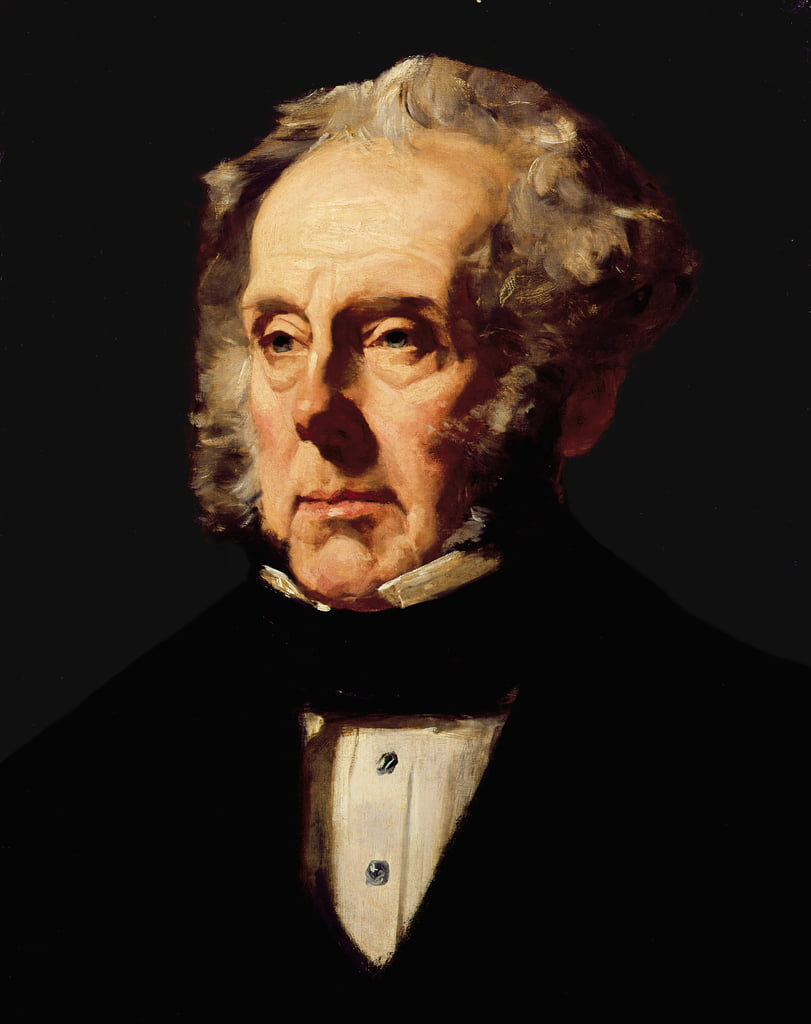
ホイッグ党の首相パーマストン子爵。

1855年2月8日、第一次パーマストン子爵内閣が成立した。ピール派も同内閣に入閣し、グラッドストンは引き続き大蔵大臣を務めることになった。しかし組閣後まもなくパーマストン卿がローバックの調査委員会設置の動議に応じたため、これを不服としたグラッドストンは、ピール派の一部閣僚を連れて内閣を離れた。パーマストン内閣成立からわずか2 - 3週間後ぐらいのことであった。
クリミア戦争はロシアとナポレオン3世の継戦意欲が弱まったことで、1856年3月30日にパリ条約締結をもって終戦した。
しかしナポレオン3世と結託してのパーマストン子爵の強硬外交は続いた。1856年にはアロー号事件を契機としてフランスとともに清に対してアロー戦争を開始した。この戦争を批判するリチャード・コブデン議員提出の動議が保守党やピール派、急進派の賛成で可決された。グラッドストンも賛成票を投じた。これに対してパーマストン子爵は解散総選挙に打って出た。総選挙の結果、党派に関係なくパーマストン子爵を支持する議員が大勝した。グラッドストンは再選したものの、コブデンら強硬な戦争反対論者はほとんど全員落選した。
また同時期にパーマストン子爵はナポレオン3世と共同でスエズ運河建設にあたったが、これに対してもグラッドストンはフランス以外の国からも支持を得て行わなければならないとして慎重姿勢を示した。
パーマストン子爵の強硬外交は功を奏し続けたため、野党も攻めあぐねていた。その状況が変化したのは、1858年1月に起こったイギリス亡命中のイタリア・ナショナリストフェリーチェ・オルシーニによるナポレオン3世暗殺未遂事件だった。この事件後フランス外相アレクサンドル・ヴァレフスキからの要請でパーマストン卿は、殺人共謀を重罪化する法案を提出したが、この法案は「フランスへの媚び売り法案」として世論の批判に晒された。庶民院でもトマス・ミルナー・ギブソン議員から法案の修正案が提出された。グラッドストンもパーマストン卿の法案について「抑圧的法律の外へ安全を求める人々に対する道徳的共犯となる」と論じ、ギブソンの修正案に賛成した。修正案は16票差で可決され、パーマストン子爵内閣は総辞職した。

#### 『ホメーロスとその時代』
第一次パーマストン内閣期の野党時代にグラッドストンは古代ギリシアの詩人ホメーロスの研究に打ち込んだ。その成果は1858年3月にオックスフォード大学から出版された著書『ホメーロスとその時代』（全3巻）にまとめられた。
この著作はホメーロスの著作にはキリスト教の萌芽が見られると主張するものだった（たとえばゼウス・ポセイドン・ハーデスはキリスト教の三位一体にあたると主張している）。しかし一般的にはこの著作は荒唐無稽と評価された。
グラッドストンがこの本の出版を決意したのはギリシャ正教会とイングランド国教会の統一を希望していたためであるといわれる。
古代ギリシャやホメーロスはグラッドストンが生涯を通じて興味を持っていた分野であり、この後もしばしばこの分野の本を出版する。

### 自由党時代

#### 自由党の結成
総辞職したパーマストン子爵内閣の後を受けて、1858年2月25日には保守党政権の第二次ダービー伯爵内閣が成立した。
1859年3月に大蔵大臣・庶民院院内総務ディズレーリが庶民院に提出した選挙法改正法案が否決されたことで解散総選挙となり、保守党があと少しで過半数を獲得できるところまで議席を伸ばした。これに対する野党の危機感とイタリア統一戦争の勃発による自由主義ナショナリズムの盛り上がりを背景にホイッグ党の二大派閥（ジョン・ラッセル卿派とパーマストン子爵派）、ジョン・ブライト率いる急進派、ピール派が合同して自由党が結成された。
これによりグラッドストンも自由党議員となった。ダービー伯爵政権は少数与党政権なので野党が一つに団結すれば政権は維持できず、1859年5月にも自由党から内閣不信任案を突き付けられて内閣総辞職に追い込まれた。グラッドストンは自由党議員でありながらこの不信任案に反対票を投じた。グラッドストンは自由党を率いるパーマストン子爵と（保守党の大部分を占める親オーストリア派を排除した）保守党少数派を率いるダービー伯爵による連立政権を希望していたためといわれる。

#### 第二次パーマストン内閣大蔵大臣

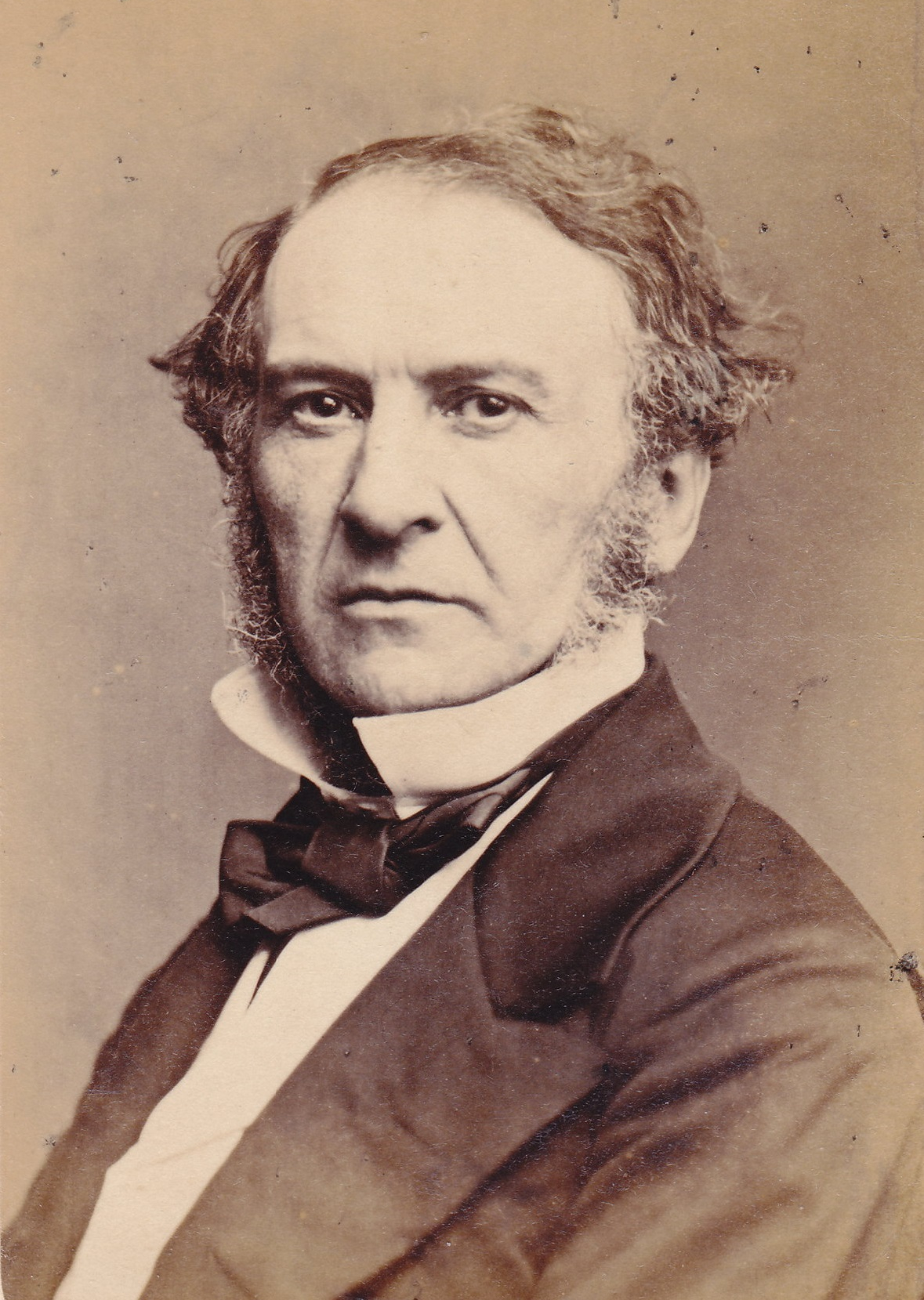
1861年のグラッドストン大蔵大臣

1859年6月、自由党政権の第二次パーマストン子爵内閣が成立し、グラッドストンも大蔵大臣として入閣した。しかしグラッドストンはこれまでパーマストン子爵の強硬外交を散々批判してきたから、その内閣に入ることは言行不一致として世論から批判を集めた。それについてグラッドストンはイタリア統一問題でパーマストン子爵と見解が一致し、また現下ではイタリア問題が最も重要であるため入閣を決意したと述べた。
イタリア統一戦争と続くジュゼッペ・ガリバルディ軍による両シチリア王国侵攻の結果、教皇領以外のイタリア領はイタリア王国に統一された。これについてグラッドストンは「神の否定に相当する暴虐を行う絶対君主制国家群が滅び、イギリス型立憲君主制国家に統一された」として歓迎した。
イタリア情勢が落ち着くとグラッドストンは自由貿易強化に乗り出した。リチャード・コブデンを使者にしてフランス皇帝ナポレオン3世と交渉にあたり、1860年1月に英仏通商条約の締結にこぎつけた。この条約によりイギリスはフランス工業製品の関税を廃止し、またブランデーやワインの関税も引き下げた。フランス側もイギリスの鉄鋼製品や綿製品の関税を引き下げるとともにイギリスに最恵国待遇を与えた。これによってイギリスの対仏輸出は2倍になり、イギリス産業界は大きな利益をあげた。
グラッドストンはフランス製品以外の関税も一掃するつもりだった。1860年当時419品目ほど残されていた関税は、この年のうちに48品目を除いてすべて廃止された。これによりイギリス国内の物価は低下していった。
また自由主義者から「知識に対する税」と批判されていた紙税を廃止した。これによって書籍や新聞の値段は下がり、庶民の手に届く価格になった。紙税は危険思想拡散防止の効果ありとして保守派が熱烈に支持してきたが、グラッドストンはそれとは逆に紙税の存在が大衆を無知化させ、参政権を与えることが危険な存在にしてしまっていると考え、紙税の廃止が「大衆の道徳的参政」になると考えていた。
関税と紙税廃止による一時的な減収はグラッドストンが嫌う所得税の増税によって賄わざるをえなかったが、これも関税廃止による経済発展で歳入が増加したことにともなって徐々に減らしていくことができた。
1865年7月の解散総選挙では保守的なオックスフォード大学選挙区が、すっかり自由主義化したグラッドストンを落選させた。グラッドストンは代わりに南ランカシャー選挙区から出馬し、こちらで当選を果たした。総選挙全体の結果は自由党の勝利に終わった。

#### 第二次ラッセル内閣庶民院院内総務

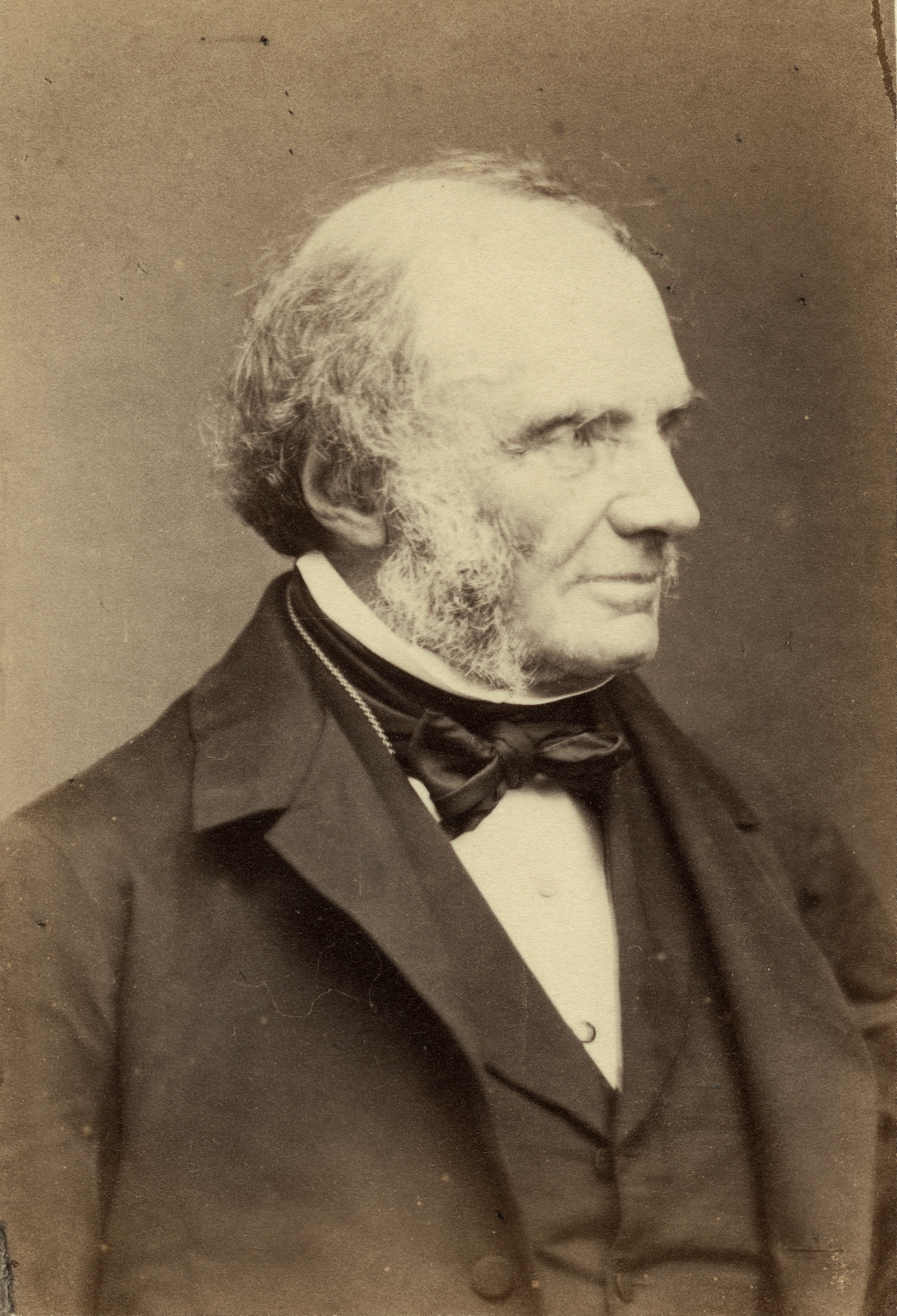
自由党の首相ラッセル伯爵。

1865年10月に首相パーマストン子爵が死去し、代わって外相ラッセル伯爵（ジョン・ラッセル卿。1861年に叙爵）が組閣の大命を受け、第二次ラッセル伯爵内閣が成立した。グラッドストンは大蔵大臣に留任するとともに、庶民院院内総務を兼務して庶民院自由党議員を率いることになった。
折しも1860年代から選挙権拡大を求める世論が強まっていた。ラッセル伯爵は、労働者層への選挙権拡大に反対したパーマストン子爵の死去を好機として選挙法改正に乗り出した。庶民院院内総務であるグラッドストンがそれを主導することとなった。グラッドストンはかねてから自助を確立している熟練工に選挙権を認めないのは「道徳的罪悪」であると評していた。グラッドストンは現行の年価値50ポンドの不動産所有という州選挙区の有権者資格を19ポンドにまで引き下げ、また都市選挙区の方も現行の年価値10ポンドから7ポンドに引き下げ、加えて年価値10ポンド以上の家屋の間借り人も有権者とすることで労働者階級の上部である熟練工に選挙権を広げようとした。
この選挙法改正法案は1866年3月に議会に提出された。しかしこの時の議会はパーマストン子爵派が大勝をおさめた選挙の議会であるため、全体的に選挙法改正に慎重な空気だった。熟練工はすでに体制的存在となっていたので、彼らに選挙権を認めること自体には自由党にも保守党にもそれほど強い反対はなかった。ただ安易に数字を引き下げていくやり方は、何度も切り下げが繰り返されるきっかけとなり、やがて「無知蒙昧」な貧しい労働者にまで選挙権を与えることになるのではないか、という不安が議会の中では強かった。「普通選挙→デマゴーグ・衆愚政治→ナポレオン3世の独裁」という議会政治崩壊の直近の事例もあるだけに尚更だった。そうした憂慮からロバート・ロウをはじめ自由党議員からも造反者が出た。1866年6月にグラッドストンの選挙法改正法案は第二読会を5票差という僅差で通過したものの、ダンケリン卿提案の法案修正動議が自由党造反議員46人の賛成を得て11票の僅差で可決されたことで法案は議会で敗北した。
この敗北によりラッセル伯爵内閣は自由党分裂を避けるために解散総選挙を断念して総辞職した。
選挙法改正挫折に対する国民の反発は大きく、トラファルガー広場やハイド・パークで大規模抗議デモが行われる事態となった。グラッドストンはにわかに選挙法改正を目指した英雄として持ちあげられるようになり、総辞職が発表された翌日にはグラッドストン邸の前に激励の民衆が1万人以上も駆け付けた。

#### ディズレーリの第二次選挙法改正をめぐって

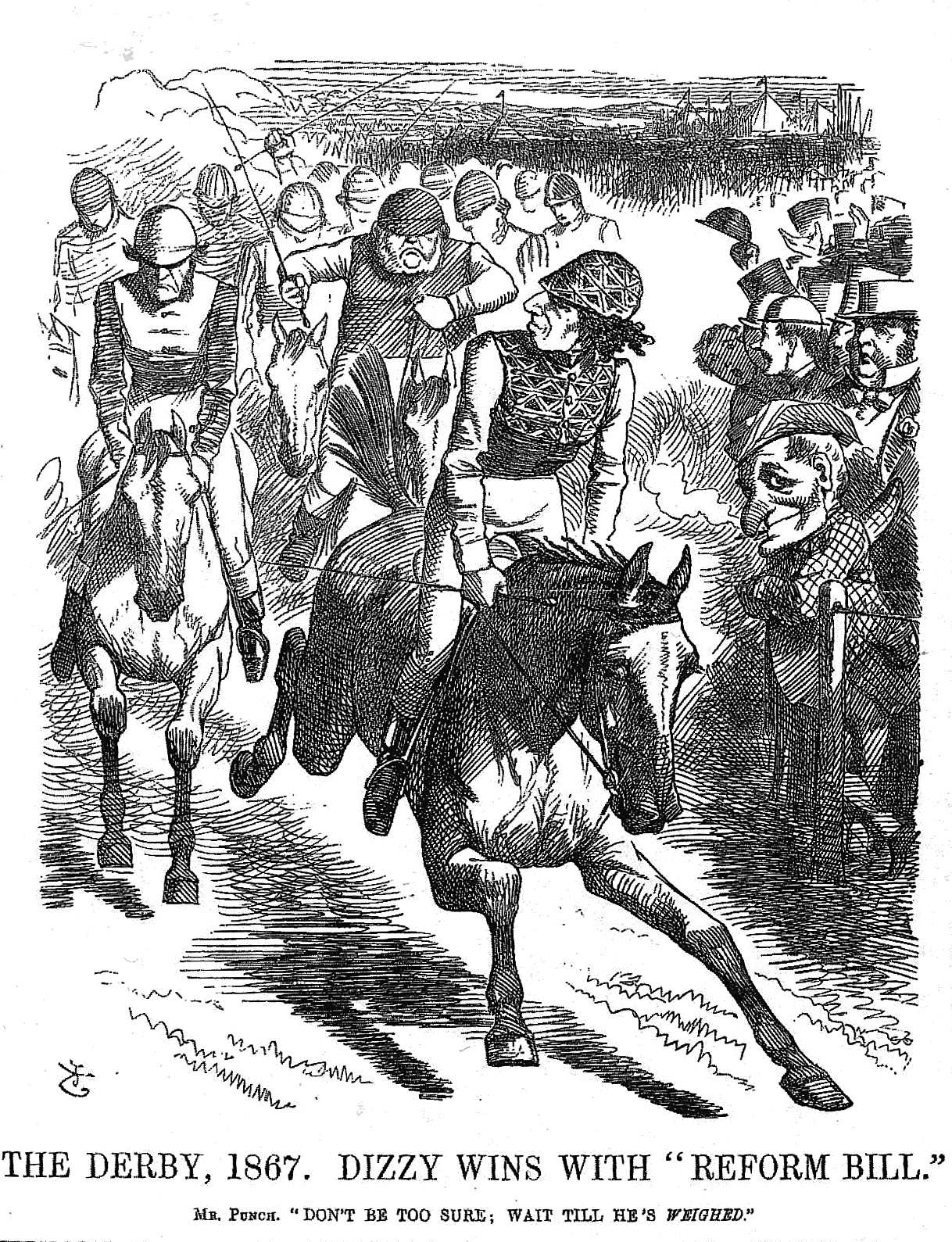
選挙法改正を急ぐように達成したディズレーリの風刺画。その右の観客席からグラッドストンが眺めている（『パンチ』誌）

1866年3月、保守党政権の第三次ダービー伯爵内閣が成立した。しかし自由党急進派ジョン・ブライト議員が遊説で煽ったこともあって選挙法改正を求める民衆運動はますます激しくなっていた。過激化していく民衆運動を恐れたダービー伯爵政権は選挙法改正を決意し、庶民院院内総務ディズレーリの主導のもとに選挙法改正法案を作成し、3月18日の庶民院に提出した。
同改正案は都市選挙区について戸主選挙権制度をベースとしつつ、そこに様々な条件（地方税直接納税者に限る、2年以上の居住制限、借家人の選挙権は認められない、有産者は二重投票可能など）を加えることで実質的に選挙権を制限する内容だった。先のグラッドストン案と違い、切り下げが繰り返されるのではという議会の不安を払拭した点では優れたものであった。
しかしグラッドストンが考えるところ、この法案そのままでは有権者数は14万人しか増えないし、また恐らく委員会における審議の中で法案に付けられている条件はほとんど撤廃されてしまうと予想し、結果的に「無知蒙昧」な下層労働者にまで選挙権が広がることを懸念した。そこで彼はこの法案に付けられているような条件はいらないが、代わりに地方税納税額5ポンド以上という条件を付けるべきと主張した。
グラッドストンは第二読会においてディズレーリの改正法案を激しく批判し、自らの地方税納税額5ポンド条件の方が有権者数が増えることを力説した。だがディズレーリは「（グラッドストンは）一方では法案の資格制限の撤廃を主張しながら、一方では5ポンド地方税納税という別の資格制限を加えようとしている」と根本的な矛盾を指摘して彼をやり込めた。
法案は3月26日の第二読会を採決なしで通過した。グラッドストンはこれに対抗して4月11日に地方税納税額5ポンドを条件とする修正案を議会に提出したが、採決において自由党議員から造反者が多数出て310票対289票で否決された（自由党議員のうち40名造反、20名棄権）。グラッドストンが党内情勢を読み間違えたのは、自由党議員がグラッドストンの権威を恐れて彼の前でははっきりと自分の意見を口にしなかったためである。この敗北にグラッドストンは自由党庶民院院内総務を辞職することも考えたが、周囲に慰留されて思いとどまった。
一方ディズレーリの改正法案は、グラッドストンの予想通り、委員会の審議において、ディズレーリがジョン・ブライトら自由党急進派に譲歩を重ねて条件を次々に廃していった結果、事実上単なる戸主選挙権法案と化し、グラッドストン案よりも有権者数が大幅に増える内容となった。とりわけ直接納税の条件まで廃したことにグラッドストンは驚き、ディズレーリを「ミステリーマン」と評した。戸主といってもその中には貧相な住居を所有する貧困層も含まれるので、グラッドストンはやはり納税額の資格を設けたがっていた。しかし彼は先の修正案で敗北を喫したため、法案審議の最終局面への参加は見合わせており、彼を無視してディズレーリと自由党急進派で話が進められることとなった。改正案は6月15日に第三読会を通過し、貴族院も通過し、8月15日にヴィクトリア女王の裁可を得て法律となった。ここに第二次選挙法改正が達成された。
ディズレーリには今後も保守党が政局を主導するために何が何でも保守党政権下で選挙法改正を達成したいという政局の目論見があった。そのため選挙法改正の真の功労者はやはりグラッドストンであるとする世論が根強く、後にディズレーリがこの選挙法改正で選挙権を得た新有権者に向かって「私が貴方達に選挙権を与えた」と述べた際に新有権者たちは「サンキュー、ミスター・グラッドストン」というヤジを飛ばしたといわれる。

#### 自由党党首に就任
1867年12月に自由党党首ラッセル伯爵が76歳の高齢を理由に党首職を辞した。当時首相を務めないと党首を名乗れない慣習があったので、正式な就任ではないが、実質的にグラッドストンが党首となった。
この頃、アイルランド独立を目指す秘密結社フェニアンの暴動がイングランドで多発していた。アイルランド問題の解決が政治の緊急の課題となり、グラッドストンはアイルランド国教会の廃止、アイルランド教会の国教会からの分離を党の目玉公約とすることを決定した。
30年前の著書『教会との関係における国家』の中でアイルランド人がどう思おうが、国教会が唯一の真理なので押し付けるべきと主張していた彼が自由主義化の果てにとうとうこのような結論に達したのだった。

#### アイルランド国教会廃止を公約

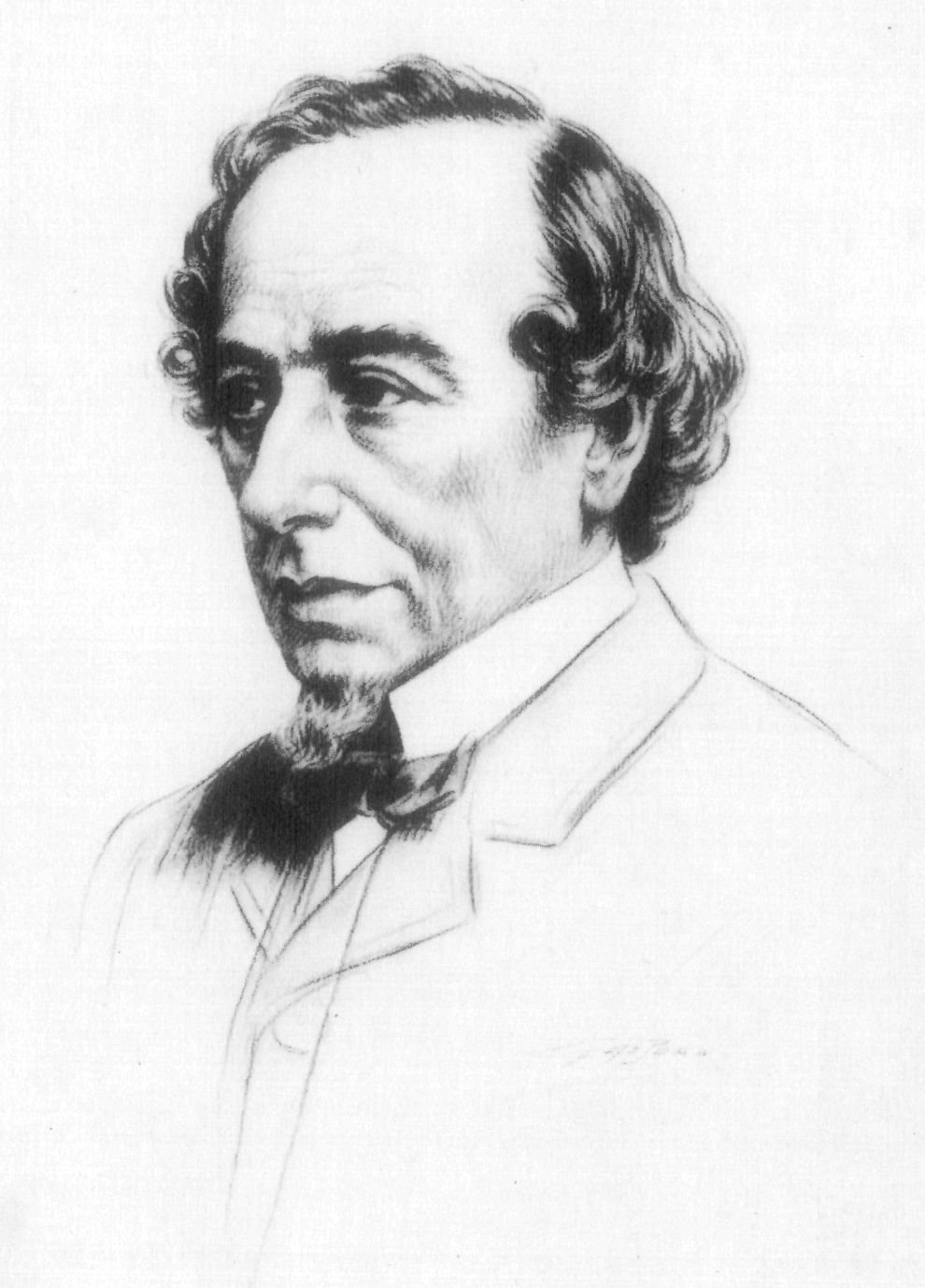
保守党の首相ベンジャミン・ディズレーリ

1868年2月には首相ダービー伯爵が退任し、ベンジャミン・ディズレーリが後継の首相となった。選挙法改正を成功させたディズレーリだが、保守党が少数与党なのは相変わらずであり、また選挙法改正で生じた自由党内の亀裂も修復されていったので、ディズレーリ政権は不安定なままだった。そのため解散総選挙は近いと予想された。
3月にグラッドストンは「アイルランド国教会廃止法案の準備を今会期で開始し、次会期に法案を提出すべき」とする決議案を議会に提出した。これによってこの会期と来る総選挙の最大の争点はアイルランド問題となった。アイルランド国教会廃止は自由党内でも賛否両論あり、党内の結束力を高める効果があるかは微妙だったが、与党保守党の方がより意見の相違があったので、ディズレーリ内閣を閣内不一致に追い込むのには効果的だった。この決議案の採択をめぐってグラッドストンは今度こそ党内造反議員を出すまいと団結を強く訴えた。その結果この決議案は5月1日に可決された。
本来ならここで解散総選挙か総辞職だが、この時点で総選挙をすると旧選挙法による選挙となり、世論の反発を買う恐れが高かったため、ディズレーリはしばらく解散なしで政権を延命させようとした。解散を振りかざすことで閣内からの総辞職要求や自由党の内閣不信任案提出を牽制した。これについてグラッドストンは議会で議決された決議案の実施を解散権をちらつかせて阻止しようとするとは何事と批判した。しかし自由党内も歩調はあっておらず、結局グラッドストンは内閣不信任案提出を避けた。
7月31日に議会は閉会し、11月に総選挙が行われることとなった。総選挙の最大の争点となったのはやはりアイルランド国教会問題だった。グラッドストンは国教会信徒がほとんどいないアイルランドに国教会を置くことの無意味さを熱弁した。自由党はアイルランド、スコットランド、ウェールズなどで優勢に選挙戦を進め、選挙の結果、112議席の多数を得る勝利を収めた。グラッドストン本人ははじめランカシャー選挙区に出馬したが、ここは国教会が強いので落選し、代わってグリニッジ選挙区に鞍替えして無競争で当選を果たしている。
この選挙結果を受けてディズレーリ内閣は新議会招集を待たず12月2日に総辞職した。

#### 第一次グラッドストン内閣

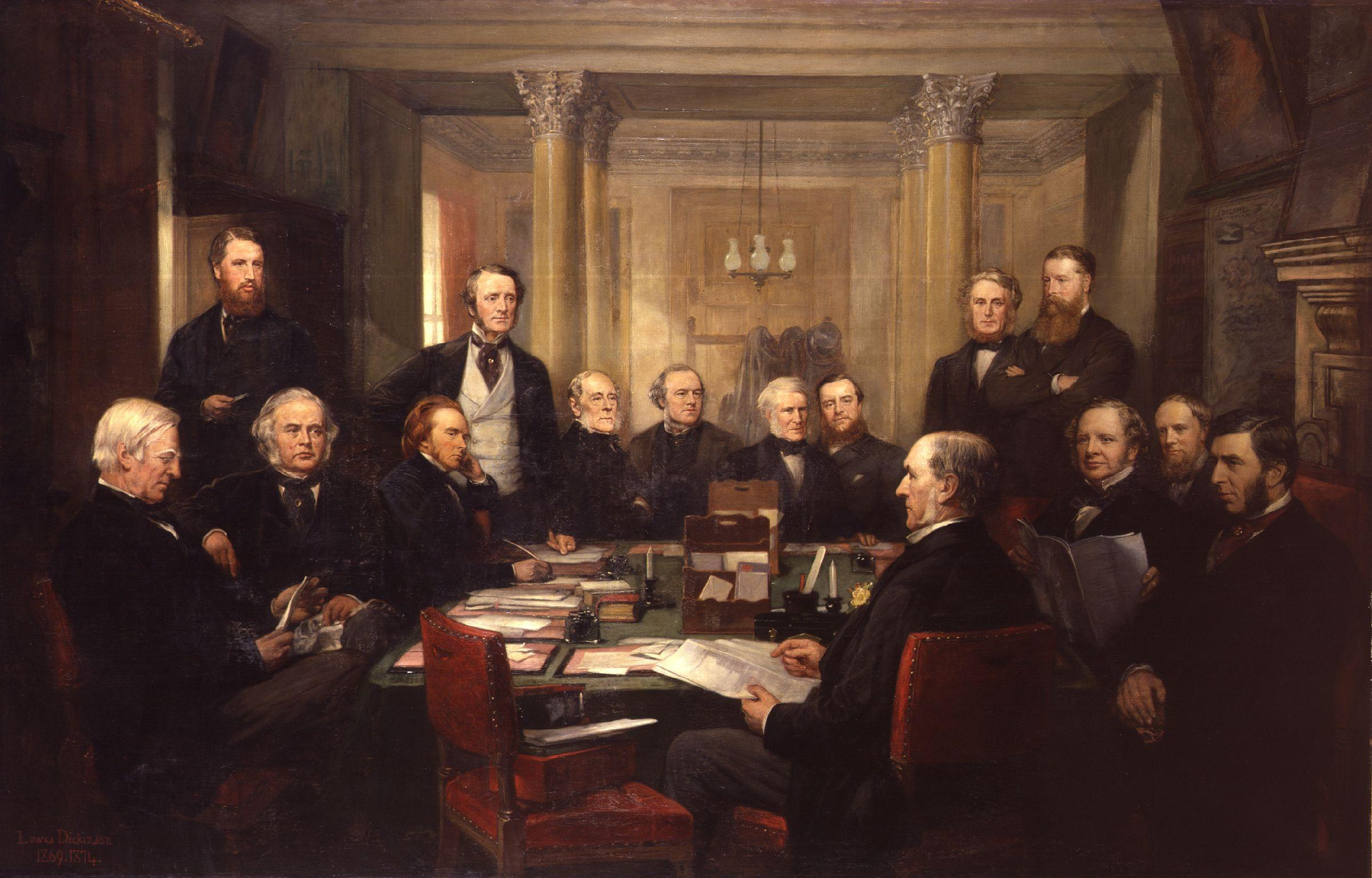
1868年、第一次グラッドストン内閣の閣議を描いた絵画（ロウズ・カトー・ディキンソン画）

1868年12月1日、59歳の誕生日を目前にしたグラッドストンがハワーデン城で木を伐採していた時、女王の近臣であるチャールズ・グレイ将軍がそちらへ向かうという電報が彼の下に届けられた。それを読んだグラッドストンは「非常に重大だ」と一言だけ述べ、木の伐採に戻ったという。その翌日にグレイ将軍が到着し、ウィンザー城への参内を求める勅書をグラッドストンに手渡した。グラッドストンはただちにウィンザー城へ向かい、12月3日に女王の引見を受けた。そこで組閣の大命を受けたグラッドストンはこれを拝受し、第一次グラッドストン内閣を組閣した。

##### アイルランド国教会廃止
1869年2月に新議会が招集された。グラッドストンは早速アイルランド国教会廃止法案を庶民院に提出した。自由党はアイルランド国教会問題を争点にして総選挙に勝利したのだから、庶民院でこの法案を止められる者はなく、法案は100票以上の大差をもって各読会を通過した。
問題は保守党が恒常的に多数を占める貴族院だった。さすがに総選挙で勝利した法案に表立って逆らうのは貴族院でも難しい情勢だったが、それでも貴族院（とりわけ利害関係のある聖職者議員）は条件闘争を行い、教会の財産問題をめぐって何度も庶民院への差し戻しを行った。だがジョン・ブライトが「貴族院がいつまでも頑固な態度を続けるなら、彼らは不利な立場に追いやられるかもしれない」と貴族院改革を臭わせる脅迫を行ったのが功を奏して、決定的な修正をされることなく、1871年になって法案は貴族院を通過した。
この法案の成立によりアイルランド国教会は公的地位を喪失して自由教会となった。アイルランド人が教会税を納める必要もなくなった。また国教会の残余財産900万ポンドは国教会廃止により損害を被った者への補償に充てることとなった。

##### アイルランド小作農への補償制度
当時のアイルランドは、イングランド産業を害さないように農業以外の産業が育たないよう法律で様々な規制がかけられており、ほぼ農業のみで成り立っていたが、アイルランド農地のほとんどは17世紀の清教徒革命以来、イングランド人の不在地主の所有であり、アイルランド人はその下で高い地代を支払う小作農として働き、貧しい生活を余儀なくされていた。アイルランド人小作人が土地に付加価値（開墾して新田を作ったり、小屋を建設するなど）を付けると、不在地主は土地の価値が上がったとして地代を吊り上げ、小作人が地代支払い不能になると、それを理由に小作人を土地から追いだし、残された土地の付加価値は不在地主がただで手に入れるということが横行していた。
グラッドストンはこの問題にも切りこみ、1870年2月にアイルランド土地改革法案を提出した。この法案は地主の抵抗に遭いながらも、保守党党首ディズレーリがこの法案を対決法案としなかったこともあって、法案は決定的な修正がされることなく通過した。
この法律により地主が小作人から理由なく土地を取り上げた場合には地主は小作人に法定の地代相当額を補償金として支払わねばならなくなった。また地代未納を理由とする強制立ち退きの場合であっても裁判所が「地代が法外」と認定した場合には補償の対象となった。また小作人が土地に付加した価値の補償も義務付けたが、これについては強制立ち退きの理由の有無を問わないものとされた。
だが地代未納を理由とした強制立ち退きの際の「法外な地代」に相当するかどうかの裁判所の判定は地主寄りになりやすく、また小作人が土地に付加した価値への補償についても地主は予め小作人との契約でその分の金額を徴収するようになり、支払わないケースが一般的になった。したがってこの法律はほとんど「ざる法」に終わった。

##### 小学校教育の普及

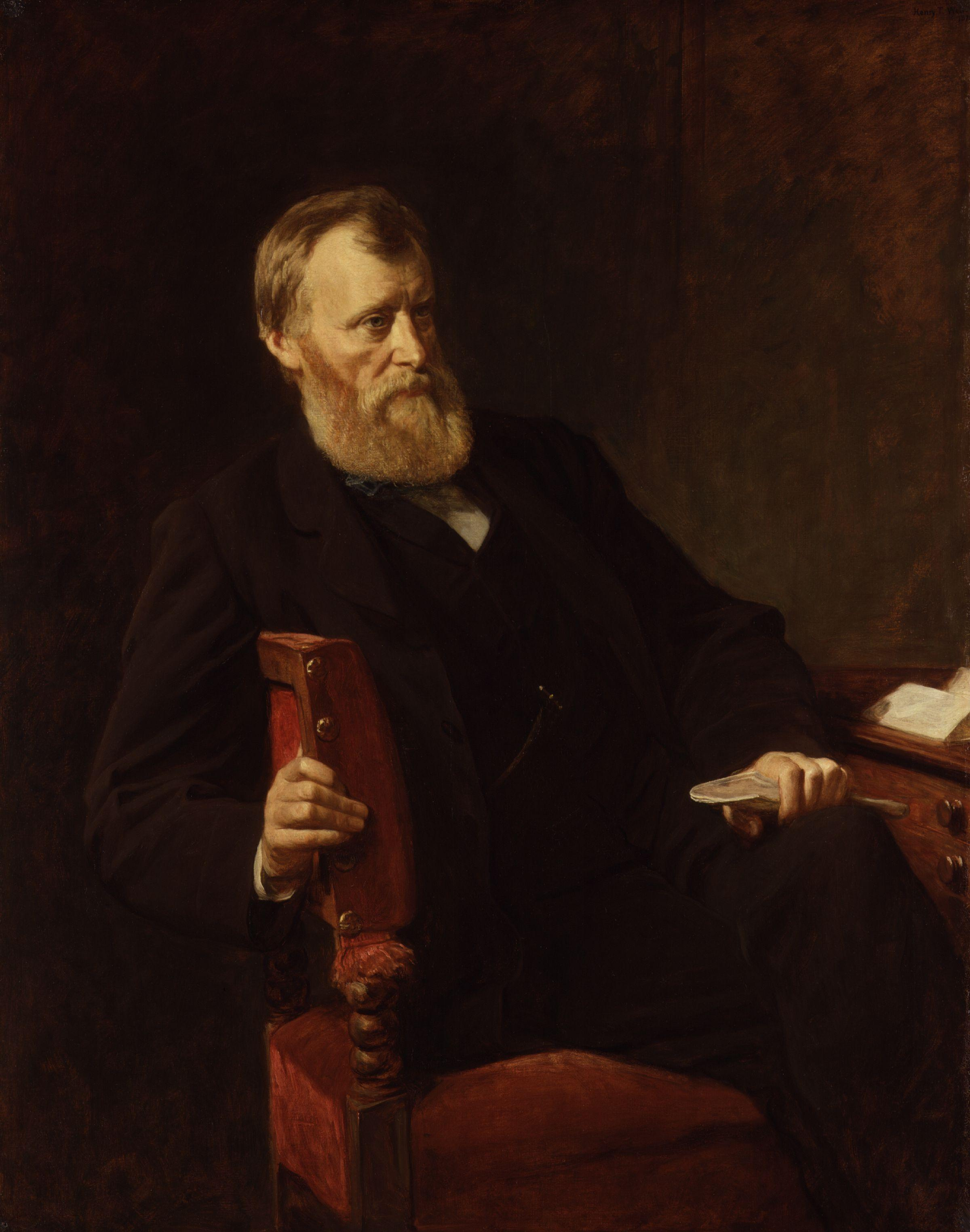
初等教育法作成を主導した枢密院副議長ウィリアム・エドワード・フォースター

当時のイギリスにはまだ義務教育制度がなく、4割ほどの国民が小学校も出ていなかった。初等教育の内容も著しく不十分だったので、残りの6割の中でも小学校しか出ていない者は知識が乏しかった。初等教育においてイギリスは、プロイセン王国他ドイツ諸国やアメリカに先んじられていた。欧米型近代国家に生まれ変わるのが遅れた日本でも明治5年（1872年）には学制発布で義務教育制度の基礎が置かれたことを考えると、イギリスは欧米諸国としては義務教育制度導入が非常に遅れた国といえる。
普仏戦争のプロイセンの勝利やアメリカ南北戦争の北軍の勝利はプロイセンやアメリカ北部の初等教育の充実のためと主張されていた。また第二次選挙法改正で選挙権が労働者層上層部（熟練工）まで拡大している今、初等教育を充実させることは急務であるという意見も根強くなっていた。しかしそれでもなお義務教育導入はイギリスでは意見が分かれる問題だった。特に非国教徒は義務教育で国教会信仰の押し付けが行われることを恐れており、義務教育導入に反対する者が多かった。
グラッドストンはそうした反対を押し切ってでも義務教育を導入することを決意し、内閣で教育を所管している枢密院副議長ウィリアム・エドワード・フォースター（急進派）に主導させて初等教育法案を作成した。この法案は1870年に議会に提出され、急進派や非国教徒の激しい反発に遭いながらも、保守党の一部議員の賛成を得ることができ、なんとか両院を通過した。
この法律により「既存の学校は私立学校として宗教教育を自由にやってよいが、父兄から反対があった時はその子弟に対しては宗教教育をしてはならない」「学校がない地区には教育委員会の監督下に公立学校を設置・運営する。公立学校では特定宗派を引き立てる教育はしてはならない」「義務教育にするかどうかは各地区の教育委員会の判断にゆだねる」ことが定められた。
急進派であるフォースターはもともと既存の学校を全て買収して無宗教公立学校に変えたがっていたが、それは熱心な国教徒であるグラッドストンが許さなかったため、この辺りが落とし所となった。しかし急進派や非国教徒の不満はくすぶり続け、自由党内に埋めがたい亀裂が生じ、1875年の総選挙の惨敗につながることになる。

##### 軍隊・官僚制度の改革
1870年には外務省を除く全省庁で採用試験制度を導入した。これによって官僚の中心は貴族から高学歴エリート（当時は大学の門が狭かったので大卒者も結局貴族が多かったが）へと変貌していった。外務省だけ除かれたのは外相クラレンドン伯爵が強硬に反対したためだった。
またグラッドストンは、普仏戦争に圧勝したプロイセン軍を見て、軍隊改革の必要性も感じていた。当時のイギリス軍では将校の階級を買い取ることができ、貴族が次男・三男の就職先としてよく購入していた。この制度のせいで軍の能率が悪くなっていると感じたグラッドストンはこの制度を廃止する決意を固めた。陸相カードウェルがこれを陸軍統制法案として議会に提出したが、貴族や軍人の保守党議員、また自由党ホイッグ派（貴族が多い）が激しく反発し、議事妨害さえ行った。結局法案は庶民院は通過したものの、貴族院で否決された。
グラッドストンは将校階級買い取り制度の法的根拠がジョージ3世の勅令だったことを利用して、ヴィクトリア女王を説得して、彼女の勅令をもって強引にこの制度を廃止した。これに対して野党保守党党首ディズレーリは「政府が窮境を免れるために女王陛下の勅令を利用するとは非立憲的である」と批判したが、この点は党内の急進派からも批判され、党内の亀裂が広がった。

##### 秘密投票制度の確立
当時のイギリスの選挙投票は口頭で公開式に行われたので、有力者に脅迫されて有権者の投票行動が操られることが多かった。そのため秘密投票制度への移行を求める議論もあったが、一方で秘密投票反対論も根強かった。というのも当時一般に選挙権は「国民の権利」ではなく貴族と中産階級だけに許された「特権」と認識されており、特権階級が特権（＝責任）を秘密裏に行使することは論理的に問題があると考えられたからである。
だがグラッドストンは労働者上層まで選挙権を得た今、彼らが雇用主に脅迫されて投票を縛られることがないよう秘密投票に変更すべきと考えており、1871年に秘密投票法案を議会に提出した。法案は庶民院を通過したものの、保守党が多数の貴族院に審議不十分として差し戻された。しかし解散をちらつかせて、保守党を脅迫したことで（彼らは自由党政権の支持率回復の恐れがあるこの法案での解散総選挙をしたくなかった）、翌1872年に秘密投票法案を可決させることに成功した。
秘密投票制度の確立によって、とりわけアイルランド農民が地主に投票行動を操られなくなり、アイルランド国民党が庶民院に進出してくるきっかけとなった。

##### 労働組合法
イギリスでは1825年に「賃金・労働時間について、暴力や脅迫を用いずに平和的に雇用主と交渉する労働組合」については合法化されていた。これに該当するか否かの判断は裁判所の裁量に任されており、裁判所ははじめ労働組合寄りの判決を出してきたが、労働組合が成長してきた1860年代から労働組合を抑えこもうと雇用主寄りの判決を出すことが多くなった。これに労働者上層部の不満が高まっていた。
これに対応してグラッドストンは1871年に労働組合法を制定し、賃金と労働時間の交渉だけでなく、どんな目的の交渉であっても労働組合がストライキを行うことは合法とした。ただしピケッティング（スト破り防止）の活動は禁止した。そのためストライキがスト破りによって骨抜きにされてしまう危険をはらんだままだった。
ピケッティングは後にディズレーリ政権下で合法化されることになる。

##### ドイツとロシアの脅威

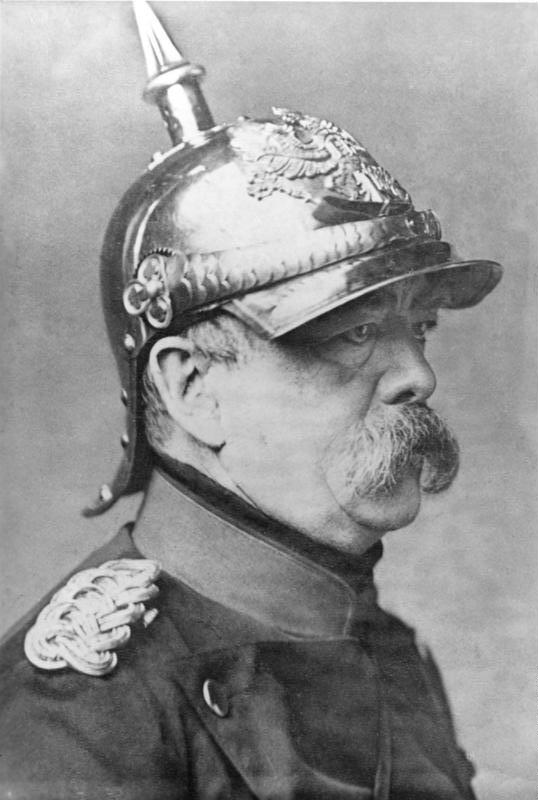
プロイセン王国・ドイツ帝国宰相オットー・フォン・ビスマルク

一方ヨーロッパ大陸では、皇帝ナポレオン3世率いるフランス帝国と「鉄血宰相」オットー・フォン・ビスマルク率いるプロイセン王国の緊張が高まっていた。軍拡が戦争の元凶という持論があったグラッドストンは1869年に両国に対して軍備縮小を提案した。しかしこの提案は対仏戦争を欲していたビスマルクによって阻止された。
1870年7月に普仏戦争が勃発した。グラッドストンはこの戦争にあたってロシア帝国、オーストリア＝ハンガリー帝国、イタリア王国と連絡を取り合い、中立の立場をとることを確認しあった。また外相グランヴィル伯爵（死去したクラレンドン伯爵の後任）が普仏両国に対してベルギーの中立を守るよう要請した。
この戦争に敗れたフランスは第二帝政が崩壊して、第三共和政へ移行して弱体化した。一方勝利したプロイセンはドイツ統一を達成して強力なドイツ帝国を樹立するに至った。グラッドストンはプロイセンがフランス領アルザス・ロレーヌ地方を併合したことをキリスト教の精神に反する「貪欲 (Greed)」と看做して強く反発した。外相グランヴィル伯爵が「もう手遅れだ」といって止めるのも聞かず、ビスマルクに手紙を送って「罪深い『貪欲』の発揮をただちに止め、アルザス＝ロレーヌ地域を中立化せよ」と要求した。しかしビスマルクは「グラッドストン教授」と呼んで馬鹿にし、相手にしなかった。
さらに普仏戦争でプロイセンに好意的中立の立場をとったロシア外相アレクサンドル・ゴルチャコフもプロイセン勝利に乗じる形でパリ条約の黒海艦隊保有禁止条項の破棄を一方的に各国に通告した。これによりイギリスの地中海覇権がロシアに脅かされる恐れが出てきた。グラッドストンは「一方的な行為によって締結国の同意もなく、条約上の義務から免れてはいけない」と主張して、国際会議を提唱し、1870年12月からロンドン会議が開催された。会議自体はドイツの支持を得たロシアの主張が認められるという結果に終わったが、この会議により「全ての締結国が同意しない限り、いかなる国も条約上の義務を免れたり、条約の条項を修正することはできない」とする国際法の原則が確立された。

##### アラバマ号事件
アメリカ南北戦争中、南軍がイギリスで建造した偽装巡洋艦アラバマ号が、2年にわたって大西洋上で北軍の船を攻撃した。これについて戦後アメリカ大統領ユリシーズ・グラントは、アラバマ号をはじめとする偽装巡洋艦はすべてイギリスで建造された物であり、イギリスの港から出撃し、その操縦員はイギリス人であることが多かった点を指摘し、イギリスに賠償を要求した。
これに対してグラッドストンは1872年に保守党のスタッフォード・ノースコートとオックスフォード大学国際法教授モンタギュー・バーナードをアメリカ首都ワシントンに派遣し、交渉に当たらせた。その結果、イギリス政府は賠償金を支払うことになったが、その金額はアメリカ政府が初めに要求した額の三分の一に減じることができた。
国際道理上、アラバマ号の与えた損害は、イギリスが賠償すべきものであり、それを三分の一まで減額できたことはイギリス外交の勝利といえたが、国内世論はこれを外交的失態と看做す論調が多く、グラッドストン批判が強まった。

##### アイルランド大学改革に失敗

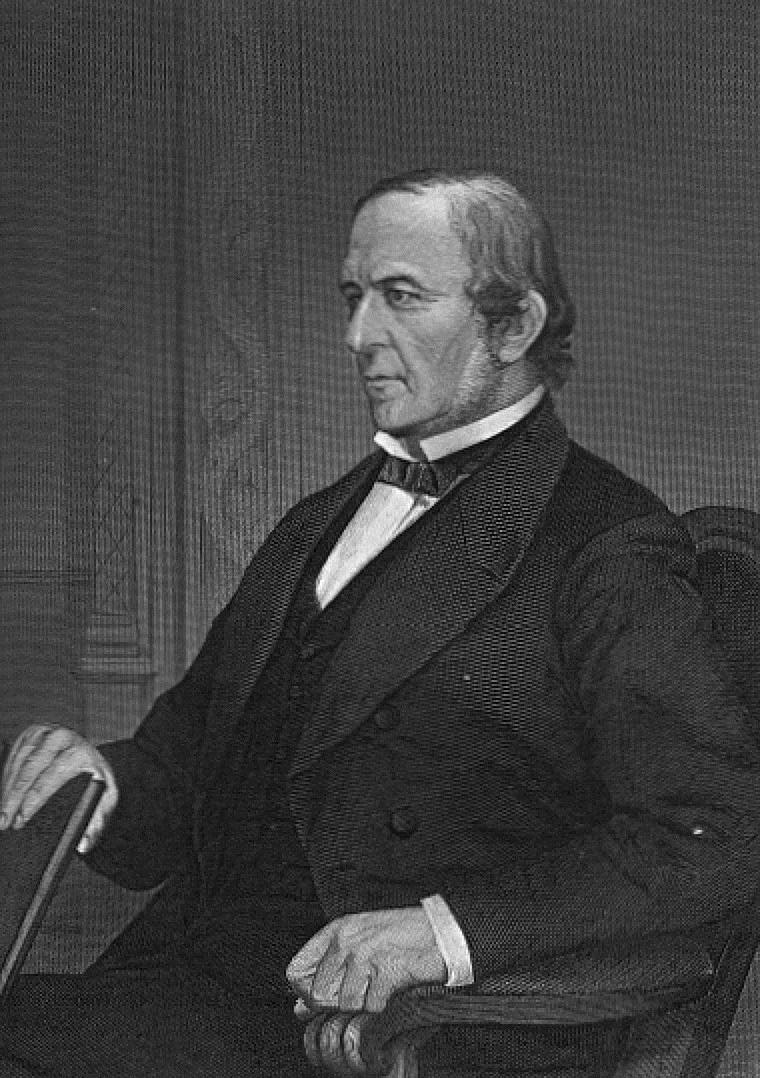
1873年のグラッドストン首相を描いた絵

当時のアイルランドの最高教育機関はダブリンにあるトリニティ・カレッジであったが、この大学は国教会が監督しており、国教会教育が行われていたため、アイルランドで多数を占めるカトリックは入学したがらなかった。他は無宗教の大学があるのみでカトリックにとっては事実上大学がない状態であり、アイルランドにカトリック大学を創設してほしいという要望が高まっていた。
これを受けてグラッドストンは1873年にアイルランド大学改革法案を議会に提出した。この法案は、ダブリンに中央大学（ユニバーシティ）を創設し、その下に国教会のトレニティ・カレッジも含めて各宗派のカレッジを設置し、カレッジごとにそれぞれの信仰に基づいた教育を行わせるとしていた。各カレッジの学生はユニバーシティの講義も受ける必要があるが、そこでの講義は宗派で意見が分かれそうな教科（神学、論理学、近代史学）は取り扱わないものとしていた。
グラッドストンとしては各宗派に配慮した折衷案のつもりであったのだが、逆に各宗派いずれからも反発を買った。枢機卿ポール・カレンをはじめとするアイルランド・カトリックは、ユニバーシティ理事会がカトリックのカレッジの教授の任命権を握ることを憂慮し、独立したカトリック大学の創設を求めて、この法案に反対した。非国教徒はカトリックにまで補助金を出す必要はないとして反対した。国教徒は歴史あるトリニティ・カレッジを勝手に再編することに反対した。
このような状況だったから自由党内のアイルランド議員や一部急進派が造反し、法案は3月12日の第二読会でわずか3票差で否決された。

##### 権威の低下
アイルランド大学法案の否決を受けてグラッドストンは総辞職を表明した。これを受けてヴィクトリア女王は保守党党首ディズレーリに組閣の大命を与えたが、総選挙を経ず少数党のまま政権に付きたくなかったディズレーリは拝辞した。これに対してグラッドストンは内閣への信任決議相当の政府法案が否決された場合には、野党第一党は後継として組閣するのが義務であると述べてディズレーリの態度を批判した。
結局グラッドストンが首相に留任したが、その間も自由党はますます分裂した。ホイッグ派は先の軍隊・官僚制度の改革に不満を高めており、一方急進派は初等教育法や労働組合法の不十分に不満を持っていた。グラッドストンの権威は日に日に弱まり、1873年8月にはマッチ税導入の失敗の責めを負って大蔵大臣ロバート・ローが辞職したが、後任が決まらずグラッドストンが大蔵大臣を兼務している。党の内部分裂の深刻さから、そのうち他の閣僚からも辞職者が出るだろうと噂された。
一方ディズレーリは、グラッドストンの「弱腰外交」を批判して国民の愛国心を煽り、総選挙に備えていた。

##### 総選挙惨敗、退陣
グラッドストンは財政が黒字になっていたことから念願の所得税廃止に乗り出そうとしたが、閣内から所得税を廃止できるほど十分な黒字ではないとの反論を受けた。反対閣僚たちは総選挙で有権者の信任を得ない限り、自分たちの省庁は予算削減には応じないという態度を取った。これに対してグラッドストンは1874年1月23日に「自由党の復活を国民に問う」として解散総選挙を発表した。閣内不一致の件は秘匿されていたため、世間には突然の解散総選挙のように見え、与党議員さえも仰天したという。
選挙戦中、グラッドストンは所得税廃止をスローガンにしたが、党勢はふるわなかった。自由党の分裂状態に加え、自由党の支持基盤の一つであるアイルランド有権者が秘密投票制度の確立によって自由党ではなくアイルランド国民党を支持するようになったためである。
1874年2月に行われた解散総選挙の結果は、自由党254議席、保守党350議席、アイルランド国民党57議席だった。この敗北を受けてグラッドストンはディズレーリ前内閣に倣って新議会招集を待たずに総辞職した。ディズレーリが組閣の大命を受け、第二次ディズレーリ内閣が発足した。

#### 自由党党首引退

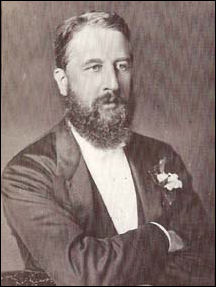
グラッドストンに代わって自由党党首となったハーティントン侯爵（後の第8代デヴォンシャー公爵）。

すでに64歳だったグラッドストンは、自由党党首も辞職して政界引退を考えていた。貴族院自由党の指導者グランヴィル伯爵ら党幹部から慰留されたが、グラッドストンの決心は固かった。
首相退任から1年弱の1875年1月に正式に自由党党首職をハーティントン侯爵に譲り、グラッドストンは一自由党議員に戻った。しかしハーティントン侯爵よりもはるかに権威があるグラッドストンは、GOM（Grand Old Man、大老人）と呼ばれて畏敬されていた。

#### 反トルコ運動を主導
当時バルカン半島はイスラム教国オスマン帝国の統治下にあり、キリスト教徒スラブ人に対して重い特別税が課されるなど圧政が行われていた。1875年7月にはヘルツェゴビナとボスニアのスラブ人がトルコに対して蜂起した。この蜂起で汎スラブ主義が高まり、1876年4月にはブルガリアのスラブ人も蜂起し、続いて同年6月にはトルコ宗主権下のスラブ人自治国セルビア公国とモンテネグロ公国がトルコに宣戦布告した。最大のスラブ人国家ロシアも資金と義勇兵を送ることでこの一連のスラブ人蜂起を支援した。これに対抗してトルコ軍はブルガリアで1万2000人を超える老若男女を大量虐殺した。
1876年6月23日付けの『デイリー・ニューズ』がこの虐殺を報道したことでイギリス世論はトルコに対して急速に硬化した。ディズレーリ首相は、バルカン半島がロシアの手に堕ちることでイギリスの地中海の覇権が失われることを恐れており、終始親トルコ的態度をとったが、彼のそのような態度は世論の激しい批判を集めた。
グラッドストンは以前よりバルカン半島問題について「トルコがこれ以上暴政を続ける事も、ロシアがスラブ人自治を装って支配することも『貪欲(Greed)』であるから許されない。ヨーロッパ各国の監視の下に本当の意味でのスラブ人自治を達成しなければならない」という見解を示していた。ハワーデン城で半ば引退した生活を送っていたグラッドストンだったが、クリミア戦争の頃から閣僚だった政治家としてバルカン半島を救う責任を感じて政治活動を再開した。
早速反トルコ・パンフレット『ブルガリアの恐怖と東方問題』の執筆を開始し、9月6日にこれを出版した。グラッドストンはその中で「人類の中でも反人間の最たる見本がトルコ人だ。我が国の凶悪犯、あるいは南海の食人種でさえも、トルコ人がブルガリアで犯した虐殺を聞いて戦慄しない者はいないだろう。我々が取るべき道は、トルコ人の悪行と手を切り、バルカン半島からトルコ人を追い出すことだ。」と主張した。このパンフレットは9月末までに24万部を売りきっている。
グラッドストンは反トルコ運動の象徴的人物となり、イギリス中の反トルコ論者がハワーデン詣し、そこでグラッドストンからブルガリアで行われている虐殺についての講義を受けた。グラッドストンの地元であるリヴァプールでは特に反トルコ機運が盛り上がり、シェークスピアの『オセロ』の上演で「トルコ人は溺死した」というセリフが出るや、観客が総立ちになり、拍手喝采に包まれたという。

#### 露土戦争をめぐって
セルビアが敗北するとロシアは危機感を強め、1877年4月にトルコに宣戦布告して露土戦争を開始した。しかしロシア軍の侵攻はプレヴェンでトルコ軍によって5か月も阻まれた。
この間、イギリスの国内世論もだんだんトルコに同情的になっていった。だがグラッドストンの反トルコの立場は揺らがず、1877年5月には「トルコを支援しないこと、バルカン半島諸民族の独立を支援すること、ヨーロッパ列強が足並みをそろえてトルコに圧力をかけること」を求める動議を議会に提出したが、反応はよくなかった。自由党党首ハーティントン侯爵は自由党議員全員にこの動議に賛成させたものの、彼も内心では「グラッドストンは反トルコ思想の行きすぎでロシアの侵略的な野望に盲目になり過ぎている」と考えていた。結局この動議は与党保守党の反対で否決されている。世論のグラッドストンへの反感も強まり、「ロシアの手先」と罵られて、家に投石を受ける事件も発生した。
ロシアは英国が参戦してくる前にトルコにサン・ステファノ条約を締結させた。この条約でエーゲ海まで届く範囲でロシア衛星国大ブルガリア公国が樹立された。ディズレーリはこれに反発し、英露関係が緊張する中、1878年6月にベルリン会議が開催された。会議にはディズレーリ自らが出席して強硬な姿勢を貫いた結果、大ブルガリア公国は分割され、ロシアのエーゲ海進出は防がれた。この外交的成功でディズレーリの名声は高まった。このベルリン条約の批准が議会にかけられた際、グラッドストンはギリシャの要求を無視したものであること、また女王大権を利用して議会に諮らず独断で結んだ条約であることを批判する動議を提出したが、この動議は否決された。

#### ミッドロージアン・キャンペーン

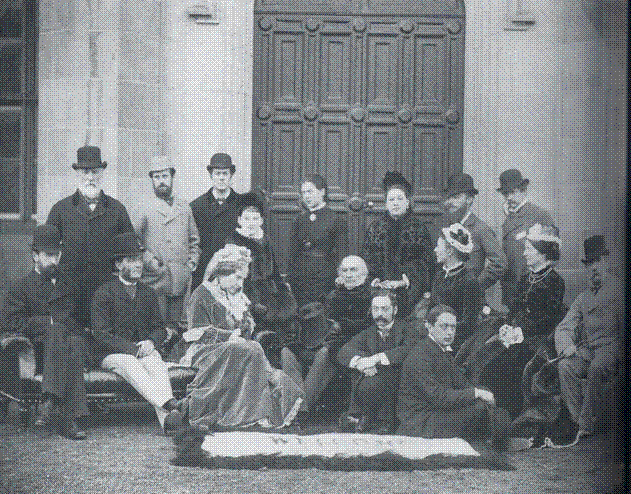
ミッドロージアン・キャンペーン中、ローズベリー伯爵家邸宅ダルメニー・ハウスでのパーティーに参加したグラッドストン、妻キャサリン、娘マリー。ローズベリー伯爵、その夫人ハンナ、ハンナの従兄弟ファーディナンド・ド・ロスチャイルドらとともに。

しかしその後、不況と農業不作でディズレーリ政権に不利な政治情勢が生まれた。とりわけ農業不振は地主の多い保守党には大きな問題だった。アメリカの農業技術の向上で安い穀物がイギリスに流入するようになったこともイギリスの農業不振を加速させており、保守党内では保護貿易復活を求める声が強まったが、ディズレーリ首相は都市労働者層の反発を恐れて保護貿易復活には慎重だった。結局保守党は保護貿易・自由貿易で分裂しはじめた。一方自由党はもともと自由貿易主義で固まっている政党なので分裂することなく、総選挙に邁進することができた。またディズレーリ政権は第二次アフガニスタン戦争とズールー戦争に勝利したものの、その不手際をめぐって批判を受けており、これらが自由党とグラッドストンにとって格好の攻撃材料となった。
グラッドストンは次の総選挙に備えて、選挙区をスコットランド・ミッドロージアン選挙区に変更し、1879年11月から12月にかけて「ミッドロージアン・キャンペーン」と呼ばれる一連のディズレーリ批判演説を行って支持率を高めた。ディズレーリの帝国主義政策を「栄光の幻を追って税金を無駄遣いしている」と切り捨て、「我々が未開人と呼ぶ人々の人権を忘れるな。粗末な家で暮らしている彼らも、神の目から見れば諸君らと全く等しく尊重されるべき生命なのだ」と語り、未だ続いていたアフガン戦争を批判した。また「アイルランド・ウェールズ・スコットランドには何らかの自治が与えられるべきである」と主張した。農業については、なお自由貿易を支持し、拙速に保護貿易へ移行すべきではないと訴えた。グラスゴー大学の演説では物質主義や無宗教者と戦うことを宣言した。
こうした「ミッドロージアン・キャンペーン」が注目されたのは、グラッドストンの演説のうまさというより、かつてない規模で集会やイベントが行われ、その盛り上がりの中で自由党一の有名人であるグラッドストンが登場して演説を行い、それらの内容が新聞で大々的に報道されたからである。したがってそうした演出を担当していたローズベリー伯爵が真の功労者であった。このキャンペーンは自由党を「名望家政党」から「大衆政党」へ転換させるきっかけになったと評価されている。

#### 総選挙に大勝、再び首相へ

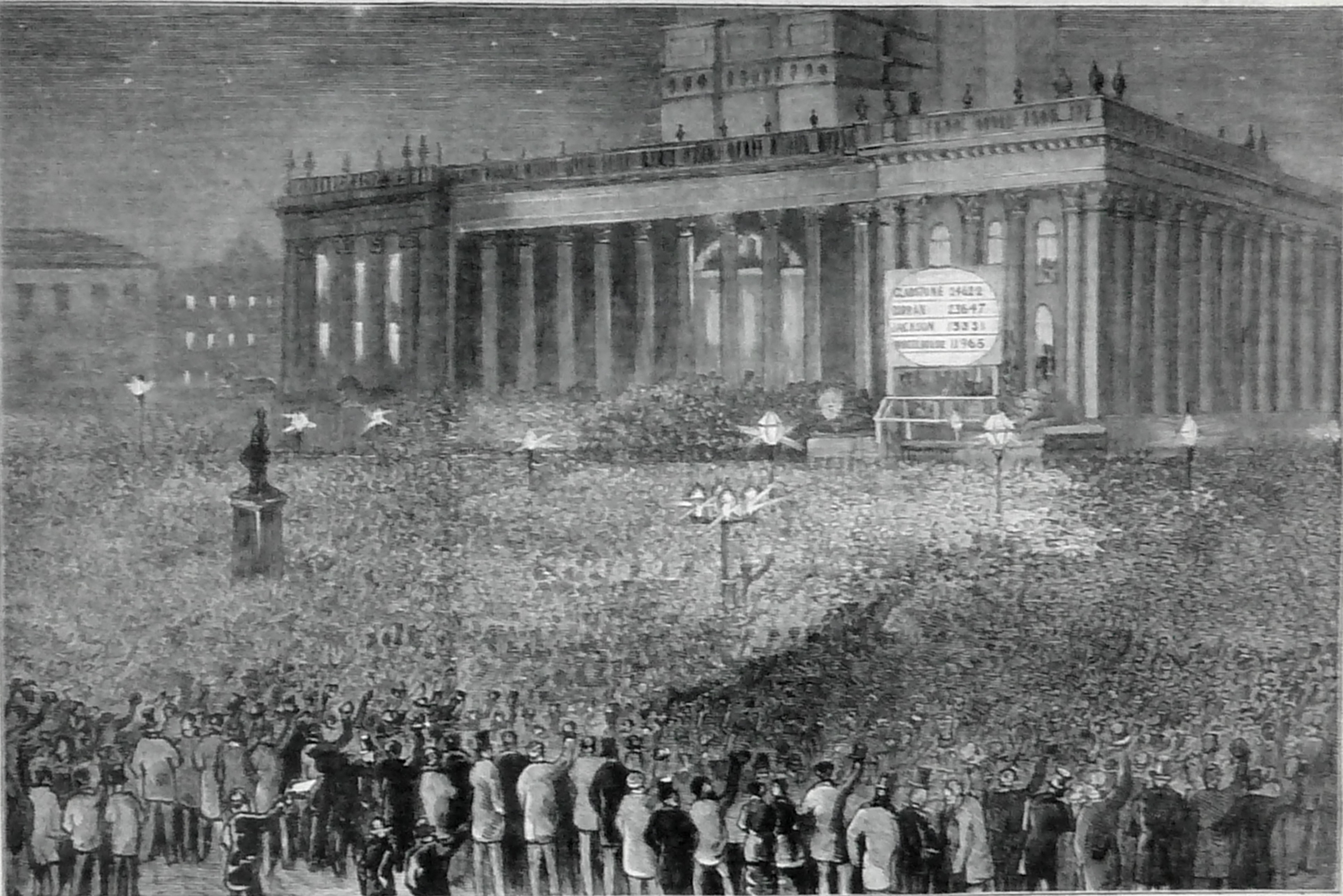
1880年4月10日、リーズ市庁前で総選挙の結果発表を見守るリーズ市民。

一方ディズレーリ首相は、総選挙を引き延ばそうとしていたが、1880年2月のサザーク選挙区の補欠選挙で自由党候補有利という前評判を覆して保守党候補が勝利したこと、また自由党内にグラッドストンの「ミッドロージアン・キャンペーン」を批判する動きがあったのを見て、同年3月に総選挙に踏み切った。
総選挙の結果、自由党が350議席、保守党が240議席、アイルランド国民党が60議席を獲得し、自由党が安定多数を獲得した。選挙結果を受けて、ディズレーリ内閣は総辞職した。この自由党の大勝は「ミッドロージアン・キャンペーン」のおかげとされ、正式な自由党党首ではないもののグラッドストンが後任の首相になるべきものと一般には考えられていた。グラッドストン当人も首相に就任する気満々だった。
だがヴィクトリア女王は自分のお気に入りの首相ディズレーリを攻撃したグラッドストンに強い嫌悪感を抱いており、グラッドストンに大命を与えることを嫌がった。そのため名目上の自由党党首ハーティントン侯爵を首相にしようと画策したが、ハーティントン侯爵はグラッドストン首班以外の組閣は不可能として拝辞した。同時にハーティントン侯爵は女王の気持ちを察して、「どのみちグラッドストンは高齢ですから長く首相の座にある事はないでしょう」との見通しを伝えた。
女王もついに諦め、1880年4月23日にグラッドストンに組閣の大命を下し、第二次グラッドストン内閣が成立した。

#### 第二次グラッドストン内閣

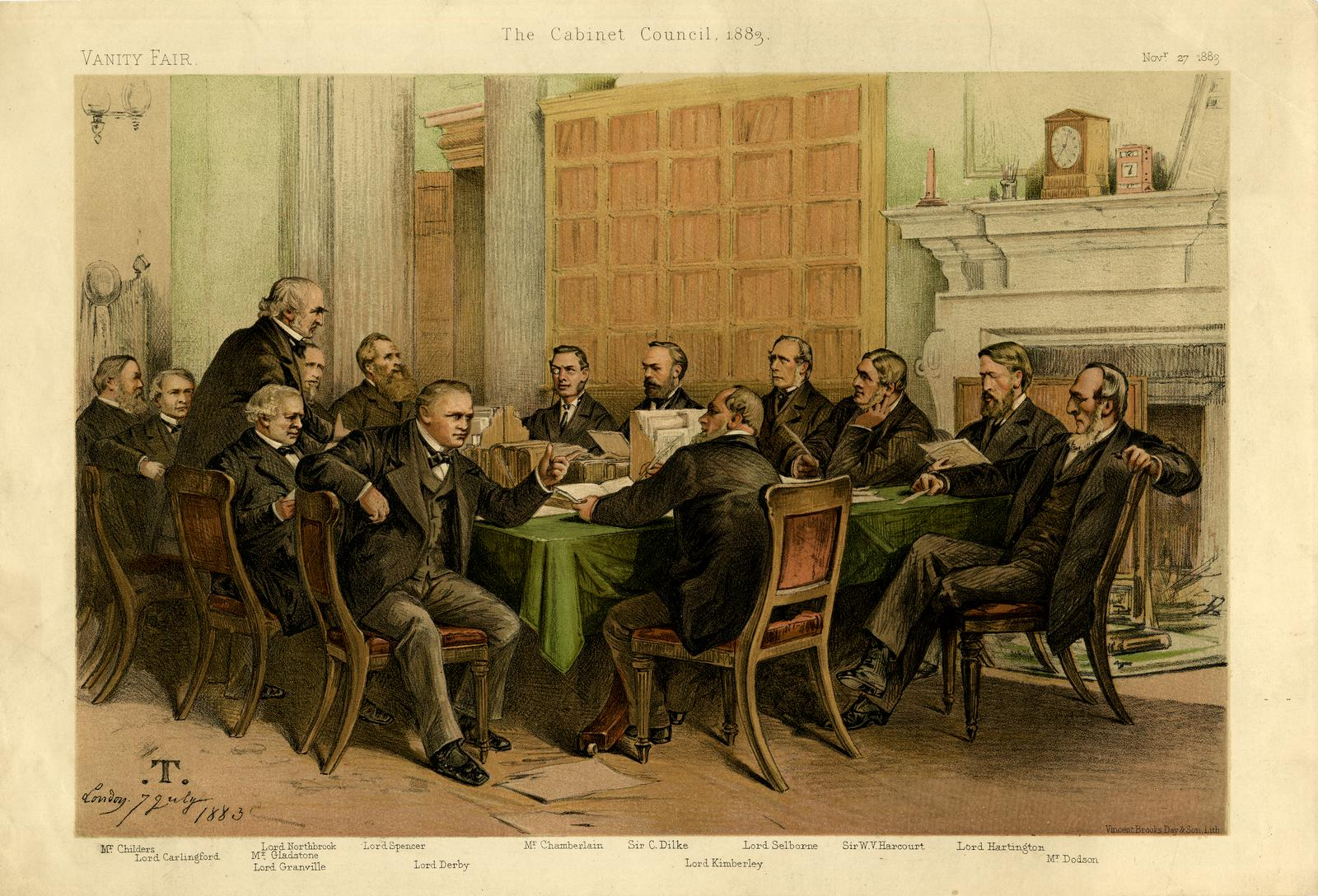
第二次グラッドストン内閣の閣議を描いた絵画（1883年）

第二次グラッドストン内閣は、第一次グラッドストン内閣ほどには強力な政権運営はできない立場にあった。第二次内閣では革新系議員の中心が急進派からジョゼフ・チェンバレンら新急進派に変わっていたためである。彼らは古風な自由主義者と異なり、金持ちから高税を取り立てて社会保障費に回そうという過激な主張をしていた。そのためホイッグ派の新急進派に対する嫌悪感は急進派に対する嫌悪感以上に強く、内閣の不統一感は発足当初から強かったのである（ちなみに新急進派の社会保障論はグラッドストンにも受け入れられない物だった。グラッドストンは大衆の自助の促進を目指しており、そのための改革はためらわなかったが、国が金をやる方式の社会保障では大衆が自助から遠ざかってしまうと考えていた）。

##### アイルランド小作農保護強化

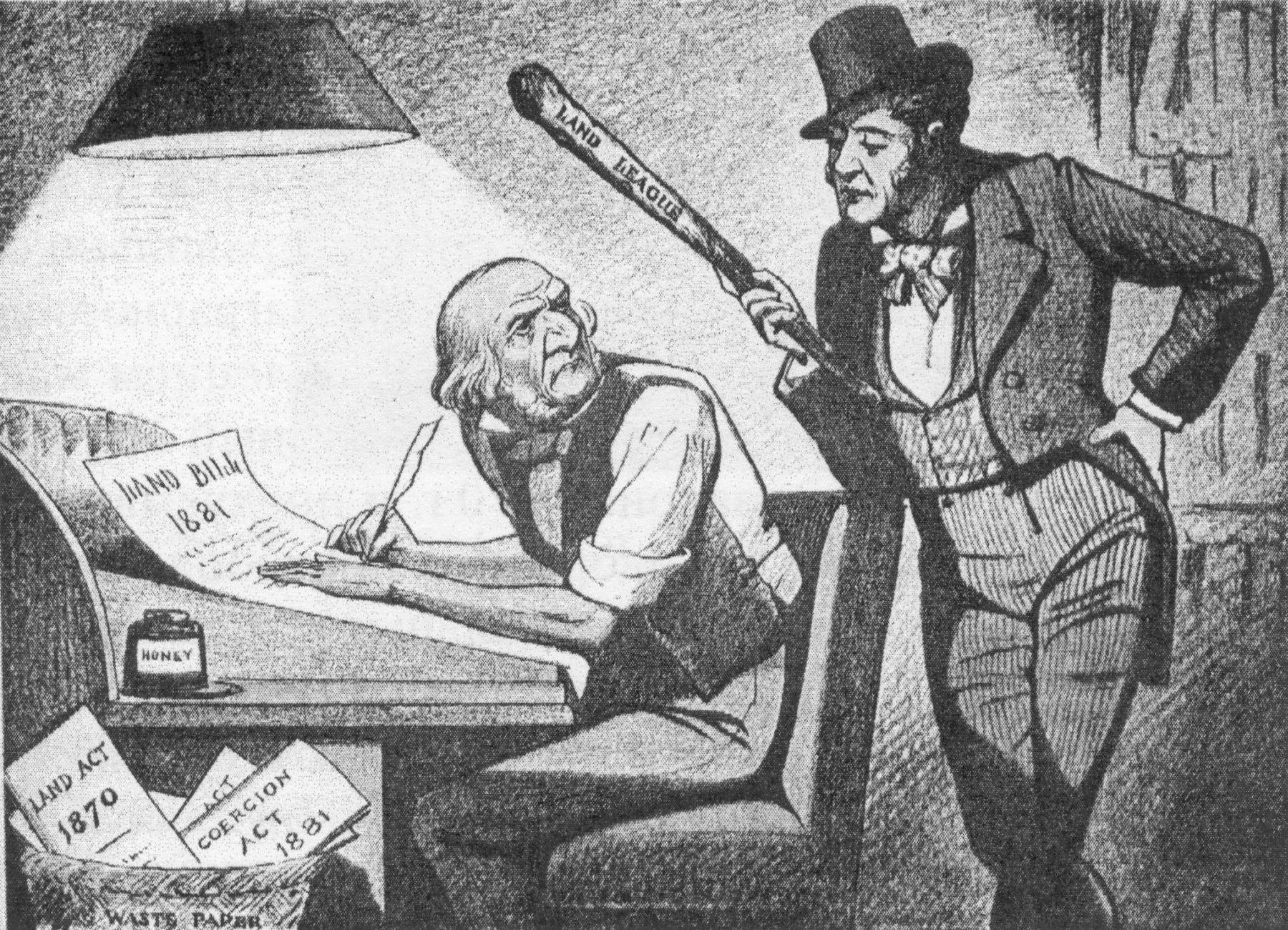
アイルランド土地連盟に脅されながら土地改革法案を作成するグラッドストンの風刺画。

農業不振でアイルランドでは地主による小作人強制立ち退きが増加していた。アイルランド小作人たちは団結して「土地連盟」を結成し、「ざる法」状態のアイルランド土地法の改正を求める運動を展開した。
グラッドストンもアイルランド土地法強化を決意し、地代未納を理由とする強制立ち退きであっても地主は小作人に補償しなければならないとする法案を議会に提出した。しかしディズレーリ率いる保守党が全力でこの法案に反対し、自由党内でもランズダウン侯爵らホイッグ派（アイルランド不在地主が多い）が造反した結果、法案は1880年8月の貴族院で否決された。
アイルランド小作農の反発は強まり、暴動が多発するようになった。またアイルランド小作人たちは一致団結して強制退去に備えるようになり（小作人が強制退去されると、みんなでその小作人を保護する一方、強制退去させた不在地主の代理人と新たな小作人を村八分にするなど）、地主が新たな小作人を見つけるのが難しくなる状態が現出した。これによって地主層にも一定の改革を許容する空気が生まれた。
グラッドストンは1881年の会期がはじまるとまず、改革前の地主層のガス抜きでアイルランド強圧法を提出した。チャールズ・スチュワート・パーネルらアイルランド土地連盟の議員の議事妨害を退けつつ、可決にこぎつけ、アイルランド小作人の反乱を抑えつけた。続いてアイルランドへの懐柔として新しいアイルランド土地法案を提出した。この法案はパーネルが主張していた「3F主義」（「公正な地代 (Fair Rent)」、「保有の安定 (Fixity of Tenure)」、「自由売買 (Free Sale)」）を盛り込んでおり、地代は地代法廷において定めるものとし、その地代を支払う限り地主は小作人を追いだしてはならず、また小作権は自由に売買することができるものとしていた。貴族院である程度の修正をされつつもなんとか法案を可決できた。
しかしパーネルらは、改革の不十分さを批判し、闘争を放棄しないようアイルランド人同胞に呼びかけた。結局グラッドストンは先の強圧法を使ってパーネルらアイルランド議員を政府転覆容疑で逮捕してキルメイナム刑務所へ投獄した。この逮捕により、アイルランド民族主義者による反英テロが激化し、アイルランドが半ば無政府状態に陥った。グラッドストンも獄中のパーネルもこれを懸念したため、二人は密約を結び、パーネルが新土地法の実施を邪魔しない代わりにグラッドストンは地代滞納小作人を国庫で救済する制度の創設を目指すこととなった。この密約でパーネルは釈放され、彼が再びアイルランド運動の頂点に立つことで過激なテロ活動を抑え込みを図った。
しかしこの密約には批判も多く、パーネルは過激なアイルランド民族運動家たちから裏切り者扱いされ、グラッドストンは女王や反動派の批判を受けた。アイルランド担当大臣ウィリアム・エドワード・フォースターも不服として辞職し、グラッドストンの甥にあたるフレデリック・キャヴェンディッシュ卿が後任のアイルランド担当大臣に就任したが、彼は就任からわずか5日後の1882年5月5日にアイルランド民族主義者によって暗殺された。
これによってグラッドストンは一時的に強圧路線に戻ることとなったが、それでも彼のアイルランドに対する本質的な考えは変わらなかった。キャヴェンディッシュ夫人に対して「貴女の夫の死を無駄にしません」と語って、いよいよアイルランド自治を見据えるようになった。そして第三次内閣におけるアイルランド自治法案提出へ繋がっていくことになる。

##### 第三次選挙法改正

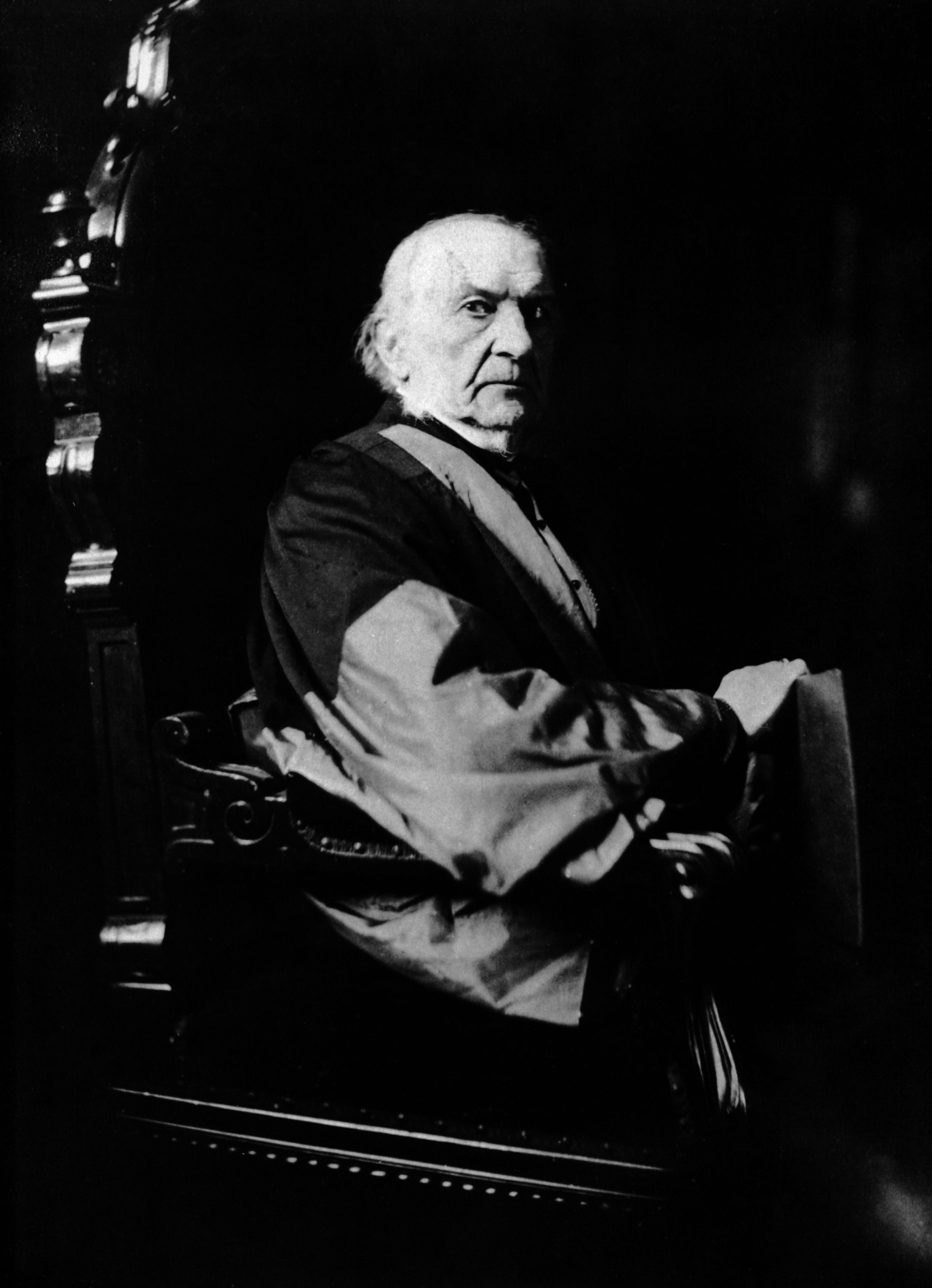
グラッドストン首相（1884年7月28日）

1883年に入るとグラッドストンは選挙法改正に意欲を持つようになった。
ディズレーリ主導の1867年の第二次選挙法改正によって、都市選挙区は原則として戸主（および10ポンド以上間借人）であれば選挙権が与えられるようになったが、州選挙区は5ポンド以上の年価値の土地保有者という条件になっていた。そのためいまだ小作人や農業・鉱山労働者は選挙権を有していなかった。
グラッドストンが1884年2月に議会に提出した選挙法改正法案は戸主選挙権制度を都市選挙区だけではなく、州選挙区にも広げようというものであった。
しかし問題は選挙区割りだった。1880年代になると選挙権の拡大で国民の投票傾向にも変化が生じており、一般に保守党は大都市、自由党は中小都市や農村、スコットランドやウェールズを基盤とするようになっていた。選挙区割りを見直さずにこの法案を通すことは保守党に不利であったため、法案は、自由党が多数の庶民院こそ通過したものの、保守党が多数の貴族院からは否決された。
この敗北で解散総選挙を求める声が上がったが、グラッドストンは「私は選挙法改正について庶民院・貴族院のどちらか正しいかだけを問うために解散総選挙するつもりはない。もし私が解散総選挙をすることがあるとすれば、それは貴族院改革を問うためだ」と述べて一蹴した。8月には女王にも貴族院改革の可能性を報告した。しかしこれに不安を覚えた女王は貴族院の主張を支持し、貴族院と交渉をもつことを政府に要求した。グラッドストンは女王の態度に怒りを感じながらも、貴族院との交渉に応じることにした。
グラッドストンは女王に仲裁を頼み、女王の尽力で11月に保守党貴族院院内総務ソールズベリー侯爵、同党庶民院院内総務スタッフォード・ノースコートとの会談の席が設けられた。グラッドストン側が譲歩した形で大都市議席を増やすことで両者は合意した。またいくつかの選挙区を除いて原則小選挙区制度にすることでも合意した。
この妥協によって選挙法改正法案は貴族院も通過し、第三次選挙法改正が達成された。この改正でほぼ男子普通選挙に近い状態ができあがった（この段階でも選挙権がない成人男性は、下僕、家族の家で暮らしている独身者、住居のない者など）。

##### アフガニスタン保護国化
ロシアの中央アフリカ進出を恐れたインド総督リットン伯爵がディズレーリ前政権に開始させた第二次アフガニスタン戦争はイギリスの勝利に終わったが、この戦争を批判していたグラッドストンはリットン伯爵を「戦争の元凶」と看做して更迭し、リポン侯爵を後任のインド総督に任じた。
グラッドストンは、1880年7月にアフガニスタン王アブドゥッラフマーン・ハーンとの間に「アフガンはイギリス以外の国と外交関係をもたない、イギリスはアフガンの内政に干渉しない、他国がアフガンに侵攻した際にはイギリス軍がアフガンを支援する」ことを約定した。ロシアは第二次アフガニスタン戦争を見てアフガニスタン支配を諦めたようだったが、ヴィクトリア女王はなおもロシアがアフガニスタンに野望を持っていると確信していたので、アフガニスタンから英軍を撤退させることには反対の立場であり、グラッドストンはその説得に苦労した。
アブドゥッラフマーン・ハーンはロシアの侵略からアフガンを守るにはイギリスの庇護下にあらねばならないという現実をよく理解していた。そのため彼は在位中一貫してイギリスとの約束を守って外交は全てイギリスに任せ、群雄割拠状態の国内を統一する事に努めたので両国関係は極めて安定していた。

##### トランスヴァール独立を容認

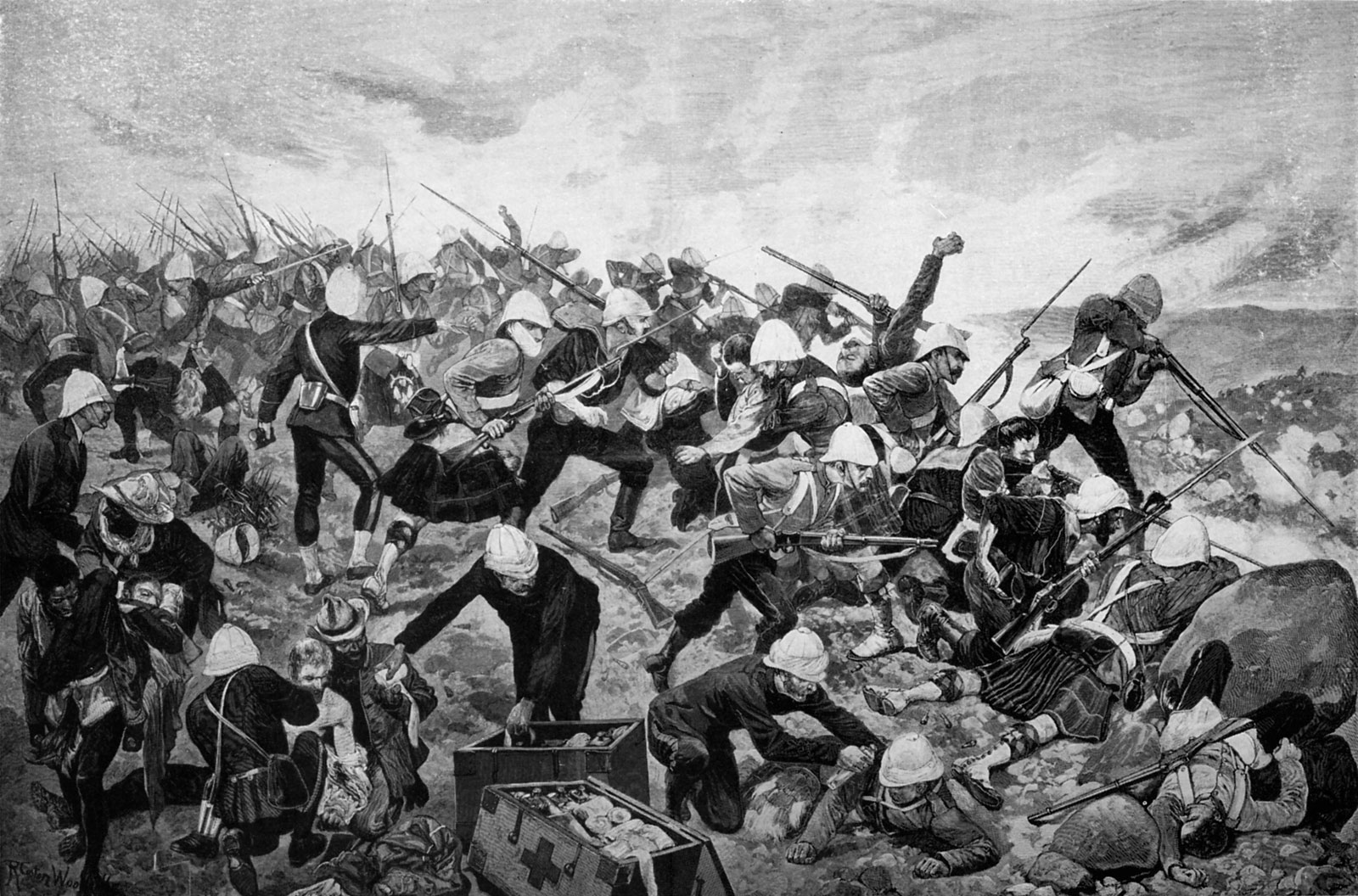
『イラストレイテド・ロンドン・ニュース』に掲載された第一次ボーア戦争のイラスト。

ズールー戦争の結果、ズールー王国はイギリス支配のもとに13の部族長国家に分割された。しかしズールー族の脅威が消えたことで、ボーア人（イギリスの支配に反発してグレート・トレックで内陸部へ移住したオランダ系移民の子孫）の間にトランスヴァール共和国を再独立させようという機運が高まった。
トランスヴァール共和国はディズレーリ政権下で大英帝国に併合された。野党だったグラッドストンはトランスヴァールの独立を訴えていたから、政権交代とともにトランスヴァール再独立が認められるだろうとポール・クリューガーたち独立派は考えていた。しかし彼らの期待に反してグラッドストンは政権に就くや態度を翻して「女王陛下のトランスヴァールへの統治権は放棄されるべきではない」と主張し、トランスヴァール解放のための行動を何も起こそうとしなかった。
グラッドストンに失望したクリューガーたちは1880年12月にトランスヴァール共和国独立を宣言して武装蜂起を開始した（第一次ボーア戦争）。ズールー戦争の時に派遣されていたイギリス軍はすでにほとんどが帰国しており、現地イギリス軍は惨敗した。これを受けてグラッドストンは強硬な姿勢をとる女王、保守党、陸軍省を抑えて、ヴィクトリア女王の宗主権付という条件でトランスヴァール共和国再独立を認めた。
以降トランスヴァール共和国は第二次ボーア戦争まで独立を保つことになる。

##### オラービー革命とエジプト出兵

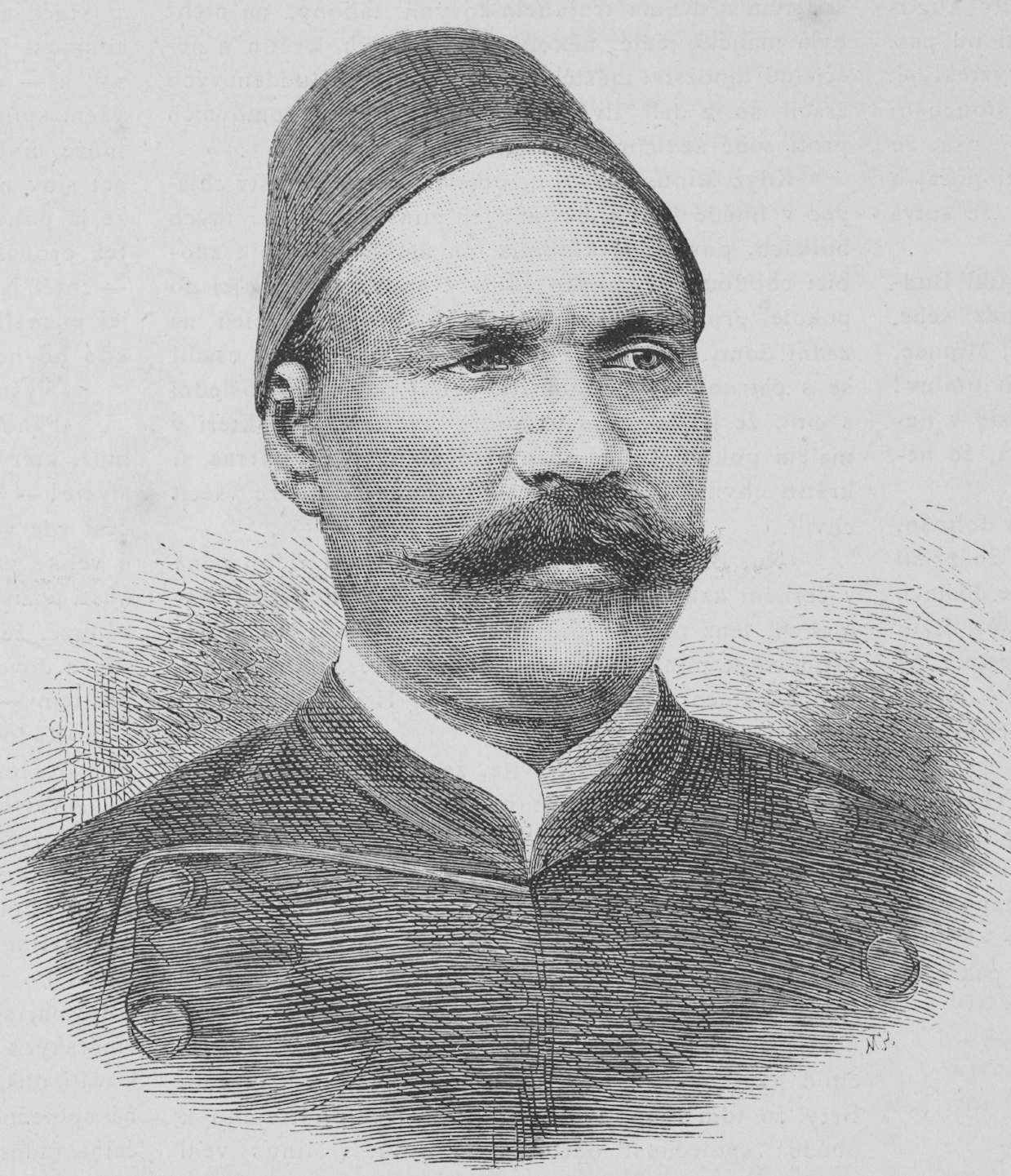
アラブ系エジプト人民族主義者アフマド・オラービー大佐

エジプトの財政破綻をきっかけにディズレーリ政権はスエズ運河を買収した。英仏がエジプト財政を管理するようになり、イギリス人とフランス人が財政関係の閣僚としてエジプトの内閣に入閣した。彼らはエジプト人から苛酷な税取り立てを行い、エジプトで反英仏世論が高まっていった。またエジプトを統治するムハンマド・アリー朝は先住民のアラブ系エジプト人にとってはトルコからの「輸入王朝」であり、人事ではトルコ系が優先されていた。これにアラブ系将校は不満を抱いていた。
1881年2月にアラブ系将校の待遇をトルコ系将校と同じにすることを求めるアフマド・オラービー大佐の指揮の下にオラービー革命が発生した。エジプト副王タウフィーク・パシャの宮殿が占拠され、彼はオラービーの推挙したアラブ系将軍を陸軍大臣に任命することを余儀なくされた。その後オラービーは軍の人事問題だけではなく、憲法制定や議会開設など政治的要求まで付きつけるようになった（エジプトに議会が置かれて議会が予算審議権を持てば英仏は自由に債権回収ができなくなる）。タウフィークはオラービーに屈して1882年2月4日には彼を陸相とする民族主義内閣を誕生させるに至った。オラービーはただちにヨーロッパへの債務の支払いを全面停止して、反ヨーロッパ姿勢を示した。
事態を危険視したフランス政府は邦人保護のためと称してアレクサンドリアに艦隊を派遣しようとイギリスに呼び掛けてきた。グラッドストン政権もこれを了承して艦隊をアレクサンドリア沖に送った。ただしディズレーリの帝国主義政策を批判してきたグラッドストンとしてはエジプトを制圧する意志はなかった。艦隊を派遣してエジプトを威圧しつつ、エジプトの形式的な宗主国であるトルコを通じてオラービーに干渉しようと考えていた。

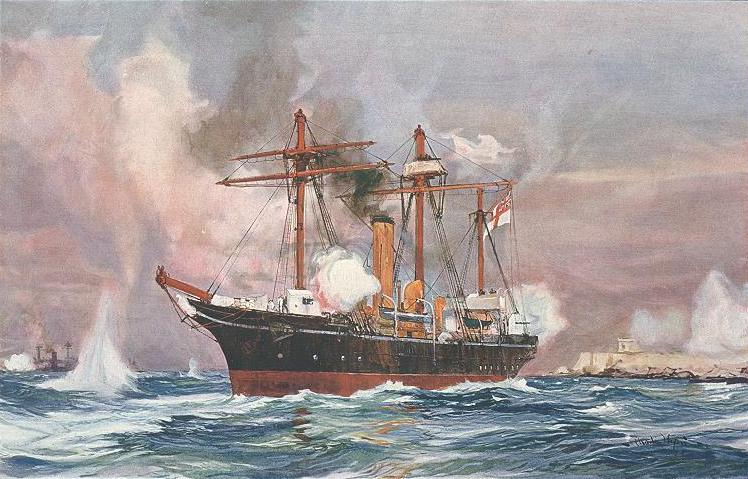
1882年、イギリス海軍によるアレクサンドリア要塞への砲撃

しかし6月11日にアレクサンドリアで反ヨーロッパ暴動が発生し、英国領事をはじめとするヨーロッパ人50人が死傷する事件が発生した。それをきっかけに英国地中海艦隊とオラービー政府の間に小競り合いが発生し、オラービー政府は13日にイギリスに宣戦布告した。副王タウフィークは「オラービーは反逆者」と宣言し、イギリス軍の救援を求めた。
この事態に閣内や自由党内（特にホイッグ派と新急進派）、またイギリス世論の空気はエジプトに対して硬化していき、軍事干渉論が主流となっていった。スエズ運河はイギリスの生命線であるという現実の要請もあって、グラッドストンも7月9日には現地イギリス海軍にアレクサンドリア要塞への武力行使を許可するに至った。閣内では急進派のランカスター公領担当大臣ジョン・ブライトのみが戦争に反対して辞職した。
グラッドストンは国際協調のために他のヨーロッパ諸国と連携して武力行使することを希望していたが、イギリスとともにアレクサンドリア沖に艦隊を送ったフランス政府は議会の承認が取れなかったために艦隊を撤退させた。他のヨーロッパ諸国も参戦を拒否したため、結局イギリスが単独でオラービー追討を行う事になった。
当初グラッドストンは、制海権獲得によってスエズ運河を確保しようと考えていたが、オラービーがスエズ運河攻撃を狙っていると知り、サー・ガーネット・ヴォルズリー将軍を指揮官としたイギリス陸軍の派遣を決定した。同軍は1882年8月19日にアレクサンドリアに上陸してスエズ運河一帯を占領し、ついで9月13日にテル・エル・ケビールの戦いにおいて2万2000人のオラービー軍を壊滅させ、カイロを無血占領した。オラービーは逮捕されて死刑を宣告されるもタウフィークの恩赦で英領セイロン島へ流罪となった。
この戦いによりエジプトは英仏共同統治状態からイギリス単独の占領下に置かれることになった。依然としてエジプトは形式的にはオスマン皇帝に忠誠を誓う副王の統治下にあったが、実質的支配権はイギリス総領事クローマー伯爵が握るようになった。彼の下にインド勤務経験のある英国人チームが結成され、エジプト政府の各部署に助言役として配置された。エジプト政府は全面的に彼らに依存した。イギリス人らは副王アッバース2世を傀儡にして税制改革からナイル川の運航スケジュールまであらゆることを自ら決定するようになった。

##### スーダンの反乱・ゴードン将軍の死

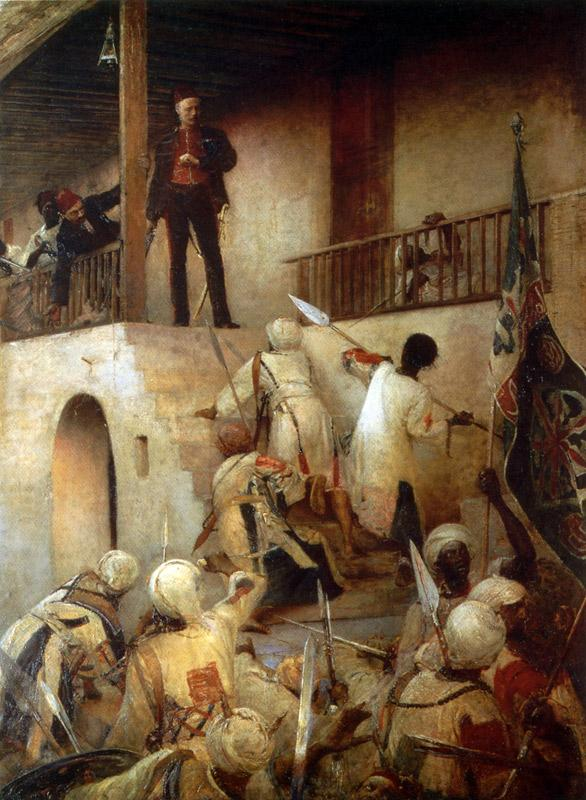
マフディー軍に殺害されるゴードン将軍を描いた絵画

エジプト支配下スーダンでイギリスに支配されたエジプトに対する反発が強まり、1882年夏にマフディー(救世主)を名乗ったムハンマド・アフマドによるマフディーの反乱が発生した。マフディー軍は1883年1月19日に西部の都市エル・オベイドを占領して、同地のエジプト軍守備隊（多くは現地スーダン人の兵士）から武器や兵士を奪い取って戦力を大きく増強した。1883年9月にイギリス軍大佐ウィリアム・ヒックス率いるエジプト軍がマフディー軍征伐に発ったが、惨敗してヒックス大佐も戦死した。
グラッドストンはこれ以上自己の信念に反する帝国主義政策を遂行することを嫌がり、スーダンからエジプト守備軍を撤退させることを決定した。エジプト守備軍の撤退を指揮する人物として「チャイニーズ・ゴードン」の異名を取り、国民人気が高かったチャールズ・ゴードン少将をスーダン総督に任じてハルトゥームに派遣した。
しかし1884年2月にハルトゥームに到着したゴードン将軍は、マフディー軍と戦う意思を固め、撤退を開始しようとはしなかった。3月中旬になるとハルトゥームはマフディー軍に包囲されてしまった。ゴードンが本国に出兵を強要するために自発的に包囲されたようにさえ見えた。
日を追うごとに「国民の英雄」ゴードン将軍の救出を求める世論が強まっていった。閣内からも大法官セルボーン伯爵と海軍大臣ノースブルック伯爵が辞職をちらつかせて援軍派遣をグラッドストンに迫るようになった。野党の保守党も援軍派遣を強く要求した。ヴィクトリア女王も陸相ハーティントン侯爵を呼び出してゴードン救出を命じた。グラッドストンもついに折れて援軍派遣を決定し、8月にその費用として30万ポンドを議会に要求した。10月からサー・ガーネット・ヴォルズリー将軍率いる援軍がエジプトから南下してハルトゥームへ向かって進撃を開始した。
しかしこの援軍は間に合わず、1885年1月26日にハルトゥームはマフディー軍によって陥落させられ、マフディー軍は市内にいた者を手当たり次第に殺害した。総督邸にいたゴードン将軍も殺害された。
ゴードン将軍の死に英国世論は激昂し、援軍派遣を遅らせたグラッドストンに批判が集中した。グラッドストンは「GOM（Grand Old Man、大老人）」改め「MOG（Murderer of Gordon、ゴードン殺害犯）」と呼ばれるようになった。保守党が多数を占める貴族院は政府批判決議を可決させている。自由党が多数を占める庶民院では政府批判決議は否決されたものの、わずか14票差の辛うじての否決だった。ヴィクトリア女王も激怒し、いつもの暗号電報ではなく、通常電報（つまり手交される人全員が読める状態）で叱責の電報をグラッドストンに送った。
2月末に女王は「何としてもスーダンを奪還してゴードンの仇を取るべし」と命じたが、グラッドストンはこれを無視し、4月の閣議で「マフディー軍は意気揚々としており、今はスーダン奪還の時期ではない」と決定してスーダンを捨て置いた。

##### 植民地獲得競争の時代へ
イギリスのエジプト占領でエジプトにおける利権を排除されたフランスはイギリスへの不満を高めていた。これを見たドイツ帝国宰相オットー・フォン・ビスマルクは、フランスが対独復讐を忘れ、かつイギリスと対立を深めるよう、フランス首相ジュール・フェリーを誘導してフランスに本格的な植民地政策に乗り出させた。
ヨーロッパ諸国の連帯を重視するグラッドストンは1884年6月にエジプト問題について話し合うロンドン会議を開催して英仏の利害関係調整にあたろうとしたが、ドイツがフランスに支持を与えたため、会議は満足な成果を上げられなかった。この結果を見てグラッドストンも今やドイツの支持が無ければ国際協調は成り立たないと認識した。そのためグラッドストンはドイツのニューギニア併合を認めるなど親独的な態度をとる事が多くなっていった。
こうしたグラッドストンの中途半端な態度は、フランスやドイツの本格的なアフリカ大陸進出を招き、アフリカ分割は一気に加熱していくことになった。
1884年11月にはベルギー国王レオポルド2世が領有権を主張するコンゴをめぐってビスマルクがベルリン会議を開催した。この会議でヨーロッパ列強はコンゴにおける利害関係を調整しながら、今後の植民地分割のルールを策定した。
これ以降全世界規模で欧米日など列強諸国が表向き協調しつつ、競争して植民地獲得に乗り出すという帝国主義時代が本格的に到来することになった。

##### 保守党とアイルランド国民党の連携で総辞職
アイルランド強圧法の期限が1885年8月に迫る中、グラッドストン政権は強圧法の延長論に傾いていたが、商務相ジョセフ・チェンバレンら新急進派閣僚がそれに反対し、閣内分裂状態に陥った。
一方保守党は強圧法廃止を約束してアイルランド国民党に接近を図った。アイルランド国民党はアイルランド自治への最大限の譲歩を手に入れることが目的なので、譲歩する意思があるなら保守党政権でも自由党政権でも構わなかったのでこれに応じた。
1885年6月8日に保守党が提出した予算案修正案にアイルランド国民党議員が賛成したことで修正案が可決された。この敗北を受けて第二次グラッドストン内閣は総辞職することとなった。政権はすっかりグダグダしていたので、グラッドストンたちは総辞職の口実ができたことを喜びさえしたという。総辞職を阻止するための手段も何ら取らなかった。
ソールズベリー侯爵に大命があったが、保守党は依然として少数党なので、ソールズベリー侯爵はグラッドストンの協力を条件に求めたが、それが無理そうだと分かると大命を拝辞し、グラッドストンを再度首相に任じるべきことを奏上した。しかしグラッドストンも拝辞したので、結局総選挙まで女王が二人の関係を斡旋するという条件でソールズベリー侯爵が首相に就任した。
6月24日、グラッドストンが国璽の引き渡しのためにウィンザー城を訪問した際、ヴィクトリア女王は伯爵位を与えると申し出たが、グラッドストンは生涯庶民院に奉仕したいと奉答して拝辞した。女王は以前からグラッドストンに伯爵位を与えて貴族院へ移し、「人民のウィリアム」の牙を削ぎたがっていたのだが、グラッドストンの「議会政治の本道は庶民院にあり」という強い信念は梃子でも動かなかった。

#### アイルランド自治の決意

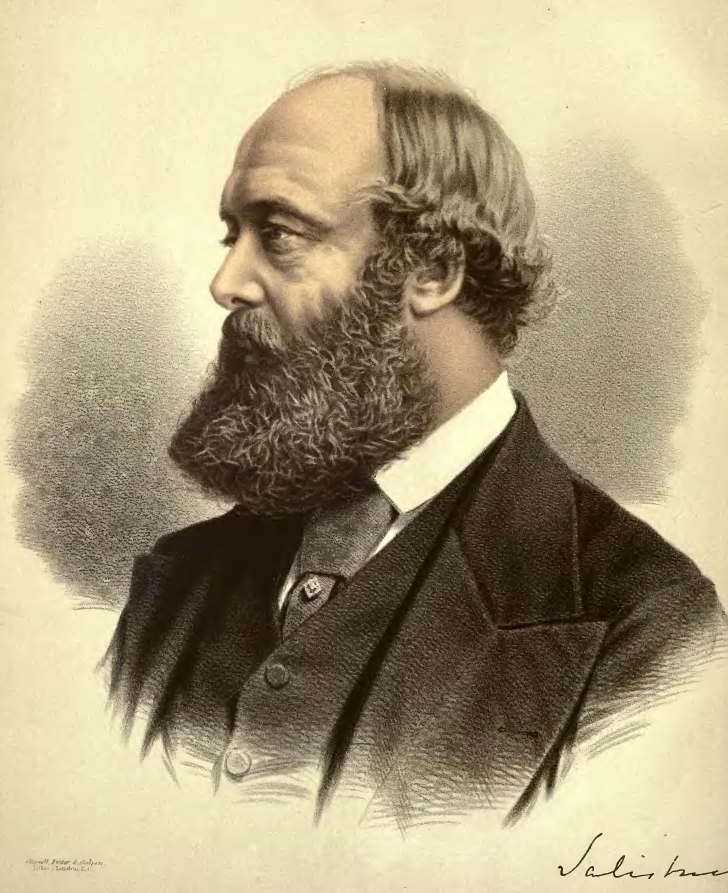
保守党の首相ソールズベリー侯爵

1885年6月に成立した第一次ソールズベリー侯爵内閣は、選挙管理内閣であったものの、アイルランド小作農に低利での土地購入費融資を行い、自作農への道を開くアシュボーン法を制定する業績を残した。
これを見てグラッドストンはいよいよアイルランド自治への決意を固めたという。グラッドストンは早くも1884年2月にはアイルランドに独立した議会を置くべきであると周囲に漏らしていた。だが自由党内でも地主貴族のホイッグ派を中心にアイルランド自治には反対論が根強かった。新急進派のチェンバレンも大英帝国の結合を弱めるものとして自治には反対しており、彼はその代わりに大幅な地方分権を主張していた。ホイッグ派はその地方分権論にさえ慎重だった。
ホイッグ派と同じく地主が多い保守党ももちろんアイルランド自治には反対する者が多かった。しかし今回のソールズベリー侯爵内閣では保守党とアイルランド国民党の結びつきが予想以上に強いと見て取ったグラッドストンは保守党政権がアイルランド自治法案を提出する可能性があり、自分と自分に従う自由党議員がそれに賛成票を投じれば通過させられると考えていた。しかし結局ソールズベリー侯爵にアイルランド自治の意思はなかったため、その計画は実現しなかった。

#### 政権奪還へ
1885年11月から総選挙が開始された。自由党が大勝した後の総選挙であるから自由党が議席を落とすことが予想されたが、ジョゼフ・チェンバレンとその腹心のジェス・コリングスによる小作人に「3エーカーの土地と一頭の牛」を与えようというキャンペーンが功を奏し、自由党が322議席、保守党が251議席、アイルランド国民党が86議席をそれぞれ獲得した。自由党は保守党より優位の状態を保ったが、過半数は割り、アイルランド国民党がキャスティング・ボートを握ることとなった。保守党は少数党のままなので敗れた形だが、ソールズベリー侯爵は自由党の過半数割れを口実にして政権に留まった。また自由党が過半数割れしたことで保守党は選挙前よりアイルランド国民党との連携に固執しなくなった。
1886年1月21日に議会が招集され、政府は施政方針演説でアイルランドに対して強圧法案と土地改革法案の二点セット、つまり「飴と鞭」で臨むことを表明した。強圧法案に反発したアイルランド国民党はアイルランド自治を主張するグラッドストンの自由党と結び、1月26日に施政方針演説の修正動議を可決させ、ソールズベリー侯爵内閣を総辞職に追い込んだ。しかしアイルランド問題に揺れているのは自由党も同じであり、ホイッグ派のハーティントン侯爵らはこの修正動議に反対票を投じてグラッドストンに造反している。

#### 第三次グラッドストン内閣

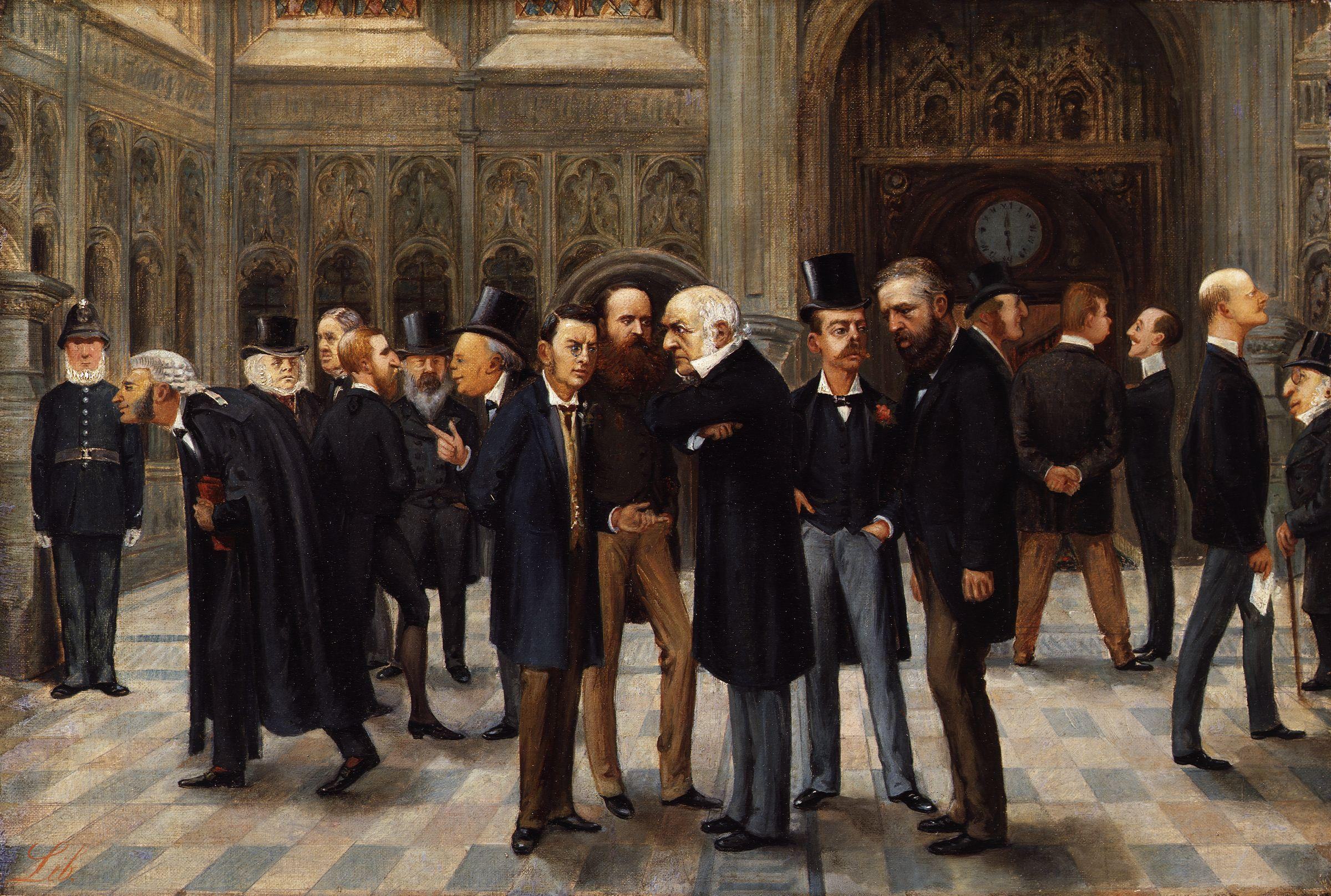
庶民院議場のロビーを描いた絵。グラッドストンとチェンバレンが話している。（1886年リボリオ・プロスペリ画）

1886年2月1日に女王よりオズボーン・ハウスに召集され、そこで大命を受けた。グラッドストンはこれを拝受して第三次グラッドストン内閣を組閣した。
アイルランド担当大臣にはグラッドストンのアイルランド自治の方針を熱烈に支持しているジョン・モーリー（彼は後にグラッドストンの伝記を書く）を置いた。一方ハーティントン侯爵はアイルランド自治の方針に反発して入閣を拒否した。彼が入閣しなかったことはホイッグ派の離反を意味した。急進派のリーダーのジョン・ブライトもこの内閣の微妙さを感じ取って用心深く入閣を避けた。ハーティントン侯爵が入閣を拒否するのは分かっていたことだが、ブライトまでもが入閣を拒否したことはグラッドストンにとってもショックだった。新急進派のリーダーのジョゼフ・チェンバレンは嫌々ながら入閣した。前述したように彼はアイルランド自治には賛成していなかったが、対立しているホイッグ派と共闘する形になって人望を落とすのだけは避けたいという思いがあった。

##### チェンバレンの不満
ハーティントン侯爵やブライトの協力が期待できない以上、チェンバレンを重用すべきだったが、グラッドストンはそれにも失敗した。
チェンバレンは植民地大臣としての入閣を希望していたが、グラッドストンは「議員生活10年の政治家に植民地相は格が高すぎる」として拒否し、自治大臣職を彼に与えた。
またグラッドストンは緊縮のため、政務次官の一律減俸を行ったが、チェンバレンは先の総選挙の「3エーカーの土地と一頭の牛」キャンペーンの功労者であるジェス・コリングスの俸給まで減らされることに反発した。
さらにグラッドストンは後述するアイルランド自治法案の起草に熱中する余り、チェンバレンが作成した地方自治法案を閣議でまったく取り上げようとしなかった。このようなことが重なってチェンバレンの不満は高まっていった。

##### アイルランド自治法案

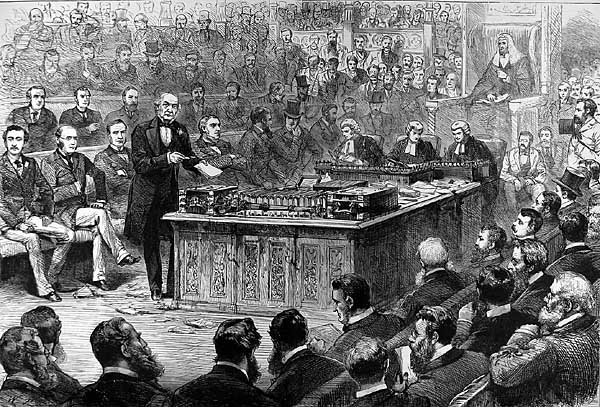
アイルランド自治法案を議会に提出するグラッドストンを描いた絵。

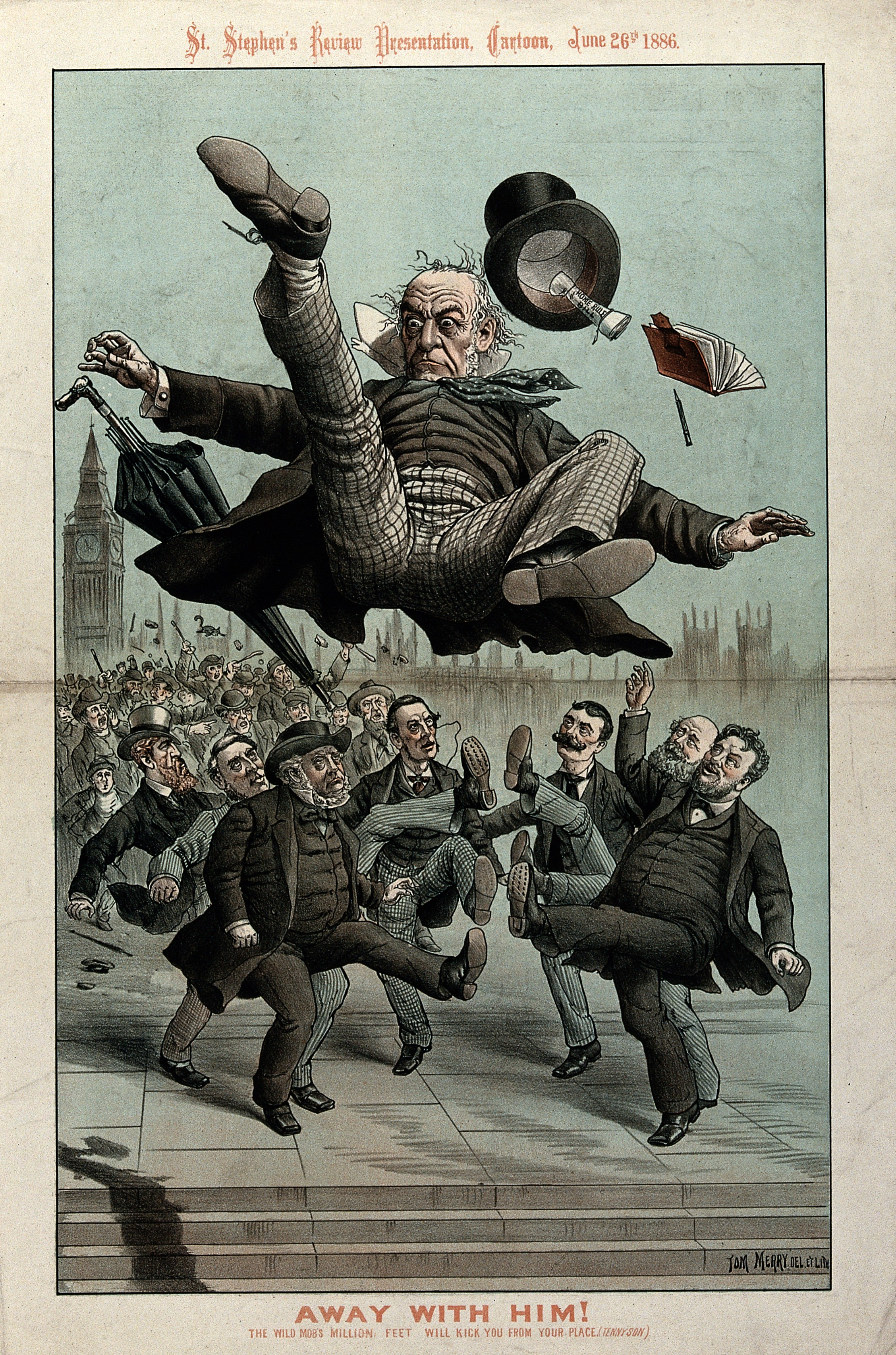
「AWAY WITH HIM（彼を追い出せ）」。アイルランド自治法案を巡り、与野党の反対に遭ったグラッドストンを描いた風刺画。グラッドストンがソールズベリー侯爵やジョゼフ・チェンバレンらによって、議事堂から蹴り出されている（1886年）。

内閣成立後、グラッドストンとアイルランド担当相モーリーは早速アイルランド自治法案の作成にあたった。その骨子は「1、アイルランドはアイルランドに関する立法を行う議会を持つ」「2、アイルランドは連合王国の議会には議員を送らない」「3、アイルランドの王室・宣戦・講和・国防・外交・貨幣・関税・消費税・国教などは連合王国が取り決め、アイルランドは決定権を有さない」というものであった。
グラッドストンは3月13日に閣議でこれを発表したが、チェンバレンとスコットランド担当大臣ジョージ・トレベリアンが「アイルランドの独立を招き、帝国を崩壊させる」法案であるとして激しく反発し、二人とも辞職した。この後、チェンバレンたちはホイッグ派とともに自由党を離党して自由統一党という新たな党を形成し始めた。ヴィクトリア女王もアイルランド自治に反発して、保守党党首ソールズベリー侯爵に自由党内反アイルランド自治派と連携して組閣の道を探れと内密に指示を出した。
グラッドストンは反対論に怯むことなく、1886年4月8日にアイルランド自治法案を議会に提出した。議会では、アイルランド人に自治は尚早である点、アイルランド人がイギリス議会に代表者を送りこめなくなる点、イングランド人人口が多いアルスター（北アイルランド）がイギリスと切り離される点などに反対論が続出した。
保守党党首ソールズベリー侯爵は「アイルランド人には二種類あり、一つは自治を解する者たちだが、もう一つはアフリカのホッテントット族やインドのヒンドゥー教徒と同類の自治能力のない連中である」として反対した。下野したチェンバレンも「連邦制度の樹立以外にこの問題を解決する手段はない」として反対演説に立った。一方アイルランド国民党のパーネルは賛成演説を行った。
法案が庶民院第一読会を無投票で通過した後、グラッドストンは関税と消費税に関する連合王国の議会にはアイルランド議員も参加できるよう修正すると語り、その代わり何としてこの法案を第二読会も通過させてほしいと訴えた。しかし第二読会は、自由党議員93名の造反が出て343票対313票で法案を否決した。
これに対して閣内から総辞職を求める声も上がったが、グラッドストンはこれを退けて解散総選挙を女王に奏上した。女王はグラッドストンが敗北すると思っており、解散総選挙を許可した。

##### 総選挙敗北、退陣
1886年6月から7月にかけて総選挙が行われた。グラッドストンはアイルランド自治を訴えて精力的に演説を行ったが、そのアイルランド一辺倒は有権者から選挙の関心を奪った。
選挙の投票率は低く、保守党が316議席、自由党が196議席、自由統一党が74議席、アイルランド国民党85議席をそれぞれ獲得した。自由党の惨敗だったが、得票総数で見ると野党（保守党と自由統一党）との差は10万票に過ぎず、議席に大きな差が出たのは小選挙区制度のマジックであった。
ともかくこの議席差では政権運営は不可能であり、グラッドストン内閣は7月30日には総辞職した。

#### 保守党政権のアイルランド弾圧との戦いとパーネル危機

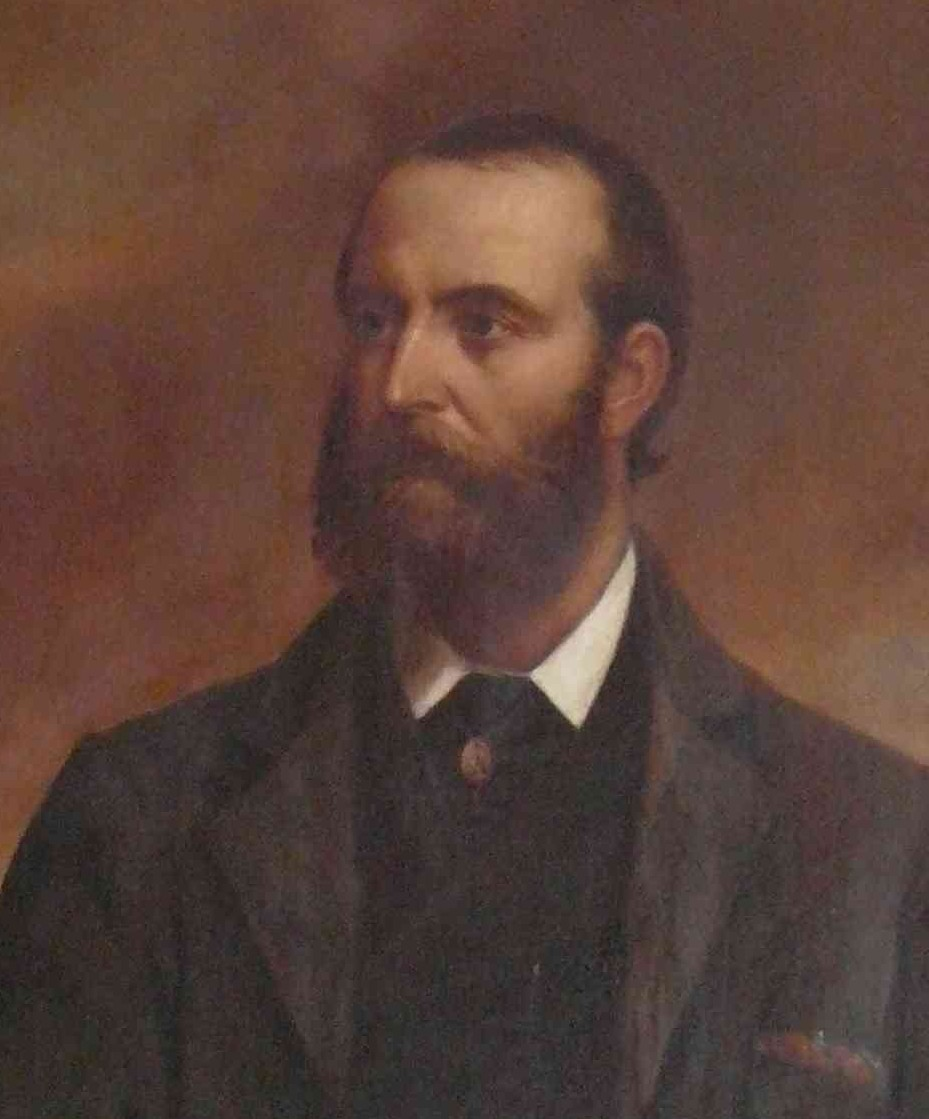
アイルランド国民党党首チャールズ・スチュワート・パーネル。

代わって第二次ソールズベリー侯爵内閣が誕生した。同政権は自由統一党から閣外協力を受けることで政権を維持し、1892年まで続く長期政権となった。
この間の長い野党時代にもグラッドストンはアイルランド自治を諦めず、それが不可欠であることを国民に立証すべく、ハワーデン城にこもってアイルランド問題の研究を行った。
一方ソールズベリー侯爵は甥のアーサー・バルフォアをアイルランド担当相に任じて、アイルランドへの強圧政治を再開した。『タイムズ』紙にかつてのアイルランド担当相フレデリック・キャヴェンディッシュ卿の暗殺にパーネルが関わっていることを示唆する記事が掲載され、パーネル批判の世論が高まった。パーネルはこの事実関係を否定したが、ソールズベリー侯爵政府はこれを大いに利用し、パーネル及びパーネルと提携するグラッドストンを徹底的に批判し、アイルランド強圧法再制定にこぎつけた。
この後アイルランドでは弾圧の嵐が吹き荒れ、アイルランド議員や民族運動家が続々と官憲に逮捕された。その弾圧の容赦の無さからアイルランド担当相バルフォアはアイルランド人から「血塗られたバルフォア（Bloody Balfour）」と呼ばれて恐れられた。
これに対してグラッドストンは「保守党はアイルランド弾圧にばかり専念し、あらゆる改革の実施を放棄している。早くアイルランド自治を達成してアイルランドの泥沼から抜け出さねば、改革は何も行われない」と訴えた。これはかつて自分が受けた「グラッドストンはアイルランド自治法案ばかりに専念して他の改革を何もしようとしない」という批判を与党に返してやったものだった。
1889年2月に『タイムズ』のパーネルに関する記事がねつ造だったことが判明し、政府批判・パーネル擁護の世論が強まった。この情勢を見てグラッドストンは「自分かパーネルの身に何か起きなければ、アイルランド自治法案の可決は確実」と自信をつけた。ところが1890年11月にパーネルは不倫スキャンダルを起こして裁判沙汰になり、再び世論の批判を集めた。自由党の支持勢力の中核である非国教徒の反発も激しく、これ以上パーネルと連携するのは難しい情勢となった。
グラッドストンはパーネルに「アイルランド自治を失敗させないため」としてアイルランド国民党党首職を辞するよう求めたが、パーネルは拒否した。グラッドストンはやむなくアイルランド・カトリック教会にパーネルを批判させて、アイルランド国民党の分裂を促した。これによって40名のアイルランド国民党議員が同党ナンバーツーだったジャスティン・マッカーシーの下に自由党との連携を重視する派閥を形成するに至った。パーネルの下には26名ほどの議員が残ったものの、彼らは補欠選挙に次々と敗れ、パーネル本人も翌1891年に46歳で死去した。
同じ年に長男のウィリアム・ヘンリー・グラッドストンが父に先だって死去した。この際にグラッドストンは「愛する者が永眠した時、後に残される者の悲嘆は簡単にはぬぐえないけれども、いつの日か、同じ神の御手によって再び会うことができると思えば、少しは慰めになる」と述べている。
ソールズベリー侯爵はグラッドストン政権の小英国主義のせいで危機に瀕した大英帝国の再強化を図るべく、海軍力の増強を行ったが、グラッドストンはこれに対しても強く反対した。

#### ニューカッスル綱領と総選挙辛勝
1880年代後半は、長引く不況で失業者が増える中、労働者問題が注目されていた時期である。1888年にはマッチ工場の女工たちがストライキを起こし、その悲惨な労働環境を訴えて世間の注目を集めた。1889年にはガス労働者や湾岸労働者がストライキを起こし、労働組合を結成した。
こうした情勢の中、「伝統的な自由放任主義は限界にきており、社会政策への取り組みが必要だ」という主張が多くなされるようになった。古風な自由主義者であるグラッドストンは自由放任主義の修正に消極的だったが、側近たちからの忠告でしぶしぶアイルランド自治法以外にも労災の雇用者責任や労働時間の制限などの公約を盛り込んだニューカッスル綱領を作成した。
1892年6月末に解散総選挙となった。選挙の結果、自由党が274議席、保守党が269議席、アイルランド国民党（パーネル派・反パーネル派合わせて）が81議席、自由統一党が46議席を獲得した。グラッドストンはアイルランド自治派（自由党とアイルランド国民党）が100議席以上の差をつけて反アイルランド自治派（保守党と自由統一党）に勝つと予想していたが、実際には40議席差の辛勝となった。

#### 第四次グラッドストン内閣

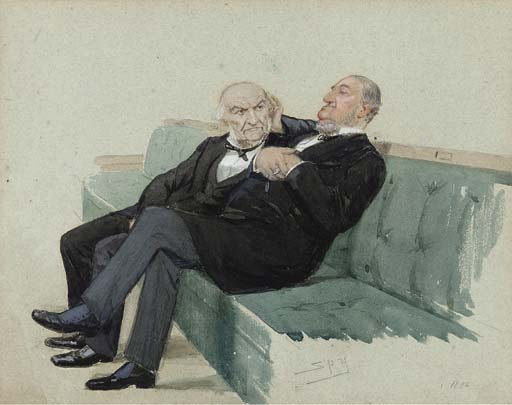
首相グラッドストンと蔵相ウィリアム・ヴァーノン・ハーコートを描いた戯画（1892年『ヴァニティ・フェア』誌）

総選挙に敗れたソールズベリー侯爵は辞職し、8月18日に第四次グラッドストン内閣が成立した。当時グラッドストンは82歳であり、歴代最年長での首相就任だった。

##### 再度アイルランド自治法案
内閣成立後、再びアイルランド担当大臣として入閣したジョン・モーリーとともにアイルランド自治法案の作成を開始した。この法案作成の作業中、グラッドストンはモーリーに「私の健康状態はまだ悪くはないが、目と耳が悪くなりすぎている。早晩私は辞職することになるだろう」と弱気を漏らしたという。
1893年3月に法案を議会に提出した。今回のアイルランド自治法案は第三次内閣時の法案に修正を加えたもので、アイルランド人を連合王国議会から排除せず、80名の枠でアイルランド人が連合王国議会に議員を送り込むことを認めたものだった。
相変わらずアイルランド自治に反対していたチェンバレンが反対運動の先頭に立った。またチェンバレンの息子であるオースティンが先の総選挙で初当選しており、アイルランド自治法案反対の処女演説を行った。グラッドストンはオースティンの処女演説を褒めてやり、それに嬉しくなったチェンバレンが思わずグラットストンにペコリと頭を下げる一幕があった。
結局、法案は庶民院を通過したものの、貴族院で419票対41票という圧倒的大差で否決された。
これに対してグラッドストンは解散総選挙を考えたが、先のニューカッスル綱領の公約がほとんど実現できてないことから閣内から反対論が相次ぎ、グラッドストンも断念した。

##### 海軍増強に反対して閣内で孤立

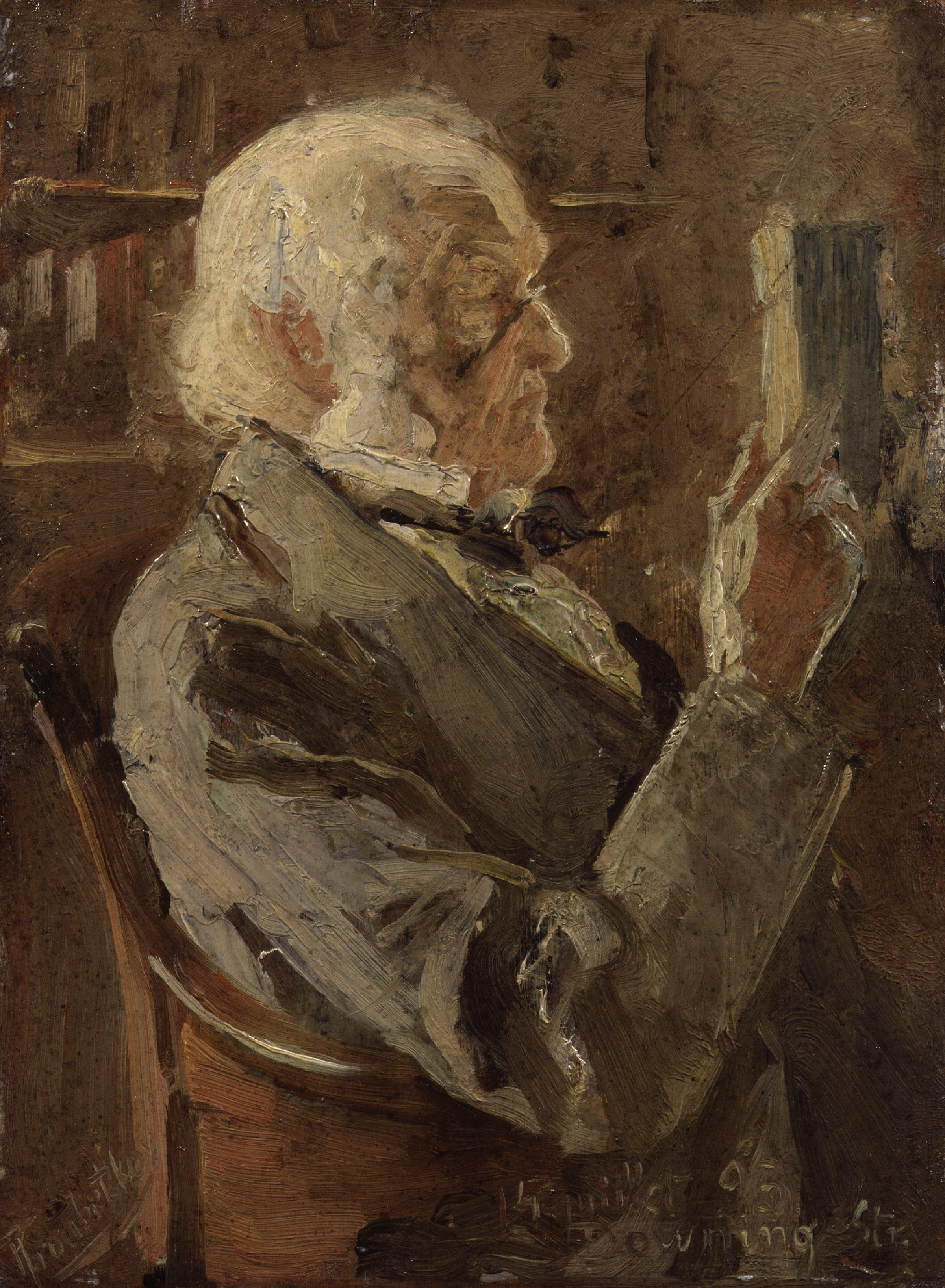
読書をするグラッドストン（1893年ピエール・トルベツコイ画）

ドイツ帝国では宰相オットー・フォン・ビスマルクを解任して親政を開始したドイツ皇帝ヴィルヘルム2世が植民地獲得を狙って海軍力の増強を開始し、ヴィクトリア女王や英国世論はドイツ帝国への警戒心を強めていった。また英仏の植民地争いも深まっていた。
こうした状況の中、グラッドストン内閣の閣僚の間でも海軍力増強を求める声が相次いだが、グラッドストンは相変わらず帝国主義に繋がる海軍力増強には反対だった。彼はすっかり時代錯誤となった小英国主義、またとうに死んだ者達の幻影に取りつかれていた。「海軍増強など狂気だ。ピール、コブデン、ブライト、アバディーン、みんな反対するはずだ。そんな計画に賛成するのはパーマストンだけだ」「今この計画を主張している政治家どもは皆、私が政界に入った時、生まれてもいなかった者たちではないか」などと激昂していた。
「老害」と化したグラッドストンは閣内で孤立していった。

##### 総辞職、政界引退
グラッドストンは閣内をまとめることはもはや不可能と判断し、辞職を決意した。1894年2月10日にその旨を閣僚たちに発表し、女王にも間接的に上奏した。3月1日に最後の閣議を開き、「諸君らとは一つの公的問題で意見が違えども、私的交友関係はこれからも続けていきたい」という主旨の短い話をした後「諸君らに神の御恵みがあらんことを」と述べてさっさと退出した。グラッドストンの辞任表明に閣僚たちは涙を流しながらも、グラッドストンが出ていった出口とは別の出口から退出したという。
またその日の午後に庶民院で最後の演説を行い、「貴族院は庶民院が必死で作り上げた法案を修正するのではなく全滅させることに精を出している。このような状況がいつまでも許されるべきではない」として貴族院批判・貴族院改革の必要性を訴えた。
1894年3月3日にウィンザー城に参内し、ヴィクトリア女王の引見を受けた。女王はザクセン＝コーブルク＝ゴータ公になったばかりの次男アルフレートの年金を継続してくれたことに感謝の意を示し、また掛かり付けの眼医者の話をし、他はグラッドストン夫人に対するねんごろなお言葉を下賜して引見を終えた。グラッドストンの国家に対する貢献を評価するようなお言葉は一切なかった。
また女王は退任する首相に対して後任の首相は誰が良いと思うか下問するのが慣例になっており、グラッドストンも下問を予想してスペンサー伯爵を推そうと思っていたのだが、女王の下問はなかった。女王はお気に入りの外務大臣ローズベリー伯爵に独断で大命を与えた。自由党内や世論は大蔵大臣ウィリアム・ヴァーノン・ハーコートを推す声が多かったので、この女王の独断に強く反発した。
世論のハーコート人気が高まり、ローズベリー伯爵の権威は失墜していった。結局ローズベリー伯爵は1895年6月に内閣信任相当と言えるほどではない、つまらない法案の否決を理由にさっさと総辞職して保守党のソールズベリー侯爵に政権を譲ってしまった。第三次内閣を発足させたソールズベリー侯爵はただちに解散総選挙に打って出て勝利し、1902年まで政権を担当することになる。
一方政界引退を決意していたグラッドストンはその総選挙に出馬しなかった。ここにグラッドストンの64年にも及んだ議会生活にピリオドが打たれたのである。

### 引退後

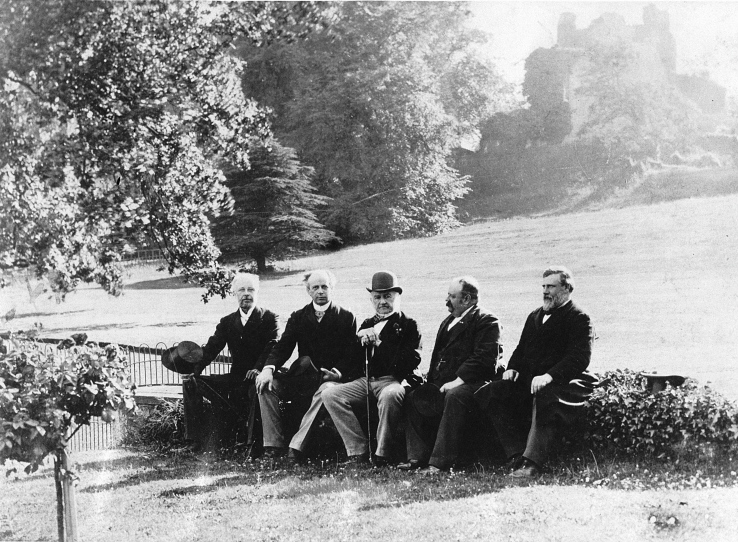
グラッドストン（中央）と植民地首相たち（1897年、ハワーデン城）

#### 晩年の政治活動
グラッドストンは1894年夏から始まったオスマン帝国によるアルメニアでの大虐殺に強い怒りを感じ、20年前と同様に再びトルコ批判運動の先頭に立った。庶民院議員辞職後もその活動は続けた。1896年9月にリヴァプールで行った演説では、トルコ皇帝アブデュルハミト2世を「大量殺人犯」として糾弾した。この演説が大衆の前で行った彼の最後の演説となった。
相変わらずトルコは大英帝国の生命線であり、首相である保守党党首ソールズベリー侯爵も自由党党首ローズベリー伯爵もトルコ批判にはまるで耳を課さなかった。グラッドストンは「私に1876年の時の身体があれば、もっと強力にトルコに闘争を挑めるのだが」と口惜しがった。
1897年1月末からフランスのカンヌで過ごすことが増えた。同年3月にはカンヌを訪問したヴィクトリア女王の引見を受けた。この時、女王は78歳、グラッドストンは88歳だった。すっかり老衰して性格的にも丸くなっていたグラッドストンに、女王は思わず自ら手を差し伸べた。
女王の即位60周年記念式典の最中の同年7月10日にはハワーデン城で大英帝国植民地首相らと会談に及んだ。

#### 死去

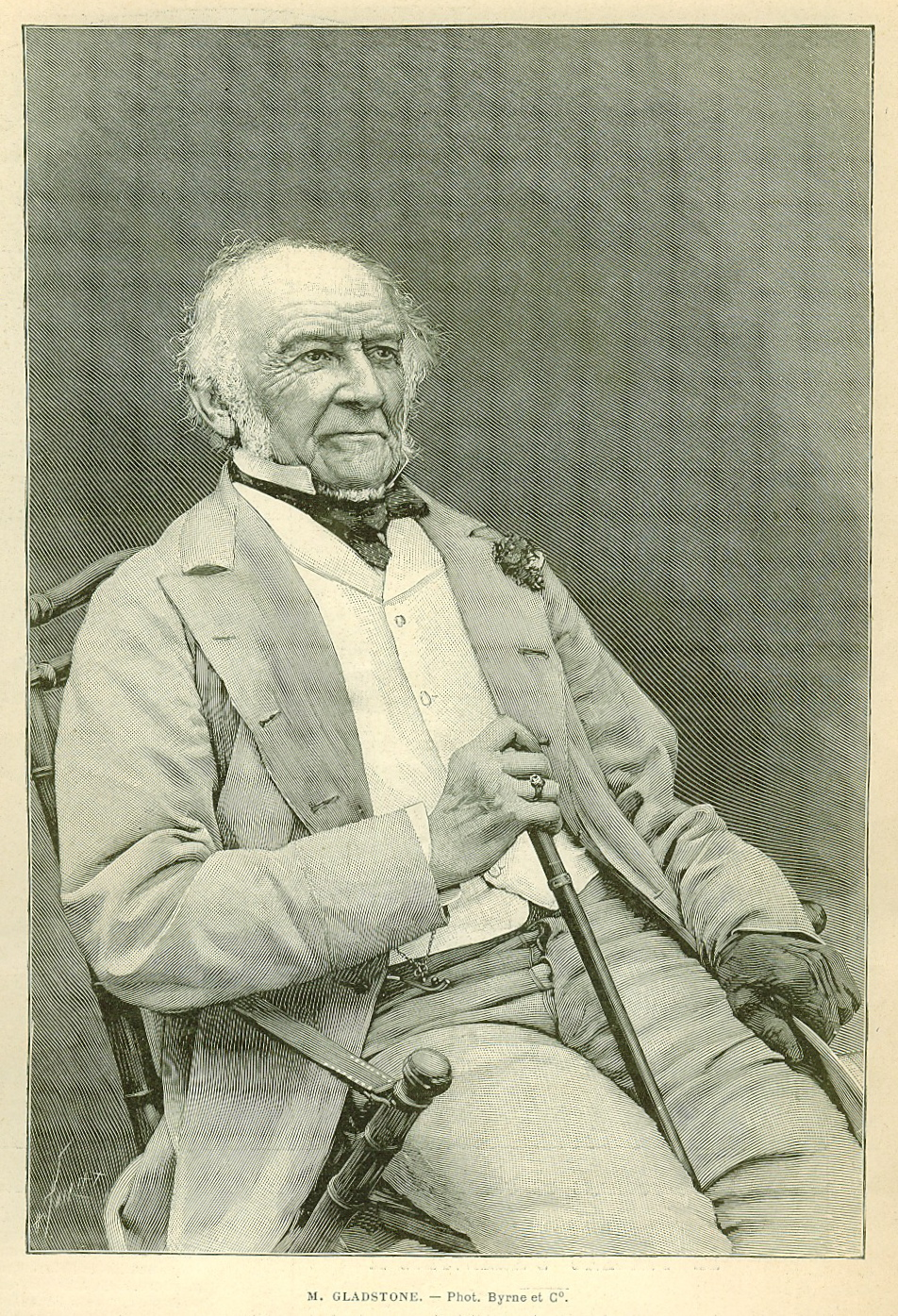
死の数日前に描かれたグラッドストンの絵

1897年11月にカンヌ滞在中に喉頭癌の最初の激痛に襲われた。カンヌは地中海から寒風が吹くことがあったため、周囲の薦めでイギリスのハワーデン城へ帰国した。
1898年初頭から体調が悪化した。5月に入るとすっかり精力が衰え、5月13日にローズベリー伯爵とモーリーが見舞いに訪れた際にはほとんど意識不明になっていたという。
5月15日に娘メアリーが「教会へ行ってきます」と述べた際にグラッドストンは「教会へ行くのか。素晴らしいことだ。愛するメアリーよ。私のために祈ってくれ。全ての同胞のために。全ての不幸で惨めな人々のために。」と呟いたという。
5月19日午前4時頃、夫人と子供たちが見守る中、また聖職者である次男スティーブンが祈りをささげる中、グラッドストンは眠るように死去した。この日はちょうどキリストの昇天日であった。
グラッドストンの遺体は棺に入れられた後、25日にロンドンに送られてウェストミンスター宮殿に安置された。一般国民の告別も許可された。棺の中には、彼が最後の力を振り絞ってトルコの暴政から守ろうとしていたアルメニアの教会から贈られた金の十字架が一緒に入れられた。
28日にグラッドストンの棺は葬列に伴われながらウェストミンスター寺院へ運ばれた。皇太子、ヨーク公、ローズベリー伯爵、首相ソールズベリー侯爵らが葬列に参加した。棺はウェストミンスター寺院の北側外陣の床に作られた墓所の中に入れられた。妻キャサリンは子供たちに支え起こされるまでその前に跪いて祈り続けたという。
弔辞は世界各国から届いた。ヴィクトリア女王もグラッドストンへの弔辞を書いて新聞に掲載するよう周囲から求められたが、拒否している。また皇太子がグラッドストンの葬儀に参加したと聞いた女王は問い詰めるような電報を皇太子に送っている。女王はグラッドストンのことは嫌っていたが、グラッドストン夫人のことは気にかけており、彼女に宛てて弔電を送っている。しかしそこでも「私は、私自身と私の家族の幸福に関することへの彼の献身と熱意を忘れません」という表現に留め、グラッドストンの国家への貢献を認めることはなかった。
議会では首相ソールズベリー侯爵、バルフォア、ローズベリー伯爵らが弔辞を述べた。ソールズベリー侯爵は「彼が世界中から尊敬されていたのは、大人格者であったからである。彼の目指した物は、偉大な理想の達成だった。その理想が健全な場合も、そうでない場合も、それは常に純粋で偉大な道徳的情熱から発せられていたのである」と評した。ローズベリー伯爵は「イギリスおよびイギリス国民は勇者を愛する。グラッドストン氏は常に勇者中の勇者であった」と述べた。バルフォアはグラッドストンを「世界最高の議会における最高の議会人」と評した。
- ウェストミンスター寺院にあるグラッドストンの墓
- グラッドストン像（ウェールズ・ハワーデン）
- グラッドストン像（マンチェスター、アルバート広場）
- グラッドストン像（スコットランド・エジンバラ）
- グラッドストン像（スコットランド・グラスゴー）
- グラッドストン像（ロンドン・ストランド）
- グラッドストン像（イングランド・ブラックバーン）
- グラッドストン像（イングランド・リヴァプール）

## 選挙歴
| 選挙日     | 回數 | 選挙区                 | 政党       | 得票数 | 得票率 | 順位 | 当落 | 選數 | 年齢 | 出典    |
| ---------- | ---- | ---------------------- | ---------- | ------ | ------ | ---- | ---- | ---- | ---- | ------- |
| 1832.12.10 | 11   | ニューアーク区         | トーリー党 | 887    | 36.78% | 1位  |      | 01選 | 23歳 | [ 616 ] |
| 1835.02.06 | 12   | ニューアーク区         | 保守党     | 無投票 | 無投票 | 1位  |      | 02選 | 26歳 | [ 616 ] |
| 1837.08.18 | 13   | マンチェスター区       | 保守党     | 2,224  | 18.56% | 3位  |      | 落選 | 28歳 | [ 617 ] |
| 1837.08.18 | 13   | ニューアーク区         | 保守党     | 無投票 | 無投票 | 1位  |      | 03選 | 28歳 | [ 616 ] |
| 1841.07.22 | 14   | ニューアーク区         | 保守党     | 633    | 38.20% | 1位  |      | 04選 | 32歳 | [ 616 ] |
| 1841.09.14 | 補   | ニューアーク区         | 保守党     | 無投票 | 無投票 | 1位  |      | 05選 | 32歳 | [ 616 ] |
| 1847.08.26 | 15   | オックスフォード大学区 | 保守党     | 997    | 28.31% | 2位  |      | 06選 | 38歳 | [ 618 ] |
| 1852.07.31 | 16   | オックスフォード大学区 | 保守党     | 1,108  | 34.25% | 2位  |      | 07選 | 43歳 | [ 618 ] |
| 1853.01.20 | 補   | オックスフォード大学区 | 保守党     | 1,022  | 53.23% | 1位  |      | 08選 | 43歳 | [ 618 ] |
| 1857.03.27 | 17   | オックスフォード大学区 | 保守党     | 無投票 | 無投票 | 1位  |      | 09選 | 48歳 | [ 618 ] |
| 1859.02.12 | 補   | オックスフォード大学区 | 保守党     | 無投票 | 無投票 | 1位  |      | 10選 | 50歳 | [ 618 ] |
| 1859.04.28 | 18   | オックスフォード大学区 | 保守党     | 無投票 | 無投票 | 1位  |      | 11選 | 50歳 | [ 618 ] |
| 1859.07.01 | 補   | オックスフォード大学区 | 自由党     | 1,050  | 55.00% | 1位  |      | 12選 | 50歳 | [ 618 ] |
| 1865.07.24 | 19   | オックスフォード大学区 | 自由党     | 1,724  | 25.12% | 3位  |      | 落選 | 56歳 | [ 618 ] |
| 1865.07.24 | 19   | 南ランカシャー区       | 自由党     | 8,786  | 17.36% | 3位  |      | 13選 | 56歳 | [ 619 ] |
| 1868.12.07 | 20   | 南西ランカシャー区     | 自由党     | 7,415  | 24.92% | 3位  |      | 落選 | 59歳 | [ 620 ] |
| 1868.12.07 | 20   | グリニッジ区           | 自由党     | 6,386  | 28.84% | 2位  |      | 14選 | 59歳 | [ 621 ] |
| 1868.12.21 | 補欠 | グリニッジ区           | 自由党     | 無投票 | 無投票 | 1位  |      | 15選 | 59歳 | [ 621 ] |
| 1874.02.17 | 21   | グリニッジ区           | 自由党     | 5,968  | 25.97% | 2位  |      | 16選 | 65歳 | [ 621 ] |
| 1880.04.27 | 22   | リーズ区               | 自由党     | 24,622 | 33.47% | 1位  |      | 17選 | 71歳 | [ 622 ] |
| 1880.04.27 | 22   | ミッドロージアン区     | 自由党     | 1,579  | 53.57% | 1位  |      | 17選 | 71歳 | [ 623 ] |
| 1880.05.10 | 補   | ミッドロージアン区     | 自由党     | 無投票 | 無投票 | 1位  |      | 18選 | 71歳 | [ 623 ] |
| 1885.12.10 | 23   | ミッドロージアン区     | 自由党     | 7,879  | 70.52% | 1位  |      | 19選 | 76歳 | [ 624 ] |
| 1886.02.10 | 補   | ミッドロージアン区     | 自由党     | 無投票 | 無投票 | 1位  |      | 20選 | 77歳 | [ 624 ] |
| 1886.07.27 | 24   | リース・バラ区         | 自由党     | 無投票 | 無投票 | 1位  |      | 21選 | 77歳 | [ 625 ] |
| 1886.07.27 | 24   | ミッドロージアン区     | 自由党     | 無投票 | 無投票 | 1位  |      | 21選 | 77歳 | [ 624 ] |
| 1892.07.26 | 25   | ミッドロージアン区     | 自由党     | 5,845  | 53.13% | 1位  |      | 22選 | 83歳 | [ 624 ] |
| 1892.08.24 | 補   | ミッドロージアン区     | 自由党     | 無投票 | 無投票 | 1位  |      | 23選 | 83歳 | [ 624 ] |

## 人物

### 宗教的情熱
グラッドストンは敬虔な国教徒だった。地元にある時は毎朝教会への礼拝を行い、安息日には勤行を欠かさなかった。また積極的に宗教奉仕活動に参加した。
彼には「人間の幸せの永続的基盤は、一つだけである。それは宗教的確信をもつことである」という断固たる持論があった。
ベンジャミン・ディズレーリを徹底的に嫌ったのも、彼に宗教的情熱の欠如とそれに伴うシニカルな日和見主義を見たからである。

### 勤勉

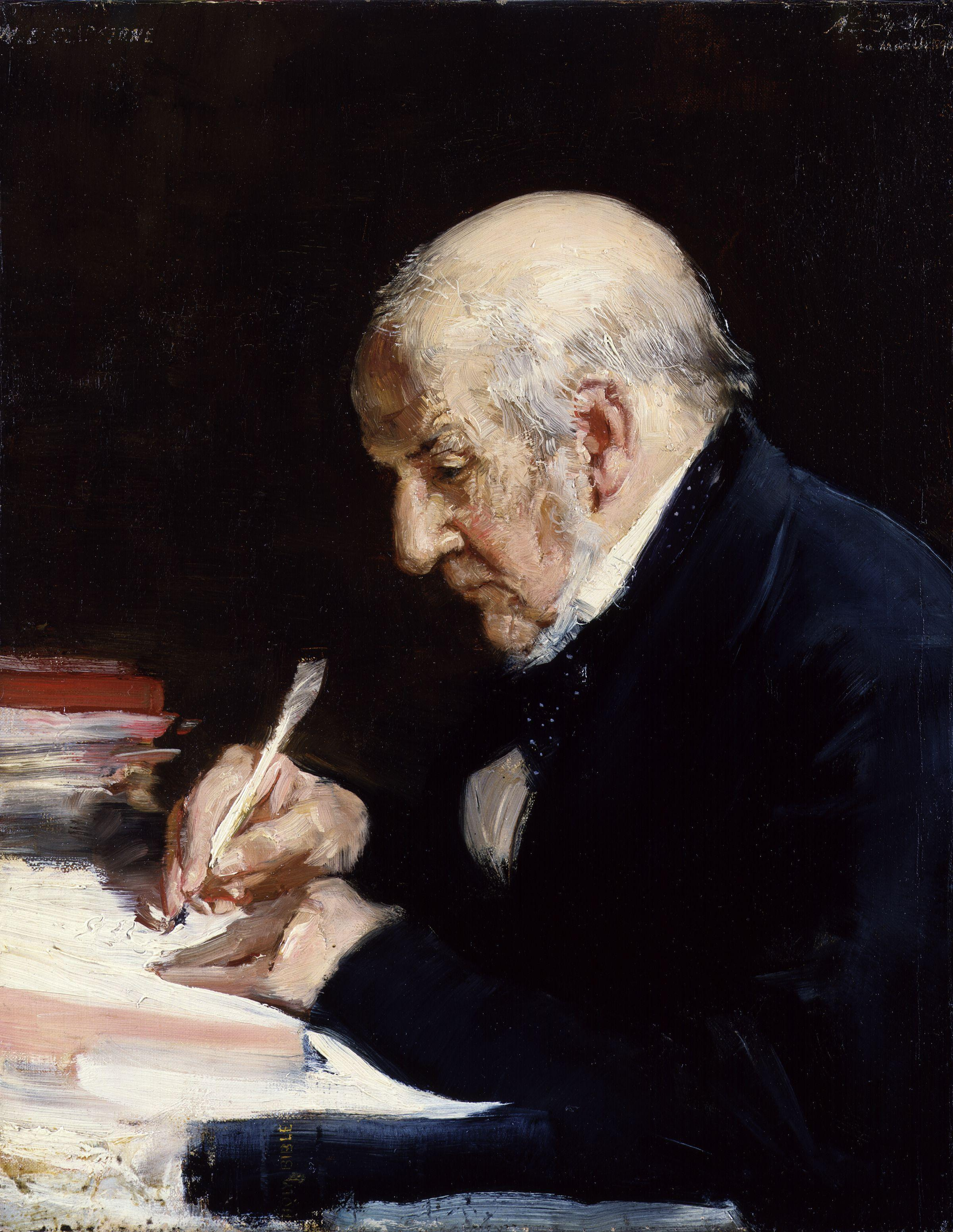
仕事するグラッドストンを描いた絵

グラッドストンはオックスフォード大学時代に神からの使命を果たすために必要なものとして「1. 愛の精神、2. 自己犠牲の精神、3. 誠実の精神、4. 活力」の4つが重要だという宗教的確信を得た。このうちの「活力」がグラッドストンの病的なまでの勤勉性につながった。グラッドストンの日記には「私は仕事をするか、死ななければならない」と書かれている。
グラッドストンの友人であるサー・ジェームズ・グラハム准男爵は「グラッドストンは他人が16時間かけて行う仕事を4時間で達成する。そして16時間働く。」と評したことがある。このグラッドストンの勤勉ぶりは生涯変わらず、彼は晩年にも13時間から14時間は働いていたという。
時間を有意義に使いたいと願っていた彼は、しばしば急いでいるようにも見えたという。

### 雄弁
グラッドストンは雄弁家で知られた。議場での演説以外に言論の場があまりなかった19世紀イギリスでは雄弁は政治家にとって重要な能力であった。
グラッドストンは声に深みがあり、声の調子の変化に富んでいるなど演説家として先天的な才能を持っていたが、「熱心と努力と知識がなければ何人も大雄弁家にはなれない」というキケロの名言を胸に刻んで、弁論術を磨くための努力も怠らなかった。
グラッドストンは後輩に演説の仕方を伝授した書簡の中で「1、用語は平易で簡潔な物を選ぶこと、2、句は短く切ること、3、発音の明瞭、4、批評家や反対者の論評を待たずに予め自分で論点を考証すること、5、論題について熟考して消化し、適切な語が迅速に出てくるよう心がけること、6、聴衆を感動させるには思考を論題に集中し、常に聴衆を見守ること」と書いている。もっともこのうち1と2についてはグラッドストン自身もあまり守っていなかった。
壇上における態度も雄弁に彩りを添えていた。その身振りは豪放ながらも自然であり、粗暴な印象や誇張しているような印象は与えなかったという。
ビスマルクはディズレーリを高く評価する一方、グラッドストンのことは「教授」と呼んで馬鹿にしていたが、「たかが大演説家に過ぎないグラッドストンの如き無能な政治家」と評したことがあり、これをそのまま読むならグラッドストンの雄弁はビスマルクも認めるところであったことになる。

### 小さな政府

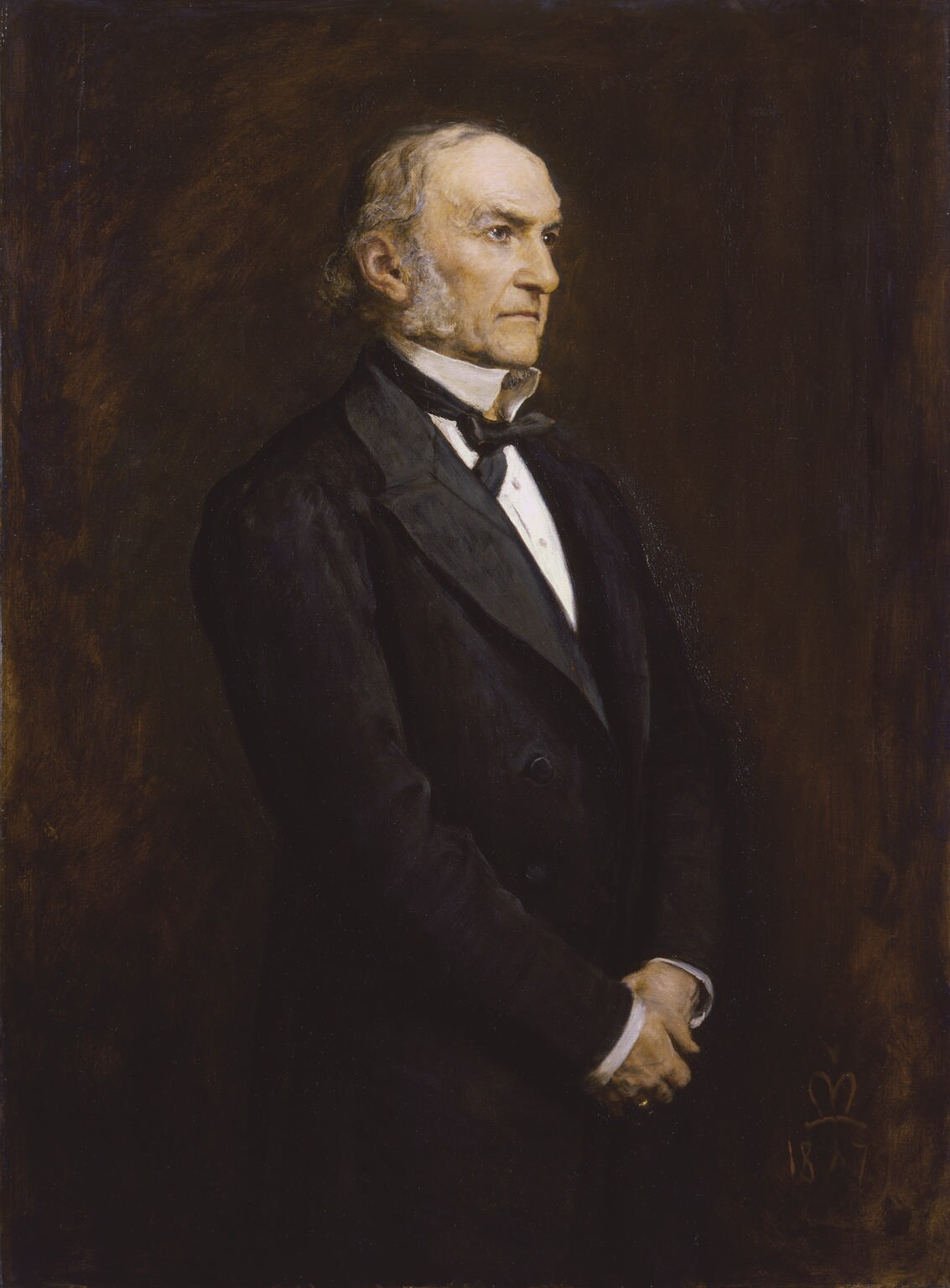
グラッドストンを描いた絵（ジョン・エヴァレット・ミレー画）

グラッドストンは「政府が持つ金は少なければ少ないほど良い」という「小さな政府」論の断固たる信奉者であった。政府に金が有り余っていると軍拡に使われ、帝国主義外交に乗り出すと懸念したためである。
政府が小さいと軍備だけではなく、社会保障も小さくなるが、グラッドストンは大衆の自助の促進を目指す古風な自由主義者であるから、社会保障は「自助ではなく国家への依存をもたらし、精神主義ではなく物質主義をもたらす」と看做しており、基本的に必要無いと考えていた。

### 小英国主義
グラッドストンは「領土を貪ることは全人類の呪い」と称し、非膨張論を唱え、小英国主義を支持していた。小英国主義とは「イギリスは世界最強の海軍力を背景にした自由貿易によって今や世界中どこにでも資源調達地と市場を作れるのだから、わざわざ巨額の防衛費と維持費をかけてまで植民地を領有する必要がない」とする考えであり、自由主義者の中でもマンチェスター学派によって盛んに支持されていた考えである。
ただ首相となったグラッドストンが、実際に小英国主義の理念にのっとった外交政策を打ち出すのは稀だった。第一次グラッドストン内閣時の1870年にニュージーランドから撤兵したこと、1872年にフィジー諸島併合論を却下したこと、第二次内閣の1884年にスーダン放棄を決定したことぐらいに留まる。グラッドストンが首相になった頃にはすでに小英国主義への疑問がイギリス中で噴出していたからである。

### 自由貿易と平和主義
領土拡張ではなく自由貿易拡大を目指し、自由貿易を破壊する戦争は可能な限り回避することがグラッドストンの外交目標だった。
イギリスで自由貿易によって最も利潤をあげたのはランカシャーの綿工業であるが、彼らは貿易業者が地中海、インド洋、大西洋を渡って輸入してきた綿花を買って、綿製品に加工し、それを輸出していたから、綿工業にとって海上の平和はまさに死活問題だった。マンチェスター学派に属するグラッドストンはその代弁者だったのである。
グラッドストンは、戦争を回避するためには軍拡を阻止することと、イギリスが「栄光ある孤立（Splendid Isolation）」と「ヨーロッパ協調（Concert of Europe）」の立場を維持することの2点が重要と考えていた。それはイギリスの相対的有利の時代にあっては、成果を上げる時もあった。
しかしイギリスの相対的有利の時代が終わり、列強諸国の帝国主義と軍拡競争が過熱していく時代にあっては、うまく機能しなくなった。第四次内閣の頃には平和主義はすっかり時代遅れの思想と化しており、全閣僚が軍拡を求める中、首相グラッドストンただ一人が軍拡に反対し続ける有様となっていた。そしてそれが原因で失脚し、政界を去ることとなった。

### ヴィクトリア女王との関係

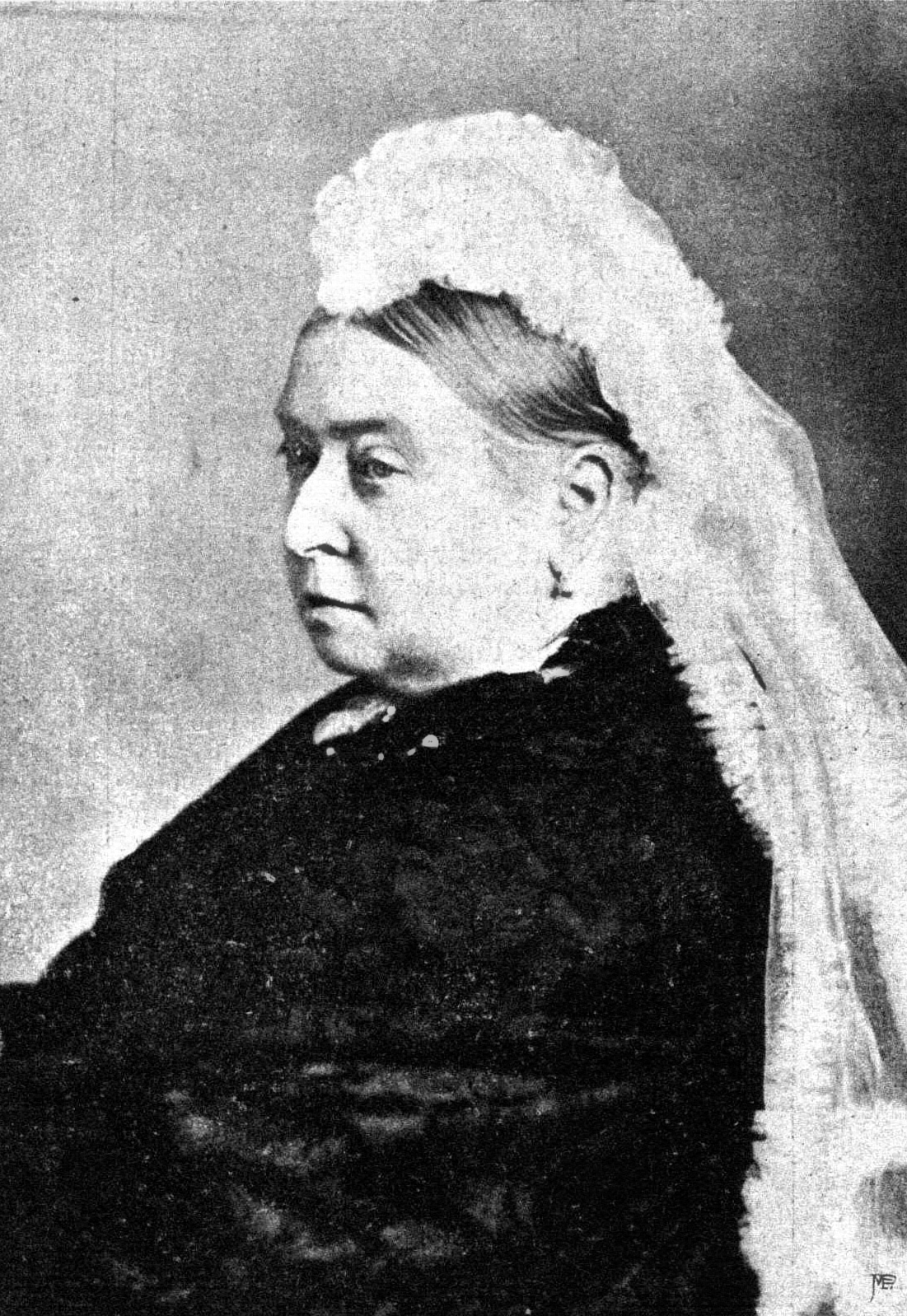
グラッドストンを嫌ったヴィクトリア女王

グラッドストンはヴィクトリア朝の首相たちの中でもパーマストン子爵と並んでヴィクトリア女王から最も嫌われた首相である。
ヴィクトリア女王とグラッドストンの関係は、第一次グラッドストン内閣の時からギクシャクしていた。王配アルバートの薨去以来喪に服して公務にほとんど出席していなかったヴィクトリア女王に対してグラッドストンが公務への復帰を強く要求したからである。女王は退位をちらつかせてでも、この要請を拒否した。
女王がグラッドストンに決定的な嫌悪感を抱いたのは、第二次ディズレーリ内閣の時である。ヴィクトリアが熱烈に支持していたディズレーリの帝国主義外交や露土戦争をめぐる親トルコ・反ロシア外交をグラッドストンが徹底的に批判したためである。この頃女王は長女ヴィッキーへ宛てた手紙の中で「グラッドストン氏は狂人のように進撃しています。私は代議士の中で、これほど愛国心が欠如し、不謹慎な人物を他に知りません。」という激しい憎しみを露わにしている。
グラッドストンには君主は象徴としてのみ政体の根幹にあるべきという持論があり、とりわけディズレーリ政権がヴィクトリア女王を政治の場に引っ張り出すことを憂慮していた。ただしグラッドストンは決して君主制廃止論者ではない。「でしゃばりの君主」の出現によって君主制廃止に向かうのでは、という懸念からそういう主張をしていたのである。彼は「以前の私なら、この地の君主制は幾百年も続いていくと確信できたが、私のその自信も前内閣が君主を政治外交の第一線に引きずりまわしたことで揺らぎつつある」と語っている。
64年間イギリス政界で働いてきたグラッドストンの引退にあたって女王は、国家への貢献の労をねぎらうような言葉は何もかけなかった。グラッドストンは55年前のシチリアでロバに乗った時のことを思い出し、「私は数十時間もロバの背中で揺られていた。ロバは私に不都合なことは何もしなかったし、私のために長時間仕事をしてくれた。だが何故か私はそのロバに何の好感も持つことができなかった。この時の私とロバの関係が、女王と私の関係である」と語った。

### ダーウィンと進化論について
グラッドストンとダーウィンは同じ年に生まれている。グラッドストンの組織した反トルコ集会にダーウィンが名を連ねていた関係でグラッドストンがダーウィンの家を訪問したことがあった。ダーウィンの家は代々ホイッグ党（自由党）であり、ダーウィン自身も自由党を指導するグラッドストンを深く尊敬していたので、この訪問に非常に感動した様子だったという。一方グラッドストンの方はダーウィンにそれほど関心をもっておらず、彼の生前に進化論を話題にしたことも、彼とそれについて語り合ったこともなかった。
第三次内閣総辞職後、グラッドストンは科学雑誌『ナインティーンス・センチュリー』への寄稿文や著書『盤石の聖書』 （1890年） の中で聖書の内容を疑おうとする者を批判した。『創世記』にある地球の変化や生物出現の順番は地質学的にも証明されているのだと主張していた。進化論に対する彼の態度は曖昧だが、全てをキリスト教の精神に支配されている彼にそれを容認することはできなかったと思われる。

### その他

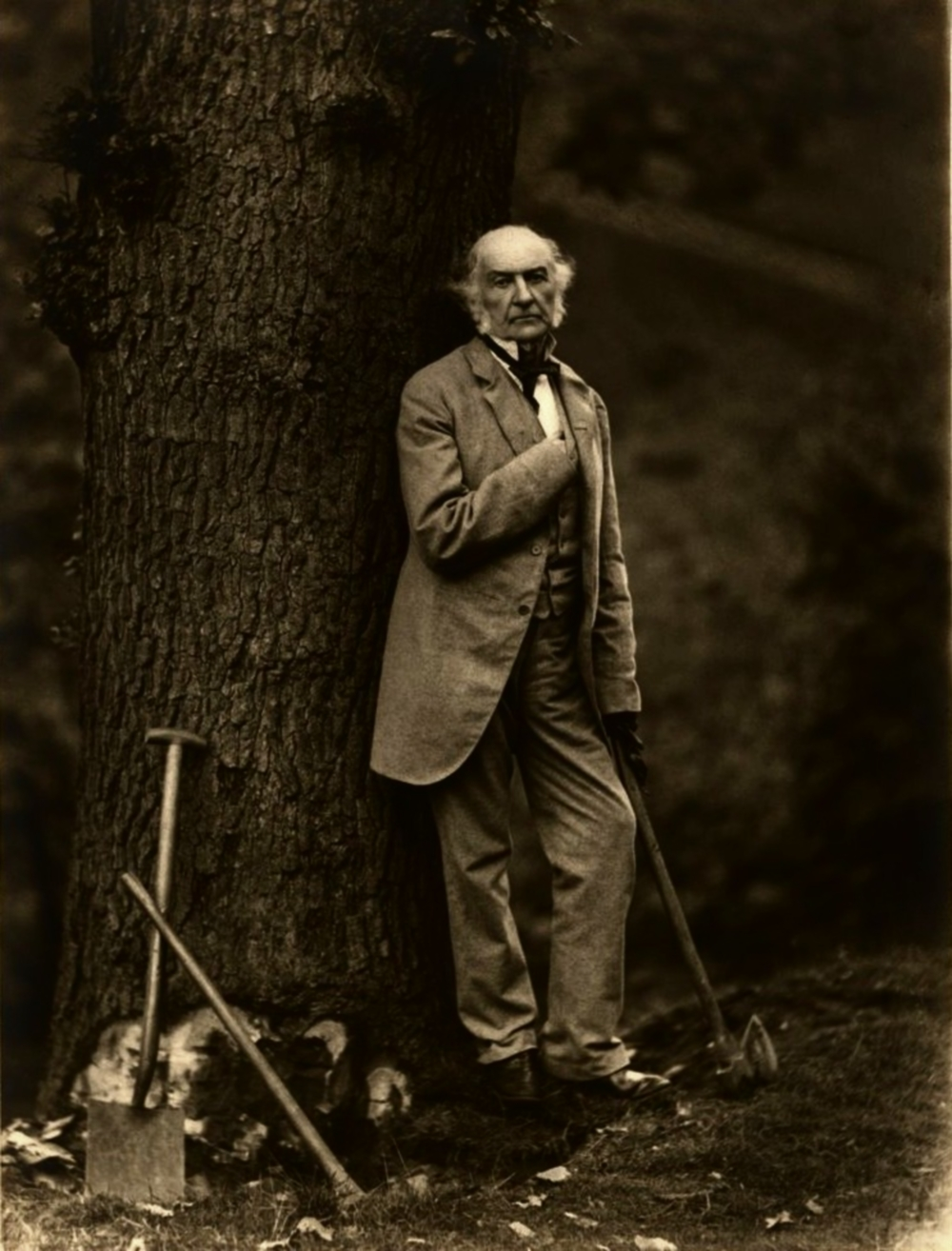
1887年のグラッドストン。

- 庶民院で演説する際には常に黄色い液体が入った小瓶を机の上において、それを一口飲んでから演説に入った。この液体は妻キャサリンが作ってくれた卵のお酒だった[658]。
- 募金活動に熱心で1831年から1890年までの間にグラッドストンが宗教事業や慈善事業に募金した金額は7万ポンドを越える[659]。
- 手紙魔、かつメモ魔であったという[660]。
- 信仰心による使命感に突き動かされて、結婚直後から1886年まで夜な夜な売春婦を更生させる活動を行った。大衆が見ている中、勘違いされてスキャンダルになる恐れを顧みずに遊女屋に入っていっては売春婦たちに更生するよう説得にあたった[121]。
- 紅茶好きとしても知られ、1865年には「If you are cold, tea will warm you. If you are too heated, it will cool you. If you are depressed, it will cheer you. If you are excited, it will calm you.」と紅茶の魅力を称賛する名言を遺している。

## 家族

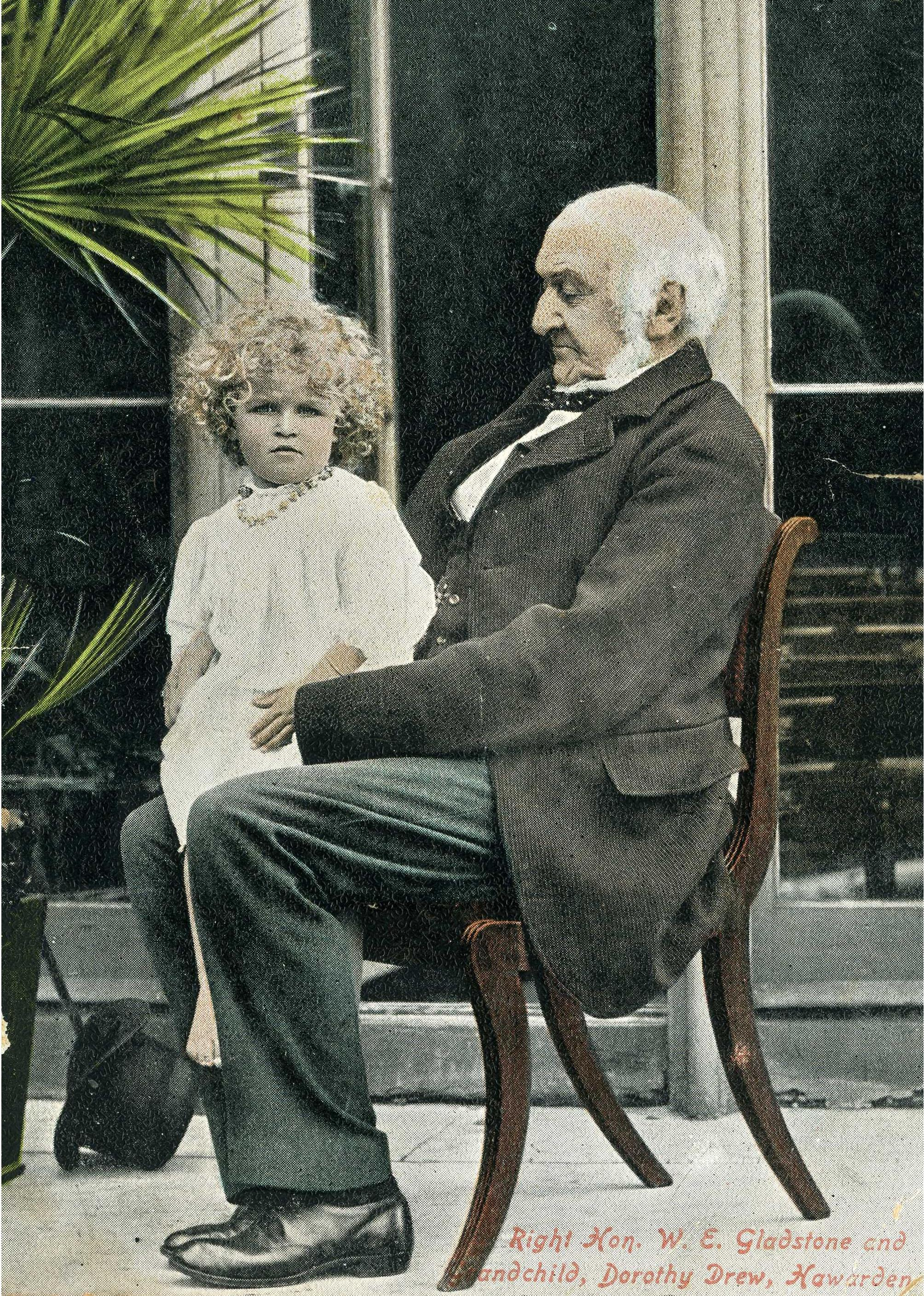
孫（マリーの娘）のドロシーと。

1839年7月25日にグリン准男爵家の娘であるキャサリン・グリンと結婚した。
二人は一緒に聖書を読み、結婚生活が終わる時までその習慣を守ることを誓い合ったという。グラッドストン家の家庭生活は万事をキャサリンが差配していた。キャサリンはやかまし屋という風評があったが、実際にはグラッドストンの方がやかまし屋であったという。二人は性格が合っているとは言えなかったが、それでも円満な夫婦関係を続けることができた。
キャサリンとの間に以下の8子を儲けた。
- 長男ウィリアム・ヘンリー・グラッドストン（英語版） (William Henry Gladstone, 1840-1891) 政治家
- 長女アグネス・グラッドストン (Agnes Gladstone, 1842-1931) エドワード・ウィッカム夫人
- 次男スティーブン・エドワード・グラッドストン (Stephen Edward Gladstone, 1844-1920) 国教会牧師
- 次女キャサリン・ジェシー・グラッドストン (Catherine Jessy Gladstone, 1845-1850)
- 三女メアリー・グラッドストン（英語版） (Mary Gladstone, 1847-1927) ハリー・ドリュー夫人
- 四女ヘレン・グラッドストン (Helen Gladstone, 1849-1925)
- 三男ヘンリー・ネヴィル・グラッドストン（英語版） (Henry Neville Gladstone, 1852-1935) 実業家。ハワーデンの初代グラッドストン男爵に叙される。
- 四男ハーバート・ジョン・グラッドストン (Herbert John Gladstone, 1854-1930) 政治家。初代グラッドストン子爵に叙される。

## イギリスでのグラッドストン
グラッドストンの公式伝記を書いたのは、彼の内閣でアイルランド担当大臣だったジョン・モーリーである。これに並ぶとされる評伝は長らく登場しなかったが、リチャード・シャノンが1982年に出版した評伝とグラッドストンの日記を全14巻で編集したコリン・マシューが1997年に出版した評伝が高く評価されている。労働党の政治家であるロイ・ジェンキンスもグラッドストンの伝記を著している。
現代の英国政治家の中にもグラッドストンは生き続けている。1997年から10年にわたり英国首相を務めたトニー・ブレアは「トニー・グラッドストン」というあだ名が付けられるほどグラッドストンを深く尊敬していた。ならず者国家が人権を侵害するのを黙って見ているわけにはいかないという彼の考えは、ブルガリア人を大虐殺するトルコに対するグラッドストンの1876年の闘争を模範とした物であった。2010年に出版されたブレアの回顧録にも諸所にグラッドストンの影響がみられる。

## 日本でのグラッドストン

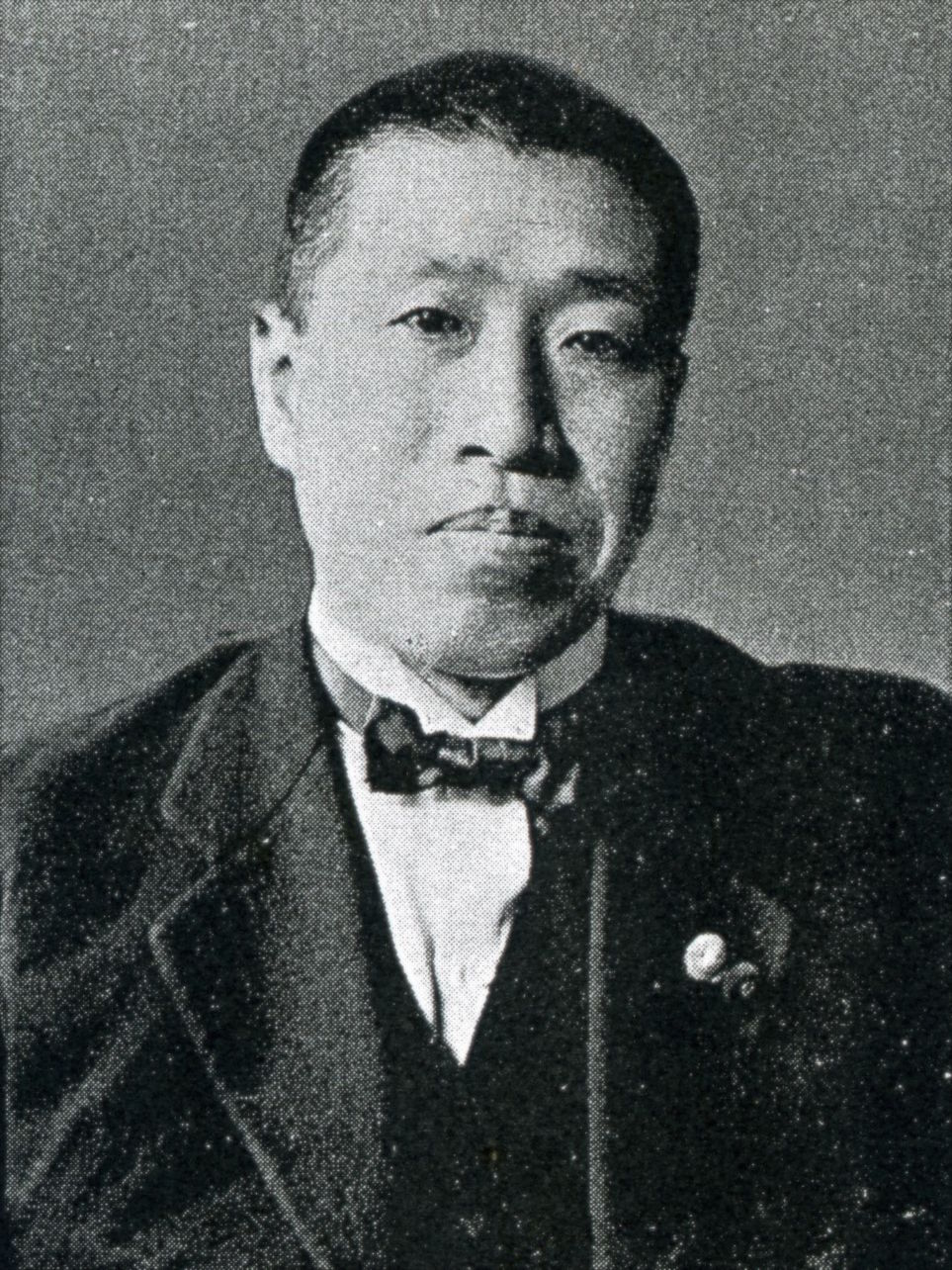
グラッドストンの伝記を書いた永井柳太郎衆議院議員。

日本においてグラッドストンは同時代の明治時代に最も人気があった政治家であった。とりわけ福沢諭吉や大隈重信、中江兆民といった自由主義派がグラッドストンを深く尊敬していた。福沢はしばしば、伊藤博文ら保守派が尊敬するビスマルクを「官憲主義」、グラッドストンを「民主主義」として対比して論じた。明治時代の日本のグラッドストン伝記としては徳富蘆花のものと、守屋貫教・松本雲舟のものが有名である。
大正時代になるとグラッドストンが過去の政治家になってきて、彼を論じた文献も減っていくが、1922年（大正11年）には大隈の薫陶を受けた憲政会所属の衆議院議員永井柳太郎がグラッドストン伝記を著している。永井は後に拓務大臣を務めて植民地行政を監督することになるが、グラッドストン思想を受け継いで帝国主義政策の改善にあたった。
昭和初期には普通選挙法制定など民主主義の進展があったものの、世界大恐慌、昭和恐慌、世界のブロック経済化、全体主義国の躍進などの影響を受けて、国粋主義の風潮が強まっていき、議会政治が時代遅れ扱いされはじめ、グラッドストンへの注目度も下がっていった。とはいえグラッドストンへの関心が完全に消えさったわけではなく、永井の本は昭和に入ったのちも重版され、またアンドレ・モーロワのディズレーリの伝記（グラッドストンについての言及も多数）が翻訳されたり、円地与四松がグラッドストン伝記を著したりした。円地はその中で「最近は議会政治も凋落したが、19世紀以来世界大戦までは議会政治が最も理想的な政治形態とされていた。その議会政治を代表する英国において、とりわけ議会政治家の典型を求めるならばグラッドストンをおいて他にはないだろう。」と時代を反映したような一文を書いている。
戦後、議会政治の復活とともにグラッドストンへの言及が再び増えた。戦後のグラッドストン伝記で著名なのは1967年（昭和42年） に出版された神川信彦のものである。神川の本が出た頃の日本は、高度経済成長期で、黒い霧事件など政治汚職が噴出し、また大学改革を訴える学生運動が頻発していた。こうした社会情勢から大学教授だった神川は「理想をもった政治家」を待望してグラッドストンの伝記を書こうと思い立ったのではないかと関東学院大学教授君塚直隆は推察している。